# 年代別アニメソング一覧 (エンディング曲)
年代別アニメソング一覧 (エンディング曲)（ねんだいべつアニメソングいちらん エンディングきょく）では、エンディング曲（以下ED）のアニメソングについて、年代別に列挙する。
ここに挙げる一覧では、ドラマの主題歌や挿入歌、コマーシャルのBGMなどで発表済みのものは除く。

## 1960年代
- 鉄人28号
  - 正太郎マーチ（インストゥルメンタル ； 『鉄人28号』初代）
  - 進め正太郎（西六郷少年合唱団 ； 『鉄人28号』二代目）
- 狼少年ケン
  - 狼少年ケン（ビクター少年合唱隊 ； 『狼少年ケン』初代）
  - 狼少年ケン（西六郷少年合唱団 ； 『狼少年ケン』二代目）
- 少年忍者風のフジ丸
  - 少年忍者風のフジ丸（西六郷少年合唱団 ； 『少年忍者風のフジ丸』初代）
  - たたかう少年忍者（西六郷少年合唱団 ； 『少年忍者風のフジ丸』二代目）
- 宇宙パトロールホッパ
  - ジュンの歌（上高田少年合唱団 ； 『宇宙パトロールホッパ』初代）
  - ジュンの歌（インストゥルメンタル ； 『宇宙パトロールホッパ』二代目）
  - 宇宙っ子ジュン（上高田少年合唱団 ； 『パトロール・ホッパ　宇宙っ子ジュン』）
- オバケのQ太郎
  - オバケのQ太郎（石川進 ； 『オバケのQ太郎』初代）
  - ぼくとQちゃん（吉田亜矢 ； 『オバケのQ太郎』二代目）
  - オバQ音頭（曽我町子/石川進 ； 『オバケのQ太郎』三代目）
- 魔法使いサリー
  - 魔法のマンボ（前川陽子 ； 『魔法使いサリー』初代）
  - いたずらのうた（加藤みどり、野沢雅子、朝井ゆかり、平井道子、千々松幸子 ； 『魔法使いサリー』二代目）
  - パッパッパッのチョイナ（水垣洋子 ； 『魔法使いサリー』三代目）
- 鉄腕アトム（インストゥルメンタル ； 『鉄腕アトム』）
- エイトマン（インストゥルメンタル ； 『エイトマン』）
- ビッグX（上高田少年合唱団 ； 『ビッグX』）
- 0戦はやと（ひばり児童合唱団） ； 『0戦はやと』）
- レオのうた（弘田三枝子とコロムビア女声合唱団 『ジャングル大帝』）
- いざ行けソラン（吉田亜矢/みすず児童合唱団 ; 『宇宙少年ソラン』）
- みなし児のバラード（新田洋/スクールメイツ 『タイガーマスク』）
- すきすきソング（水森亜土 『ひみつのアッコちゃん』）
- カランコロンの歌（加藤みどり 『ゲゲゲの鬼太郎』）
- サスケ（ハニーナイツ『サスケ』）
- アクビ娘の歌（堀江美都子 『ハクション大魔王』）

## 1970年代
- ルパン三世主題歌II（チャーリー・コーセイ 『ルパン三世 (TV第1シリーズ)』）
- ルパン三世 (TV第2シリーズ)
  1. ルパン三世愛のテーマ
  2. ルパン三世愛のテーマ（水木一郎）
  3. ラブ・スコール（サンドラ・ホーン）
  4. Love is everything（木村昇）
- 真っ赤なスカーフ（ささきいさお 『宇宙戦艦ヤマト』）
- 青い地球（ささきいさお 『銀河鉄道999』）
- ドラえもん
  - ドラえもんルンバ（内藤はるみ『ドラえもん』日本テレビ版）
  - 青い空はポケットさ（大杉久美子 『ドラえもん』テレビ朝日版第1期）
  - ぼくドラえもん（大山のぶ代 『ドラえもん』テレビ朝日版第1期）
- ぼくらのマジンガーZ（水木一郎 『マジンガーZ』）
- 勇者はマジンガー（水木一郎 『グレートマジンガー』）
- 今日もどこかでデビルマン（十田敬三 『デビルマン』
- あしたがすき（堀江美都子 『キャンディキャンディ』
- 合体！ゲッターロボ（ささきいさお 『ゲッターロボ』）
- 不滅のマシン ゲッターロボ（ささきいさお 『ゲッターロボG』
- 正義の超能力少年（水木一郎 『バビル2世』）
- おれは新造人間（ささきいさお 『新造人間キャシャーン』）
- 宇宙の王者グレンダイザー（ささきいさお・こおろぎ'73 『UFOロボ グレンダイザー』）
- 永遠にアムロ（池田鴻 『機動戦士ガンダム』）
- 白いテニスコートで（大杉久美子 『エースをねらえ!』）
- 世界名作劇場
  - まっててごらん（大杉久美子 『アルプスの少女ハイジ』）
  - よあけのみち（大杉久美子 『フランダースの犬』初期）
  - どこまでもあるこうね（大杉久美子 『フランダースの犬』）
  - かあさんおはよう（大杉久美子 『母をたずねて三千里』）
  - おいでラスカル（大杉久美子 『あらいぐまラスカル』）
  - 気まぐれバロン（大杉久美子 『ペリーヌ物語』）
  - さめない夢（大和田りつ子 『赤毛のアン』）
- 私はシモーヌ（アレーヌ 『ラ・セーヌの星』）
- 夜霧のハニー（前川陽子 『キューティーハニー』）
- ひとりぼっちのメグ（前川陽子 『魔女っ子メグちゃん』）
- 幸せをはこぶメルモ（桜井妙子 『ふしぎなメルモ』）

## 1980年代

### あ行
- 蒼き流星SPTレイズナー
  - 5分だけのわがまま（富沢聖子 ； 『蒼き流星SPTレイズナー』初代）
  - LA ROSE ROUGE（富沢聖子 ； 『蒼き流星SPTレイズナー』2代目）
- うる星やつら
  - 宇宙は大ヘンだ! （松谷祐子 ； 『うる星やつら』初代）
  - 心細いな （ヘレン笹野 ； 『うる星やつら』）
  - 星空サイクリング（ヴァージンVS ； 『うる星やつら』2代目）
  - I, I, You & 愛 （小林泉美 ； 『うる星やつら』3代目）
  - 夢はLove me more （小林泉美 ； 『うる星やつら』4代目）
  - 恋のメビウス （リッツ ； 『うる星やつら』5代目）
  - Open Invitation （CINDY ； 『うる星やつら』6代目）
  - エヴリデイ （ステファニー ； 『うる星やつら』7代目）
  - Good Luck 〜永遠より愛をこめて （南翔子 ； 『うる星やつら』8代目）

### か行
- 機甲戦記ドラグナー
  - イリュージョンをさがして（鮎川麻弥 ； 『機甲戦記ドラグナー』初代）
  - Shiny Boy（山瀬まみ ； 『機甲戦記ドラグナー』2代目）
- 機動戦士ガンダムシリーズ
  - 星空のBelieve（鮎川麻弥 ； 『機動戦士Ζガンダム』）
  - 時代が泣いている（新井正人 ； 『機動戦士ガンダムΖΖ』初代）
  - 一千万年銀河（ひろえ純 ； 『機動戦士ガンダムΖΖ』2代目）
- きまぐれオレンジ☆ロード
  - 夏のミラージュ（和田加奈子 ； 『きまぐれオレンジ☆ロード』初代）
  - 悲しいハートは燃えている（和田加奈子 ； 『きまぐれオレンジ☆ロード』2代目）

### さ行
- シティーハンターシリーズ
  - Get Wild（TM NETWORK ； 『シティーハンター』）
  - SUPER GIRL -City Hunter2-（岡村靖幸 ； 『シティーハンター2』初代）
  - STILL LOVE HER (失われた風景)（TM NETWORK ； 『シティーハンター2』2代目）
  - 熱くなれたら（鈴木聖美 ； 『シティーハンター3』）
- 聖闘士星矢
  - 永遠ブルー（MAKE-UP ； 『聖闘士星矢』初代）
  - 夢旅人（影山ヒロノブ&BROADWAY ； 『聖闘士星矢』2代目）

### た行
- 超時空要塞マクロス
  - ランナー（藤原誠 ； 『超時空要塞マクロス』初代）
  - 愛は流れる（飯島真理、他 ； 『超時空要塞マクロス』2代目）
- Dr.スランプ アラレちゃん
  - アレアレアラレちゃん（水森亜土； 『Dr.スランプ アラレちゃん』1話 - 112話、174話 - 197話、240話 - 243話）
  - アラレちゃん音頭（小山茉美； 『Dr.スランプ アラレちゃん』夏期間中）
  - いちばん星み〜つけた（水森亜土； 『Dr.スランプ アラレちゃん』129話 - 173話）
  - あなたに真実一路（堀江美都子； 『Dr.スランプ アラレちゃん』198話 - 239話）

- ドラゴンボールシリーズ
  - ロマンティックあげるよ （橋本潮 ； 『ドラゴンボール』）
  - でてこいとびきりZENKAIパワー! （MANNA ； 『ドラゴンボールZ』初代）

### ま行
- めぞん一刻
  - あした晴れるか （来生たかお ； 『めぞん一刻』第1話 - 第14話）
  - シ・ネ・マ （ピカソ ； 『めぞん一刻』第15話 - 第23話, 第25話 - 第33話）
  - Get Down （ギルバート・オサリバン ； 『めぞん一刻』第24話）
  - ファンタジー （ピカソ ； 『めぞん一刻』第34話 - 第52話）
  - サヨナラの素描 （ピカソ ； 『めぞん一刻』第53話 - 第76話）
  - ビギン・ザ・ナイト （ピカソ ； 『めぞん一刻』第77話 - 第96話）

### その他
- 風の行方（麻田マモル ； 『太陽の牙ダグラム』）
- いつもあなたが（TETSU ； 『装甲騎兵ボトムズ』）
- 星の1秒（EUROX ； 『機甲界ガリアン』）
- 心はジプシー（ケーシー・ランキン ； 『超時空世紀オーガス』）
- 約束（鹿取容子 ； 『超時空騎団サザンクロス』）
- ブルー・レイン（松木美音、アンディ ； 『機甲創世記モスピーダ』）
- コスモスに君と（戸田恵子 ； 『伝説巨神イデオン』）
- 時間の誘惑（遠藤晴美 ； 『ゴッドマジンガー』）
- 夢銀河（MIO ； 『星銃士ビスマルク』）
- 一世紀めのエンジェル（HIT BOY ； 『忍者戦士飛影』

## 1990年代

### あ行
- 赤ずきんチャチャ
  - 笑顔が好きだから （沢田聖子 ； 『赤ずきんチャチャ』初代）
  - チャチャにおまかせ （鈴木真仁、桜井智、赤土眞弓 ； 『赤ずきんチャチャ』2代目）
  - ようこそマジカルスクールへ （鈴木真仁、magical study ； 『赤ずきんチャチャ』3代目）
- おジャ魔女どれみ
  - きっと明日は （しゅうさえこ ； 『おジャ魔女どれみ』）
  - 声をきかせて（MAHO堂； 『おジャ魔女どれみ#』）
  - たからもの （こむろゆい ； 『も〜っと!おジャ魔女どれみ』）
  - わたしのつばさ （中司雅美 ； 『おジャ魔女どれみドッカ〜ン!』）
  - おジャ魔女音頭でハッピッピ!!（MAHO堂 ； 『おジャ魔女どれみドッカ～ン!』夏季限定）
  - ステキ∞（ムゲンダイ）（MAHO堂 ； 『おジャ魔女どれみナ・イ・ショ』）
- おじゃる丸
  - プリン賛歌 （sus4 ； 『おじゃる丸』初代）
  - プリンでおじゃる （おじゃる丸、カズマ、電ボ ； 『おじゃる丸』2代目）
  - 子鬼トリオのテーマ （子鬼トリオ ； 『おじゃる丸』3代目）
  - 恋をいたしましょう♪ （電ボ（岩坪理江） ； 『おじゃる丸』4代目）
  - あっち向いてホイでおじゃる （おじゃる丸・電ボ・カズマ ； 『おじゃる丸』5代目）
  - この町いつも 〜貧ちゃんのうた〜 （貧ちゃん（齋藤彩夏） ； 『おじゃる丸』6代目）
  - われら月光町ちっちゃいものクラブ （ちっちゃいものクラブ合唱団 ； 『おじゃる丸』7代目）
  - 月光町のうた（おじゃる丸、キスケ ； 『おじゃる丸』8代目）
  - 電ボのブンブン節（電ボ（佐藤なる美）、おじゃる丸、カズマ ； 『おじゃる丸』9代目）
  - さんきゅっきゅダンシング （Natsumi ； 『おじゃる丸』10代目）
  - まったり音頭 （おじゃる丸、カズマ、電ボ；『おじゃる丸』夏季限定）

### か行
- カードキャプターさくら
  - Groovy! （広瀬香美 ； 『カードキャプターさくら』初代）
  - Honey （chihiro ； 『カードキャプターさくら』2代目）
  - FRUITS CANDY （こじまめぐみ ； 『カードキャプターさくら』3代目）
- 神風怪盗ジャンヌ
  - ハルカ… （Pierrot ； 『神風怪盗ジャンヌ』初代）
  - Till the End〜終わらない愛を〜 （HIBIKI ； 『神風怪盗ジャンヌ』2代目）
- ガンダムシリーズ
  - WINNERS FOREVER〜勝利者よ〜 （infix ； 『機動戦士Vガンダム』初代）
  - もう一度TENDERNESS （KIX-S ； 『機動戦士Vガンダム』2代目）
  - 海よりも深く （彩恵津子 ； 『機動武闘伝Gガンダム』初代）
  - 君の中の永遠 （井上武英 ； 『機動武闘伝Gガンダム』2代目）
  - It's Just Love （大石ルミ、アポロン ； 『新機動戦記ガンダムW』）
  - HUMAN TOUCH （Warren Wiebe ； 『機動新世紀ガンダムX』初代）
  - HUMAN TOUCH（日本語版） （re-kiss ； 『機動新世紀ガンダムX』2代目）
  - 銀色Horizon （中瀬聡美 ； 『機動新世紀ガンダムX』3代目）
  - AURA （谷村新司 ； 『∀ガンダム』初代）
  - 月の繭（奥井亜紀 ； 『∀ガンダム』2代目）
  - 限りなき旅路 （奥井亜紀 ； 『∀ガンダム』最終回）
- ごぞんじ!月光仮面くん
  - 夢のチカラ（Rooky ； 『ごぞんじ!月光仮面くん』初代）
  - カラフル（Cyber Nation Network ； 『ごぞんじ!月光仮面くん』2代目）

### さ行
- SLAM DUNK
  - あなただけ見つめてる （大黒摩季 ； 『スラムダンク』初代）
  - 世界が終るまでは… （WANDS ； 『スラムダンク』2代目）
  - 煌（キラ）めく瞬間（トキ）に捕われて （MANISH ； 『スラムダンク』3代目）
  - マイ フレンド （ZARD ； 『スラムダンク』4代目）
- スレイヤーズシリーズ
  - KUJIKENAIKARA! （林原めぐみ・奥井雅美 ； 『スレイヤーズ』）
  - 邪魔はさせない （奥井雅美 ； 『スレイヤーズNEXT』）
  - don't be discouraged （林原めぐみ ； 『スレイヤーズTRY』）
  - somewhere （桑島法子 ； 『スレイヤーズTRY』最終回）
  - REVOLUTION （林原めぐみ ； 『スレイヤーズREVOLUTION』）
  - 砂時計 （林原めぐみ ； 『スレイヤーズEVOLUTION-R』）
  - JUST BIGUN （林原めぐみ ； 『スレイヤーズEVOLUTION-R』最終回）

### た行
- ちびまる子ちゃん
  - おどるポンポコリン （B.B.クィーンズ ； 『ちびまる子ちゃん』初代）
  - 走れ正直者 （西城秀樹 ； 『ちびまる子ちゃん』2代目）
  - 針切じいさんのロケン・ロール（植木等 ； 『ちびまる子ちゃん』3代目）
  - 針切りじいさんのロケン・ロール （おじいちゃんと子供たち ； 『ちびまる子ちゃん』4代目）
  - あっけにとられた時のうた （たま ； 『ちびまる子ちゃん』5代目）
  - ゆめいっぱい（新バージョン） （さくらももこ（TARAKO）・穂波たまえ（渡辺菜生子） ； 『ちびまる子ちゃん』6代目）
  - じゃがバタコーンさん （ManaKana ； 『ちびまる子ちゃん』7代目）
  - ちびまる子音頭 （ManaKana ； 『ちびまる子ちゃん』8代目）
  - 休日の歌 (Viva La Vida) （DELiGHTED MINT ； 『ちびまる子ちゃん』9代目）
  - 宇宙大シャッフル（LOVE JETS ； 『ちびまる子ちゃん』10代目）
  - アララの呪文（ちびまる子ちゃん with 爆チュー問題 ； 『ちびまる子ちゃん』11代目）
  - 100万年の幸せ!!（桑田佳祐 ； 『ちびまる子ちゃん』12代目）
- デジモンシリーズ
  - I wish （前田愛 ； 『デジモンアドベンチャー』初代）
  - keep on（前田愛 ； 『デジモンアドベンチャー』2代目）
  - アシタハアタシノカゼガフク （AiM ； 『デジモンアドベンチャー02』初代）
  - いつも いつでも （AiM ； 『デジモンアドベンチャー02』2代目）
  - My tomorrow （AiM ； 『デジモンテイマーズ』初代）
  - Days-愛情と日常- （AiM ； 『デジモンテイマーズ』2代目）
  - イノセント〜無邪気なままで〜 （和田光司 ； 『デジモンフロンティア』初代）
  - an Endless tale （AiM・和田光司 ； 『デジモンフロンティア』2代目）
  - One Star （伊藤陽佑 ； 『デジモンセイバーズ』初代）
  - 流星 （MiyuMiyu ； 『デジモンセイバーズ』2代目）
- 天地無用!シリーズ
  - 銀河で直立歩行（折笠愛、高田由美 ； 『天地無用!』）
  - やめられない やめられない（天地無用の人々 ； 『新・天地無用!』）
  - あなたが最低。。。 （GXPrincess（佐久間紅美、鈴木麻里子、久川綾、水谷優子 ； 『天地無用! GXP』）
  - 愛してるって叫びましょ!!（川流もも（東山奈央） ； 『愛・天地無用!』第1 - 2話、第4 - 6話、第8 - 12話）
  - キミと見た花　キミと見た空（もも（東山奈央）、紅（大地葉） ； 『愛・天地無用!』第3話、第7話、第13話）
  - キミのままで!（ハチ子（優木かな）、沙流葉七（M・A・O）、笛山塔里（深田愛衣） ； 『愛・天地無用!』第14 - 18話）
  - ビバ!乙女の大冒険っ!!（乙女新党 ； 『愛・天地無用!』金曜日のみ）
- どっきりドクター
  - I wish（electric combat ；初代）
  - Make it Somehow -きっと・ダイジョーブ-（LUKA ； 2代目）
- ドラゴンボールシリーズ
  - 僕達は天使だった （影山ヒロノブ ； 『ドラゴンボールZ』2代目）
  - ひとりじゃない （DEEN ； 『ドラゴンボールGT』初代）
  - Don't you see! （ZARD ； 『ドラゴンボールGT』2代目）
  - Blue Velvet （工藤静香 ； 『ドラゴンボールGT』3代目）
  - 錆びついたマシンガンで今を撃ち抜こう （WANDS ； 『ドラゴンボールGT』4代目）

### は行
- 美少女戦士セーラームーン
  - HEART MOVING （高松美砂絵 ； 『美少女戦士セーラームーン』初代）
  - プリンセス・ムーン （橋本潮、アップルパイ ； 『美少女戦士セーラームーン』2代目）
  - 乙女のポリシー （石田よう子 ； 『美少女戦士セーラームーンR』、『美少女戦士セーラームーンS』初代）
  - タキシード・ミラージュ （三石琴乃・久川綾・富沢美智恵・篠原恵美・深見梨加 ； 『美少女戦士セーラームーンS』2代目）
  - 私たちになりたくて （藤谷美和子 ； 『美少女戦士セーラームーンSuperS』初代）
  - “らしく”いきましょ （Meu（梶谷美由紀） ； 『美少女戦士セーラームーンSuperS』2代目）
  - 風も空もきっと… （観月ありさ ； 『美少女戦士セーラームーン セーラースターズ』初代）
  - ムーンライト伝説 （桜っ子クラブさくら組※後に『ムーンリップス』に改名 ： 『美少女戦士セーラームーン』2代目OP、『美少女戦士セーラームーン セーラースターズ』最終話ED）
  - 月虹（ももいろクローバーZ ； 『美少女戦士セーラームーンCrystal』）
- 姫ちゃんのリボン
  - ブラブラさせて! （SMAP ；『姫ちゃんのリボン』初代）
  - はじめての夏（SMAP ；『姫ちゃんのリボン』2代目）
  - 君は君だよ（SMAP ；『姫ちゃんのリボン』3代目）
- ポケットモンスター
  - ひゃくごじゅういち （オーキド博士とポケモンキッズ ； 『ポケットモンスター』初代）
  - ニャースのうた （ニャース（犬山犬子） ； 『ポケットモンスター』2代目）
  - ポケットにファンタジー （さち&じゅり ； 『ポケットモンスター』3代目）
  - ポケモン音頭 （ガルーラ小林 ； 『ポケットモンスター』4代目）
  - タイプ：ワイルド （松本梨香 ； 『ポケットモンスター』5代目）
  - ラプラスにのって （カスミ（飯塚雅弓） ； 『ポケットモンスター』6代目）
  - ニャースのパーティ （ニャース（犬山犬子） ； 『ポケットモンスター』7代目）
  - ポケモンはらはらリレー （愛河里花子 ； 『ポケットモンスター』8代目）
  - ポケモンはらはらリレー（むずかし版） （愛河里花子 ； 『ポケットモンスター』9代目）
  - タケシのパラダイス （タケシ（上田祐司）； 『ポケットモンスター』10代目）
  - ぼくのベストフレンドへ （岩崎宏美 ； 『ポケットモンスター』11代目）
  - 前向きロケット団! （ロケット団 ； 『ポケットモンスター』12代目）
  - ポケッターリ モンスターリ （可名 ； 『ポケットモンスター』13代目）
  - そこに空があるから （江崎とし子 ； 『ポケットモンスター アドバンスジェネレーション』初代）
  - ポルカ・オ・ドルカ （ニャース （犬山イルコ）&ノルソン合唱団 ； ポケットモンスター アドバンスジェネレーション』2代目）
  - スマイル （江崎とし子 ； 『ポケットモンスター アドバンスジェネレーション』3代目）
  - いっぱいサマー （田村直美とヒマワリ合唱団 ； 『ポケットモンスター アドバンスジェネレーション』4代目）
  - GLORY DAY 〜輝くその日〜 （GARDEN ； 『ポケットモンスター アドバンスジェネレーション』5代目）
  - ポケモンかぞえうた （金沢明子 ； 『ポケットモンスター アドバンスジェネレーション』6代目）
  - 私、負けない！〜ハルカのテーマ〜 （ハルカ(KAORI) ； 『ポケットモンスター アドバンスジェネレーション』7代目）
  - 君のそばで 〜ヒカリのテーマ〜 （グリン ； 『ポケットモンスター ダイヤモンド&パール』初代）
  - 君のそばで 〜ヒカリのテーマ〜 (PopUp Version) （グリン ； 『ポケットモンスター ダイヤモンド&パール』2代目）
  - 君のそばで 〜ヒカリのテーマ〜 (Winter Version) （グリン ； 『ポケットモンスター ダイヤモンド&パール』3代目）
  - 風のメッセージ （水橋舞 ； 『ポケットモンスター ダイヤモンド&パール』4代目）
  - 風のメッセージ (PokaPoka-VERSION) （水橋舞 ； 『ポケットモンスター ダイヤモンド&パール』5代目）
  - あしたはきっと （歌奈子 ； 『ポケットモンスター ダイヤモンド&パール』6代目）
  - もえよ ギザみみピチュー! （ギザみみピチュー starring しょこたん ； 『ポケットモンスター ダイヤモンド&パール』7代目）
  - ドッチ〜ニョ? （モーモーミルクとアラキさん ； 『ポケットモンスター ダイヤモンド&パール』8代目）
  - 君の胸にLaLaLa（MADOKA. ； 『ポケットモンスター ダイヤモンド&パール』9代目）
  - 心のファンファレー（奥井亜紀 ； 『ポケットモンスター ベストウイッシュ』初代）
  - ポケモン言えるかな?BW（つるの剛士 ； 『ポケットモンスター ベストウイッシュ』2代目）
  - 七色アーチ （ポケモンBW合唱団（奥井亜紀、江崎とし子、あきよしふみえ ； 『ポケットモンスター ベストウイッシュ』3代目）
  - みてみて☆こっちっち （ももいろクローバーZ ； 『ポケットモンスター ベストウイッシュ』4代目）
- ポポロクロイス物語
  - 風の魔法 （大藤史 ； 『ポポロクロイス物語』）
  - 風の魔法（ヒュウバージョン） （宮島依里 ； 『ポポロクロイス物語』最終回）

### ま行
- 魔法陣グルグル
  - Wind Climbing 〜風にあそばれて〜 （奥井亜紀 ；『魔法陣グルグル』初代）
  - もう止まらない （SLAP STICKS ； 『魔法陣グルグル』2代目）
- 魔法使いTai!
  - またあした（MASAMI ； 『魔法使いTai!』OVA版）
  - Should I Do?（尾崎亜美 ； 『魔法使いTai!』TV版）
- 名探偵コナン
  - STEP BY STEP （ZIGGY ； 『名探偵コナン』初代）
  - 迷宮のラヴァーズ （HEATH ； 『名探偵コナン』2代目）
  - 光と影のロマン （宇徳敬子 ； 『名探偵コナン』3代目）
  - 君がいない夏 （DEEN ； 『名探偵コナン』4代目）
  - 願い事ひとつだけ （小松未歩 ； 『名探偵コナン』5代目）
  - 氷の上に立つように （小松未歩 ； 『名探偵コナン』6代目）
  - Still for your love （rumania montevideo ； 『名探偵コナン』7代目）
  - Free Magic （WAG ； 『名探偵コナン』8代目）
  - Secret of my heart （倉木麻衣； 『名探偵コナン』9代目）
  - 夏の幻 （GARNET CROW ； 『名探偵コナン』10代目）
  - Start in my life （倉木麻衣 ； 『名探偵コナン』11代目）
  - always （倉木麻衣 ； 『名探偵コナン』12代目）
  - 青い青いこの地球に （上原あずみ ； 『名探偵コナン』13代目）
  - 夢みたあとで （GARNET CROW ； 『名探偵コナン』14代目）
  - 無色 （上原あずみ ； 『名探偵コナン』15代目）
  - Overture （稲葉浩志 ； 『名探偵コナン』16代目）
  - 明日を夢見て （ZARD ； 『名探偵コナン』17代目）
  - 君という光 （GARNET CROW ； 『名探偵コナン』18代目）
  - 眠る君の横顔に微笑みを （三枝夕夏 IN db ； 『名探偵コナン』19代目）
  - 忘れ咲き （GARNET CROW ； 『名探偵コナン』20代目）
  - ジューンブライド 〜あなたしか見えない〜 （三枝夕夏 IN db ； 『名探偵コナン』21代目）
  - 世界 止めて （竹井詩織里 ； 『名探偵コナン』22代目）
  - Thank You For Everything （岩田さゆり ； 『名探偵コナン』23代目）
  - 悲しいほど貴方が好き （ZARD ； 『名探偵コナン』24代目）
  - もう君だけを離したりはしない （上木彩矢 ； 『名探偵コナン』25代目）
  - 白い雪 （倉木麻衣 ； 『名探偵コナン』26代目）
  - I still believe 〜ため息〜 （滴草由実 ； 『名探偵コナン』27代目）
  - 世界はまわると言うけれど （GARNET CROW ； 『名探偵コナン』28代目）
  - 雪どけのあの川の流れのように （三枝夕夏 IN db ； 『名探偵コナン』29代目）
  - Summer Memories （上木彩矢 ； 『名探偵コナン』30代目）
  - GO YOUR OWN WAY （滴草由実 ； 『名探偵コナン』31代目）
  - 恋心 輝きながら （Naifu ； 『名探偵コナン』32代目）
  - Doing all right （GARNET CROW； 『名探偵コナン』33代目）
  - 光 （BREAKERZ ； 『名探偵コナン』34代目）
  - Hello Mr. my yesterday （Hundred Percent Free ； 『名探偵コナン』35代目）
  - Tomorrow is the last Time （倉木麻衣 ； 『名探偵コナン』36代目）
  - 十五夜クライシス 〜君に逢いたい〜 （Hundred Percent Free ； 『名探偵コナン』37代目）
  - 月夜の悪戯の魔法 （BREAKERS ； 『名探偵コナン』38代目）
  - ピルグリム （B'z ； 『名探偵コナン』39代目）
  - Your Best Friend （倉木麻衣 ； 『名探偵コナン』40代目）
  - 悲しいほど 今日の夕陽きれいだね （grram ； 『名探偵コナン』41代目）
  - オーバーライト （BREAKERZ ； 『名探偵コナン』42代目）
  - 恋に恋して （倉木麻衣 ； 『名探偵コナン』43代目）
  - 瞳のメロディ（BOYFRIEND　;　『名探偵コナン』44代目）
  - 君の笑顔がなによりも好きだった（Chicago Poodle　;　『名探偵コナン』45代目）
  - いま逢いたくて…（DAIGO　;　『名探偵コナン』46代目）
  - RAIN MAN（AKIHIDE　;　『名探偵コナン』47代目）
  - 無敵なハート（倉木麻衣　;　『名探偵コナン』48代目）
  - 君への嘘（VALSHE　;　『名探偵コナン』49代目）
  - 運命のルーレット廻して（La PomPon　;　『名探偵コナン』50代目）
  - ふたりの秒針（焚吐　;　『名探偵コナン』51代目）
  - SAWAGE☆LIFE（倉木麻衣　;　『名探偵コナン』52代目）
  - YESTERDAY LOVE（倉木麻衣　;　『名探偵コナン』53代目）
  - 夢物語（BREAKERZ ； 『名探偵コナン』54代目）
  - 渡月橋 〜君 想ふ〜（倉木麻衣　;　『名探偵コナン』55代目）
  - 神風エクスプレス（焚吐×みやかわくん　;　『名探偵コナン』56代目）
  - さだめ（First place　;　『名探偵コナン』57代目）
  - Aozolighter（Cellchrome　;　『名探偵コナン』58代目）
  - きみと恋のままで終われない いつも夢のままじゃいられない（倉木麻衣　;　『名探偵コナン』59代目）
  - Sissy Sky（宮川愛李　;　『名探偵コナン』60代目）
  - 少しづつ 少しづつ（SARD UNDERGROUND　;　『名探偵コナン』61代目）
  - 星合（all at once　;　『名探偵コナン』62代目）
  - Reboot（宮川愛李　;　『名探偵コナン』63代目）
  - ベロニカ（倉木麻衣　;　『名探偵コナン』64代目）
  - SWEET MOONLIGHT（BREAKERZ　; 　『名探偵コナン』65代目）
  - 空っぽの心（SARD UNDERGROUND　; 　『名探偵コナン』66代目）
  - プレイメーカー feat.大野雄大(from Da-iCE)（all at once　；　『名探偵コナン』67代目）
  - クウフク(starring VALSHE)（今夜、あの街から　；　『名探偵コナン』68代目）
  - ...and Rescue Me（Rainy。　;　『名探偵コナン』69代目）

### や行
- YAT安心!宇宙旅行
  - だめよ!だめよ!だめよ!! （椎名へきる ； 『YAT安心!宇宙旅行』初代）
  - MOON LIGHT （椎名へきる ； 『YAT安心!宇宙旅行』2代目）
  - 純 （椎名へきる ； 『YAT安心!宇宙旅行』3代目）
- 幽☆遊☆白書
  - ホームワークが終わらない （馬渡松子 ； 『幽☆遊☆白書』初代）
  - さよならbyebye （馬渡松子 ； 『幽☆遊☆白書』2代目）
  - アンバランスなKissをして （高橋ひろ ； 『幽☆遊☆白書』3代目）
  - 太陽がまた輝くとき （高橋ひろ ； 『幽☆遊☆白書』4代目）
  - デイドリームジェネレーション （馬渡松子 ； 『幽☆遊☆白書』5代目）

### ら行
- るろうに剣心
  - Tactics （THE YELLOW MONKEY ； 『るろうに剣心』初代）
  - 涙は知っている （涼風真世 ； 『るろうに剣心』2代目）
  - HEART OF SWORD 〜夜明け前〜 （T.M.Revolution ； 『るろうに剣心』3代目）
  - the Fourth Avenue Cafe （L'Arc〜en〜Ciel ； 『るろうに剣心』4代目）
  - It's gonna rain! （BONNIE PINK ； 『るろうに剣心』5代目）
  - 1/3の純情な感情 （SIAM SHADE ； 『るろうに剣心』6代目）
  - ダメ! （和泉容 ； 『るろうに剣心』7代目）

### その他
- Yes, I will… （森川美穂 ； 『ふしぎの海のナディア』）
- 愛の輪郭（フィールド） （KOKIA ； 『ブレンパワード』）
- FLY ME TO THE MOON（CLAIRE ； 『新世紀エヴァンゲリオン』）

## 2000年代

### あ行
- アストロボーイ 鉄腕アトム
  - BOY'S HEART （藤井フミヤ ； 『アストロボーイ 鉄腕アトム』初代）
  - 鉄腕アトム（ZONE ； 『アストロボーイ 鉄腕アトム』2代目）
- アスラクライン
  - Link （angela ； 『アスラクライン』）
  - 彼方のdelight （angela ； 『アスラクライン2』）
- アソボット戦記五九
  - ¡WAKE YOUR LOVE! （move ； 『アソボット戦記五九』初代）
  - 霞ゆく空背にして （Janne Da Arc ； 『アソボット戦記五九』2代目）
  - BURNING DANCE （move ； 『アソボット戦記五九』3代目）
  - LolitA☆Strawberry in summer （SweetS ； 『アソボット戦記五九』4代目）
- あたしンち
  - 来て来てあたしンち（平山綾 ； 『あたしンち』初代）
  - Let's Go! あたしンち（ザ・タチバナーズ ； 『あたしンち』2代目）
  - ほっとっとっとな まいにち（キグルミチコ ； 『あたしンち』3代目）
- アラド戦記
  - 果てしない世界 （YMCK ； 『アラド戦記』初代）
  - LEVEL∞（長谷川明子 ； 『アラド戦記』2代目）
- 一騎当千
  - Let me be with you（shela ； 『一騎当千』）
  - 硝子の花（衣織 (IORI) ； 『一騎当千 Dragon Destiny』初代）
  - Get up!（孫策（浅野真澄） ； 『一騎当千 Dragon Destiny』2代目）
  - 影〜shape of shadow〜（浅葉リオ ； 『一騎当千 Great Guardians』）
- イナズマイレブン
  - 青春おでん （twe'lv ； 『イナズマイレブン』初代）
  - 青春バスガイド （Berryz工房 ； 『イナズマイレブン』2代目）
  - 流星ボーイ （Berryz工房 ； 『イナズマイレブン』3代目）
  - 雄叫びボーイ WAO! （Berryz工房 ； 『イナズマイレブン』4代目）
  - 本気ボンバー!! （Berryz工房 ； 『イナズマイレブン』5代目）
  - シャイニング パワー （Berryz工房 ； 『イナズマイレブン』6代目）
  - またね…のキセツ （イナズマオールスターズ ； 『イナズマイレブン』7代目）
- 犬夜叉
  - My will （dream ； 『犬夜叉』初代）
  - 深い森 （Do As Infinity ； 『犬夜叉』2代目）
  - Dearest （浜崎あゆみ ； 『犬夜叉』3代目）
  - Every Heart -ミンナノキモチ- （BoA ； 『犬夜叉』4代目）
  - 真実の詩 （Do As Infinity ； 『犬夜叉』5代目）
  - イタズラなKISS （day after tomorrow ； 『犬夜叉』6代目）
  - Come （安室奈美恵 ； 『犬夜叉』7代目）
  - Brand-New World （V6 ； 『犬夜叉』8代目）
- ヴァンパイア騎士
  - still doll （分島花音 ； 『ヴァンパイア騎士』）
  - 砂のお城 （分島花音 ； 『ヴァンパイア騎士 Guilty』）
- うたわれるもの
  - まどろみの輪廻（河井英里 ； 『うたわれるもの』第1話-第25話）
  - キミガタメ（Suara ； 『うたわれるもの』第26話）
- うちの3姉妹
  - たっとぅーん♪たいむ（Noria ； 『うちの3姉妹』初代）
  - Paya Paya（ライオネル45% ； 『うちの3姉妹』2代目）
  - オーマイTACCO（しがせいこ with オクトパス8 ； 『うちの3姉妹』3代目）
- 宇宙のステルヴィア
  - 綺麗な夜空 （angela ； 『宇宙のステルヴィア』初代）
  - The end of the world （angela ； 『宇宙のステルヴィア』2代目）
  - Dear my best friend （angela ； 『宇宙のステルヴィア』3代目）
- SDガンダムフォース
  - 信じる力 （Whiteberry ； 『SDガンダムフォース』初代）
  - ココロオドル （nobodyknows+ ； 『SDガンダムフォース』2代目）
  - キミと僕 （I WiSH ； 『SDガンダムフォース』3代目）
  - 恋しくて...。 （Les.R ； 『SDガンダムフォース』4代目）
- 狼と香辛料
  - リンゴ日和 （ROCKY CHACK ； 『狼と香辛料』）
  - Perfect World （ROCKY CHACK ； 『狼と香辛料II』）
- おおきく振りかぶって
  - メダカが見た虹 （高田梢枝 ； 『おおきく振りかぶって』初代）
  - ありがとう （SunSet Swish ； 『おおきく振りかぶって』2代目）
- おとぎ銃士 赤ずきん
  - Clover （marhy ； 『おとぎ銃士 赤ずきん』初代）
  - 笑顔の宝物（四つ葉騎士団三銃士（田村ゆかり、立野香菜子、沢城みゆき）； 『おとぎ銃士 赤ずきん』2代目）
  - CROSS ROAD（marhy ； 『おとぎ銃士 赤ずきん』3代目）
- おねがい☆ティーチャー
  - 空の森で（川田まみ ； 『おねがい☆ティーチャー』第1話-第11話）
  - LOVE A RIDDLE（KOTOKO ；  『おねがい☆ティーチャー』第12話）

### か行
- かいけつゾロリ
  - 空は青 （佐藤さんと鈴木くん ； 『かいけつゾロリ』初代）
  - おわりのうた （ユキエ6、ノビタ・ロバート ； 『かいけつゾロリ』2代目）
  - あかねいろ （佐藤さんと鈴木くん ；『かいけつゾロリ』3代目）
  - 画用紙 （杏さゆり ；『かいけつゾロリ』4代目）
- 家庭教師ヒットマンREBORN!
  - 道標 （橘慶太 ； 『家庭教師ヒットマンREBORN!』初代）
  - ONE NIGHT STAR （the ARROWS ； 『家庭教師ヒットマンREBORN!』2代目）
  - Echo again （SPLAY ；『家庭教師ヒットマンREBORN!』3代目）
  - friend （アイドリング!!! ； 『家庭教師ヒットマンREBORN!』4代目）
  - Sakura addiction （雲雀恭弥（近藤隆）VS 六道骸（飯田利信） ； 『家庭教師ヒットマンREBORN!』5代目）
  - STAND UP! （Lead ； 『家庭教師ヒットマンREBORN!』6代目）
  - アメあと （w-inds. ；『家庭教師ヒットマンREBORN!』7代目）
  - CYCLE （CHERRYBLOSSOM ； 『家庭教師ヒットマンREBORN!』8代目）
  - すべり台 （森翼 ； 『家庭教師ヒットマンREBORN!』9代目）
  - 桜ロック （CHERRYBLOSSOM ； 『家庭教師ヒットマンREBORN!』10代目）
  - Smile for... （上戸彩 ； 『家庭教師ヒットマンREBORN!』11代目）
  - 青い夢（森翼 ； 『家庭教師ヒットマンREBORN!』12代目）
- かのこん
  - 恋の炎 （榊原ゆい ； 『かのこん』）
  - ルピナス〜幸せの風〜 （宮崎羽衣 ； 『かのこん 〜真夏の大謝肉祭〜』）
- ガラスの艦隊
  - ナミダドロップ （Plastic Tree ； 『ガラスの艦隊』初代）
  - 彼方へ （ANZA ； 『ガラスの艦隊』2代目）
- キスダム -ENGAGE planet-
  - 君がいる限り（ステファニー ； 『キスダム -ENGAGE planet-』初代）
  - because of you（ステファニー ； 『キスダム -ENGAGE planet-』2代目）
- 機動戦士ガンダムSEED
  - あんなに一緒だったのに （See-Saw ； 『機動戦士ガンダムSEED』初代）
  - RIVER （石井竜也 ； 『機動戦士ガンダムSEED』2代目）
  - FIND THE WAY （中島美嘉 ； 『機動戦士ガンダムSEED』3代目）
  - Reason （玉置成実 ； 『機動戦士ガンダムSEED DESTINY』初代）
  - Life Goes On （有坂美香 ； 『機動戦士ガンダムSEED DESTINY』2代目）
  - I Wanna Go To A Place...（Rie fu ； 『機動戦士ガンダムSEED DESTINY』3代目）
  - 君は僕に似ている （See-Saw ； 『機動戦士ガンダムSEED DESTINY』4代目）
- 機動戦士ガンダム00
  - 罠 （THE BACK HORN ； 『機動戦士ガンダム00』ファーストシーズン初代）
  - フレンズ （ステファニー ； 『機動戦士ガンダム00』ファーストシーズン二代目）
  - Prototype （石川智晶 ； 『機動戦士ガンダム00』セカンドシーズン初代）
  - trust you （伊藤由奈 ； 『機動戦士ガンダム00』セカンドシーズン2代目）
- 機動天使エンジェリックレイヤー
  - ☆the starry sky☆ （HΛL ； 『機動天使エンジェリックレイヤー』初代）
  - 雨あがり （松下萌子 ； 『機動天使エンジェリックレイヤー』2代目）
- 牙 -KIBA-
  - Very Very （アフロマニア ； 『牙 -KIBA-』初代）
  - solar wind （シュノーケル ； 『牙 -KIBA-』2代目）
  - STAY GOLD （ライムライト ； 『牙 -KIBA-』3代目）
  - 世界の果てまで （高田梢枝 ； 『牙 -KIBA-』4代目）
- ギャラクシーエンジェル
  - はっぴぃ・くえすちょん（エンジェル隊 ； 『ギャラクシーエンジェル』第2期 ）
  - エンジェルわっしょい！（エンジェル隊 ； 『ギャラクシーエンジェル』第3期前期 ）
  - どたばた★エンジェループ（エンジェル隊 ； 『ギャラクシーエンジェル』第3期後期 ）
  - JellyBeans（エンジェル隊 ； 『ギャラクシーエンジェル』第4期 ）
  - In the Chaos （JAM project featuring 奥井雅美 ； 『ギャラクシーエンジェル』最終回）
- 狂乱家族日記
  - 狂乱戦記 〜日常ノ神サマ〜 （乱崎凶華（藤村歩 ； 『狂乱家族日記』初代）
  - THE PITFALLS （ 乱崎凰火（近藤孝行 ； 『狂乱家族日記』2代目）
  - ヘンな神さま知ってるよ （乱崎優歌（花澤香菜 ； 『狂乱家族日記』3代目）
  - コードネイムはLady-X（乱崎銀夏（藤田圭宣 ； 『狂乱家族日記』4代目）
  - ボクハ更新サレマシタ（乱崎雹霞（広橋涼 ； 『狂乱家族日記』5代目）
  - あっぱれ変化じゃ（乱崎月香（佐藤利奈 ； 『狂乱家族日記』6代目）
  - 世界で一番ヤバイ恋（乱崎千花（戸松遥 ； 『狂乱家族日記』7代目）
  - 我輩は守護獣である、か?（乱崎帝架（安元洋貴 ； 『狂乱家族日記』8代目）
- 銀魂
  - 風船ガム（キャプテンストライダム ； 『銀魂』初代）
  - MR.RAINDROP （amplified ； 『銀魂』2代目）
  - 雪のツバサ （redballoon ； 『銀魂』3代目）
  - キャンディ・ライン （高橋瞳 ； 『銀魂』4代目）
  - 修羅 （DOES ； 『銀魂』5代目）
  - 奇跡 （シュノーケル ； 『銀魂』6代目）
  - SIGNAL （KELUN ； 『銀魂』7代目）
  - Speed of flow （ロデオキャブレター ； 『銀魂』8代目）
  - sanagi （POSSIBILITY ； 『銀魂』9代目）
  - This world is yours （プリングミン ； 『銀魂』10代目）
  - I、愛、会い （ghostnote ； 『銀魂』11代目）
  - 輝いた （シギ ； 『銀魂』12代目）
  - 朝ANSWER （PENGIN ； 『銀魂』13代目）
  - ウォーアイニー （高橋瞳×BEAT CRUSADERS ； 『銀魂』14代目）
  - ワンダフルデイズ （ONE☆DRAFT ； 『銀魂』15代目）
- ぐるぐるタウンはなまるくん
  - 不思議を探そう （堀江美都子 ； 『ぐるぐるタウンはなまるくん』初代）
  - BE WITH YOU 〜僕たちがついている〜 （タケカワユキヒデ T's company ； 『ぐるぐるタウンはなまるくん』2代目）
  - 大好き! oh! my town （堀江美都子 ； 『ぐるぐるタウンはなまるくん』3代目）
- 黒神 The Animation
  - 彩の無い世界 （妖精帝国 ； 『黒神 The Animation』初代）
  - 月光の契り （妖精帝国 ； 『黒神 The Animation』2代目）
- グレネーダー
  - 悲しみに負けないで （下川みくに ； 『グレネーダー 〜ほほえみの閃士〜』WOWOW版、地上波版 最終話）
  - 花のように （佐藤裕美 ； 『グレネーダー 〜ほほえみの閃士〜』地上波版 第1話-第11話）
- ケロロ軍曹
  - アフロ軍曹 （ダンス☆マン ； 『ケロロ軍曹』初代）
  - 地球（ペコポン）侵略音頭（オンド☆ガール meets ケロロ小隊 ； 『ケロロ軍曹』2代目）
  - ケロロ小隊公認!熱烈歓迎的えかきうた!! （ケロロ・オールスターズ ；『ケロロ軍曹』3代目）
  - 勝手に侵略者 （小川直也☆岩佐真悠子 ； 『ケロロ軍曹』4代目）
  - ココロの問題 （toutou ； 『ケロロ軍曹』5代目）
  - 勝利の花びら （チナッチャブル ； 『ケロロ軍曹』6代目）
  - サイクリング リサイクル （きりん ； 『ケロロ軍曹』7代目）
  - 永遠に （アフロマニア ； 『ケロロ軍曹』8代目）
  - くるっと・まわって・いっかいてん （キグルミ ； 『ケロロ軍曹』9代目）
  - ニコニコチャンプ （NON STYLE ； 『ケロロ軍曹』10代目）
  - ケロ猫のタンゴ（皆川おさむとひばり児童合唱団 ； 『ケロロ軍曹』11代目）
  - おまたせ地球（ペコポン）一丁!（ケロロ小隊 with アンゴル・モア ； 『ケロロ軍曹』12代目）
  - 僕らの合言葉（清浦夏実 ； 『ケロロ軍曹』13代目）
  - ケッケッケロロの大作戦♪（ケロロ小隊 ； 『ケロロ軍曹』14代目）
  - だいじょうぶスッポンポン・フレンド（小島よしお ； 『ケロロ軍曹』15代目）
  - 晴レルヤ!!（JAM Project ； 『ケロロ軍曹』16代目）
  - くっつけはっつけワンダーランド（松元環季 ； 『ケロロ軍曹』17代目）
- 攻殻機動隊
  - lithium flower（Scott Matthew ； 『攻殻機動隊 STAND ALONE COMPLEX』BS版）
  - I do（Ilaria Graziano ； 『攻殻機動隊 STAND ALONE COMPLEX』地上波版）
  - living inside the shell（Steve Conte ； 『攻殻機動隊 S.A.C. 2nd GIG』BS版 第1話-第25話）
  - rise（Origa ； 『攻殻機動隊 S.A.C. 2nd GIG』BS版 第26話）
  - snyper（Ilaria Graziano ； 『攻殻機動隊 S.A.C. 2nd GIG』地上波版）
  - date of rebirth（Origa ； 『攻殻機動隊 STAND ALONE COMPLEX Solid State Society』）
  - じぶんがいない（salyu×salyu ； 『攻殻機動隊 ARISE ALTERNATIVE ARCHITECTURE』border：1）
  - 外は戦場だよ（青葉市子、コーネリアス ； 『攻殻機動隊 ARISE ALTERNATIVE ARCHITECTURE』border：2）
  - Heart Grenade（ショーン・レノン、コーネリアス ； 『攻殻機動隊 ARISE ALTERNATIVE ARCHITECTURE』border：3）
  - Split Spirit（高橋幸宏 & METAFIVE (小山田圭吾×砂原良徳×TOWA TEI×ゴンドウトモヒコ×LEO今井) ； 『攻殻機動隊 ARISE ALTERNATIVE ARCHITECTURE』border：4）
- 鋼殻のレギオス
  - ヤサシイウソ （Chrome Shelled ； 『鋼殻のレギオス』初代）
  - 愛のツェルニ（Chrome Shelled ； 『鋼殻のレギオス』2代目）
- 交響詩篇エウレカセブン
  - 秘密基地 （高田梢枝 ； 『交響詩篇エウレカセブン』初代）
  - Fly Away （伊沢麻未 ； 『交響詩篇エウレカセブン』2代目）
  - Tip Taps Tip （HALCALI ； 『交響詩篇エウレカセブン』3代目）
  - Canvas （COOLON ； 『交響詩篇エウレカセブン』4代目）
- 甲虫王者ムシキング 森の民の伝説
  - Let's HappiecE Life!  （3B LAB.☆S ； 『甲虫王者ムシキング 森の民の伝説』初代）
  - ムシキング・サンバ （カオリ&ムシキング・アミーゴス ； 『甲虫王者ムシキング 森の民の伝説』2代目）
  - think twice （FUZZY CONTROL ； 『甲虫王者ムシキング 森の民の伝説』3代目）
  - HIKARUステージ （ハレンチ☆パンチ ； 『甲虫王者ムシキング 森の民の伝説』4代目）
- コードギアス 反逆のルルーシュ
  - 勇侠青春謳 （ALI PROJECT ； 『コードギアス 反逆のルルーシュ』初代）
  - モザイクカケラ （SunSet Swish ； 『コードギアス 反逆のルルーシュ』2代目）
  - シアワセネイロ （ORANGE RANGE ； 『コードギアス 反逆のルルーシュR2』初代）
  - わが﨟たし悪の華 （ALI PROJECT ； 『コードギアス 反逆のルルーシュR2』2代目）
- Cosmic Baton Girl コメットさん☆
  - トゥインクル☆スター （千葉紗子 ； 『Cosmic Baton Girl コメットさん☆』初代）
  - 星のパレード☆ （田中小百合 ； 『Cosmic Baton Girl コメットさん☆』2代目）
- 極上生徒会
  - 偶然天使（極上生徒会執行部（田村ゆかり、生天目仁美、野田順子、清水香里、沢城みゆき） ； 『極上生徒会』初代）
  - 恋する奇跡（極上生徒会遊撃部+車両部（川澄綾子、松岡由貴、斎藤千和、川上とも子） ； 『極上生徒会』2代目）
- コロッケ!
  - VISITOR （サイコロコロッケ ； 『コロッケ!』初代）
  - Over （ナイトメア ； 『コロッケ!』2代目）
- 金色のガッシュベル!!
  - PERSONAL （上戸彩 ； 『金色のガッシュベル!!』初代）
  - STARS （KING ； 『金色のガッシュベル!!』2代目）
  - つよがり （喜多村英梨 ； 『金色のガッシュベル!!』3代目）

### さ行
- 咲-Saki
  - 熱烈歓迎わんだーらんど （植田佳奈、小清水亜美、釘宮理恵、白石涼子、伊藤静 ； 『咲-Saki-』初代）
  - 四角い宇宙で待ってるよ （植田佳奈、小清水亜美、釘宮理恵、白石涼子、伊藤静 ； 『咲-Saki-』2代目）
  - 残酷な願いの中で （植田佳奈、小清水亜美 ； 『咲-Saki-』サブ）
- さよなら絶望先生
  - 絶世美人 （絶望少女達 ； 『さよなら絶望先生』）
  - マリオネット （ROLLYと絶望少女達 ； 『俗・さよなら絶望先生』メイン）
  - 恋路ロマネスク （絶望少女達 ； 『俗・さよなら絶望先生』サブ）
  - オマモリ （絶望少女達 ； 『俗・さよなら絶望先生』サブ）
- しあわせソウのオコジョさん
  - 眠くなるまで（高取ヒデアキ；『しあわせソウのオコジョさん』初代）
  - ぽかぽかコジョルー（コジョルー（鮭延未可）；『しあわせソウのオコジョさん』2代目）
- 灼眼のシャナ
  - 夜明け生まれ来る少女（高橋洋子 ； 『灼眼のシャナ』初代）
  - 紅の静寂（石田燿子 ； 『灼眼のシャナ』2代目）
  - triangle（川田まみ ； 『灼眼のシャナII』初代）
  - Sociometry（KOTOKO ； 『灼眼のシャナII』2代目）
- 神曲奏界ポリフォニカ 
  - コンコルディア （kukui  ； 『神曲奏界ポリフォニカ』）
  - こいのうた （戸松遥 ； 『神曲奏界ポリフォニカ クリムゾンS』）
- 涼宮ハルヒの憂鬱
  - ハレ晴レユカイ （平野綾、茅原実里、後藤邑子 ； 『涼宮ハルヒの憂鬱』）
  - 止マレ! （平野綾、茅原実里、後藤邑子 ； 『涼宮ハルヒの憂鬱（2009年版）』）
- スーパードール★リカちゃん
  - 「ねっ」（Cutey Techno Mix） （Rooky ； 『スーパードール★リカちゃん』初代）
  - わぁお! （Rooky ； 『スーパードール★リカちゃん』2代目）
  - LOVEウォーズ大作戦 （Rooky ； 『スーパードール★リカちゃん』3代目）
  - その夢は何色? （櫻井智 ； 『スーパードール★リカちゃん』4代目）
- Strawberry Panic!
  - 秘密ドールズ （中原麻衣、清水愛 ； 『Strawberry Panic』初代）
  - 苺摘み物語 （中原麻衣、清水愛 ； 『Strawberry Panic!』2代目）
- 生徒会の一存
  - 妄想☆ふぇてぃっしゅ! （碧陽学園生徒会 ； 『生徒会の一存』初代）
  - 上上下下左右左右BA （碧陽学園生徒会 ； 『生徒会の一存』2代目）
  - ゆるぱ☆わンダフル （碧陽学園生徒会 ； 『生徒会の一存』3代目）
- 戦場のヴァルキュリア
  - アノ風ニノッテ （pe'zmoku ； 『戦場のヴァルキュリア』初代）
  - ひとつの願い （井上ひかり ； 『戦場のヴァルキュリア』2代目）
- 戦国BASARA
  - Break&Peace  （DUSTZ ； 『戦国BASARA』）
- 戦国BASARA弐
  - El Dorado （Angelo ； 『戦国BASARA弐』）
- 創聖のアクエリオン
  - オムナ マグニ（牧野由依 ； 『創聖のアクエリオン』）
  - 荒野のヒース（AKINO from bless4 ； 『創聖のアクエリオン』第14話）
  - Celiane（Gabriela Robin ； 『創聖のアクエリオン』第25話）
- ソウルイーター
  - アイワナビー（STANCE PUNKS ； 『ソウルイーター』初代）
  - Style.（西野カナ ； 『ソウルイーター』2代目）
  - 爆走夢歌（Diggy-MO' ； 『ソウルイーター』3代目）
  - STRENGTH.（abingdon boys school ； 『ソウルイーター』4代目）
- ソニックX
  - ミ・ラ・イ （RUN&GUN ； 『ソニックX』初代）
  - 光る道 （廣重綾 ； 『ソニックX』2代目）
  - T.O.P （KP ； 『ソニックX』3代目）
- 宇宙をかける少女
  - 宇宙は少女のともだちさっ （MAKO・遠藤綾・牧野由依 ； 『宇宙をかける少女』初代）
  - espacio （Ceui ； 『宇宙をかける少女』2代目）

### た行
- 高橋留美子劇場
  - さよなら （KUMACHI ； 『高橋留美子劇場』）
  - 水たまり （kayoko ； 『高橋留美子劇場 人魚の森』）
- D.C. 〜ダ・カーポ〜
  - 未来へのMelody（CooRie ； 『D.C. 〜ダ・カーポ〜』初代）
  - 存在（CooRie ； 『D.C. 〜ダ・カーポ〜』2代目）
  - 暁に咲く詩（CooRie ； 『D.C.S.S. 〜ダ・カーポ セカンドシーズン〜』初代）
  - 記憶ラブレター（CooRie ； 『D.C.S.S. 〜ダ・カーポ セカンドシーズン〜』2代目）
  - 優しさは雨のように（CooRie ； 『D.C.II 〜ダ・カーポII〜』）
  - 僕たちの行方 （CooRie ； 『D.C.II S.S. 〜ダ・カーポII セカンドシーズン〜』）
- 超重神グラヴィオン
  - WISH （YURIA  ； 『超重神グラヴィオン』）
  - LA♪LA♪BYE （Honey Bee ； 『超重神グラヴィオンツヴァイ』）
- ツバサ・クロニクル
  - ループ （坂本真綾 ； 『ツバサ・クロニクル』第1シーズン）
  - 風待ちジェット （坂本真綾 ； 『ツバサ・クロニクル』第2シーズン）
- D・N・ANGEL
  - やさしい午後 （みなを ； 『D・N・ANGEL』初代）
  - はじまりの日 （みなを ； 『D・N・ANGEL』2代目）
- D.Gray-man
  - SNOW KISS（NIRGILIS ； 『D.Gray-man』初代）
  - Pride of Tomorrow（JUNE ； 『D.Gray-man』2代目）
  - 夢の続きへ（surface ； 『D.Gray-man』3代目）
  - アントワネットブルー（北出菜奈 ； 『D.Gray-man』4代目）
  - あなたがここにいる理由（Rie fu ； 『D.Gray-man』5代目）
  - Wish（Sowelu ； 『D.Gray-man』6代目）
  - regret（星村麻衣 ； 『D.Gray-man』7代目）
  - Changin'（ステファニー ； 『D.Gray-man』8代目）
- テイルズオブシリーズ
  - I'd love you to touch me（奥井雅美 ； 『テイルズ オブ エターニア THE ANIMATION』）
  - 冒険彗星（榎本くるみ ； 『テイルズ オブ ジ アビス』）
- デ・ジ・キャラット
  - EQUALロマンス （Prière ； 『デ・ジ・キャラットにょ』初代）
  - PARTY☆NIGHT（Cyber Trance Version）（真田アサミ、沢城みゆき、氷上恭子、井口裕香 ； 『デ・ジ・キャラットにょ』2代目）
  - PARTY☆NIGHT（Cyber X'mas Version）（真田アサミ、沢城みゆき、氷上恭子、井口裕香 ； 『デ・ジ・キャラットにょ』クリスマス放送回限定）
  - ダイスキ （真田アサミ、沢城みゆき、氷上恭子 ； 『デ・ジ・キャラットにょ』3代目）
  - デ・ジ・キャラット音頭 （真田アサミ、沢城みゆき、氷上恭子、亀井芳子 ； 『デ・ジ・キャラットにょ』夏限定）
- 鉄腕バーディー DECODE
  - Let's go together（アフロマニア ； 『鉄腕バーディー DECODE』）
  - タネ（ノースリーブス ； 『鉄腕バーディー DECODE:02』）
- 出ましたっ!パワパフガールズZ
  - 真夜中のドア（イーフェイ ； 『出ましたっ!パワパフガールズZ』初代）
  - LOOK（ HALCALI ； 『出ましたっ!パワパフガールズZ』2代目）
  - 通り雨（wiz-us ； 『出ましたっ!パワパフガールズZ』3代目）
  - ひまわり（Hearts Grow ； 『出ましたっ!パワパフガールズZ』4代目）
- 地球へ…
  - Love is...（加藤ミリヤ ； 『地球へ…』初代）
  - This Night（CHEMISTRY ； 『地球へ…』2代目）
- テニスの王子様
  - You got game?（Kimeru ； 『テニスの王子様』初代）
  - Keep Your Style（藤重政孝 ； 『テニスの王子様』2代目）
  - walk on（藤重政孝 ； 『テニスの王子様』3代目）
  - White Line（青酢 ； 『テニスの王子様』4代目）
  - 風の旅人（ふれあい ； 『テニスの王子様』5代目）
  - Sakura（浜口祐夢 ； 『テニスの王子様』6代目）
  - Wonderful Days（プルタブと缶 ； 『テニスの王子様』7代目）
  - LITTLE SKY（福士健太郎 ； 『テニスの王子様』8代目）
- 天保異聞 妖奇士
  - Winding Road（ポルノグラフィティ ； 『天保異聞 妖奇士』初代）
  - 愛という言葉（紗希 ； 『天保異聞 妖奇士』2代目）
- ドキドキ♡伝説 魔法陣グルグル
  - 西の空へ （Spoon ； 『ドキドキ♡伝説 魔法陣グルグル』初代）
  - Enjoy the party （R'OSE ； 『ドキドキ♡伝説 魔法陣グルグル』2代目）
- とある魔術の禁書目録
  - Rimless〜フチナシノセカイ〜 （IKU ； 『とある魔術の禁書目録』初代）
  - 誓い言〜スコシだけもう一度〜 （IKU ； 『とある魔術の禁書目録』2代目）
- とっとこハム太郎
  - 200%のジュモン （Team Le TAO ； 『とっとこハム太郎』初代）
  - てをつなごう （ハムちゃんず ； 『とっとこハム太郎』2代目）
  - てんきゅっ（ニューサマー便） （RHYTHEM ； 『とっとこハム太郎』3代目）
  - 最近ハヤリのメイク歌 （千秋 with KABA.ちゃん ； 『とっとこハム太郎』4代目）
  - ハムハムトレイン (ハムちゃんず ； 『とっとこハム太郎』5代目)
  - ハムハムON-DOだ、ハムちゃんず（ハムちゃんず ； 『とっとこハム太郎』夏限定）
  - ミニハムず愛の唄 （ミニハムず ； 『劇場版 とっとこハム太郎 ハムハムランド大冒険、とっとこハム太郎』映画公開期間限定）
- とらドラ!
  - バニラソルト （堀江由衣 ； 『とらドラ!』初代）
  - オレンジ （釘宮理恵、堀江由衣、喜多村英梨 ； 『とらドラ!』2代目）

### な行
- 夏目友人帳
  - 夏夕空（中孝介 ； 『夏目友人帳』）
  - 愛してる（高鈴 ； 『続夏目友人帳』）
- 隠の王
  - HIKARI （AZU ； 『隠の王』初代）
  - あるがまま（アナム&マキ ； 『隠の王』2代目）
- NARUTO -ナルト-
  - Wind （Akeboshi ； 『NARUTO -ナルト-』初代）
  - ハルモニア （RYTHEM ； 『NARUTO -ナルト-』2代目）
  - ビバ★ロック〜japanese side〜 （ORANGE RANGE ； 『NARUTO -ナルト-』3代目）
  - ALIVE （雷鼓 ； 『NARUTO -ナルト-』4代目）
  - 今まで何度も （ザ・マスミサイル ； 『NARUTO -ナルト-』5代目）
  - 流星 （TiA ； 『NARUTO -ナルト-』6代目）
  - マウンテン・ア・ゴーゴー・ツー （キャプテンストライダム ； 『NARUTO -ナルト-』7代目）
  - はじめて君としゃべった （ガガガSP ； 『NARUTO -ナルト-』8代目）
  - 失くした言葉 （No Regret Life ； 『NARUTO -ナルト-』9代目）
  - スピード （アナログフィッシュ ； 『NARUTO -ナルト-』10代目）
  - そばにいるから （アマドリ ； 『NARUTO -ナルト-』11代目）
  - パレード(sui sui sui) （CHABA ； 『NARUTO -ナルト-』12代目）
  - Yellow moon （Akeboshi ； 『NARUTO -ナルト-』13代目）
  - ピノキオ （オレスカバンド ； 『NARUTO -ナルト-』14代目）
  - シナリオ （SABOTEN ； 『NARUTO -ナルト-』15代目）
  - 流れ星〜Shooting Star〜 （HOME MADE 家族 ； 『NARUTO -ナルト- 疾風伝』初代）
  - 道 〜to you all （alüto ； 『NARUTO -ナルト- 疾風伝』2代目）
  - キミモノガタリ （little by little ； 『NARUTO -ナルト- 疾風伝』3代目）
  - 目覚めろ!野性 （MATCHY with QUESTION? ； 『NARUTO -ナルト- 疾風伝』4代目）
  - 素直な虹 （surface ； 『NARUTO -ナルト- 疾風伝』5代目）
  - Broken Youth （NICO Touches the Walls ； 『NARUTO -ナルト- 疾風伝』6代目）
  - Long Kiss Good Bye （HALCALI ； 『NARUTO -ナルト- 疾風伝』7代目）
  - バッチコイ!!! （デブパレード ； 『NARUTO -ナルト- 疾風伝』8代目）
  - 深呼吸 （SUPER BEAVER ； 『NARUTO -ナルト- 疾風伝』9代目）
  - My ANSWER （SEAMO ； 『NARUTO -ナルト- 疾風伝』10代目）
  - おまえだったんだ （氣志團 ； 『NARUTO -ナルト- 疾風伝』11代目）
- NEEDLESS
  - Aggressive zone （ニードレス★ガールズ+ ； 『NEEDLESS』初代）
  - WANTED! for the love （ニードレス★ガールズ+ ； 『NEEDLESS』2代目）
- ノイタミナ
  - ワルツ （スネオヘアー ； 『ハチミツとクローバー』初代）
  - Mistake （THE BAND HAS NO NAME ； 『ハチミツとクローバー』2代目）
  - Do You Want To （フランツ・フェルディナンド ； 『Paradise Kiss』）
  - 春のかたみ （元ちとせ ； 『怪 〜ayakashi〜』）
  - 手をつないで （ユンナ ； 『獣王星』）
  - スプリット （スネオヘアー ； 『ハチミツとクローバーII』）
  - シャングリラ （チャットモンチー ； 『働きマン』）
  - こんなに近くで... （Crystal Kay ； 『のだめカンタービレ』初代）
  - Sagittarius （SUEMITSU & THE SUEMITH ； 『のだめカンタービレ』2代目）
  - ナツノハナ （JUJU ； 『モノノ怪』）
  - Rocket （POLYSICS ； 『もやしもん』）
  - snow tears （中川翔子 ； 『墓場鬼太郎』）
  - changes （Base Ball Bear ； 『図書館戦争』）
  - Life goes on 〜side D〜 （CHEMISTRY ； 『西洋骨董洋菓子店 〜アンティーク〜』）
  - 東京 et 巴里 （演奏 宮本笑里×solita ； 『のだめカンタービレ 巴里編』）
  - 恋 （中孝介 ； 『源氏物語千年紀 Genji』）
  - futuristic imagination （school food punishment ； 『東のエデン』）
  - M/elody （辻詩音 ； 『東京マグニチュード8.0』）
  - Shangri-La (Y.Sunahara 2009 Remodel) （電気グルーヴ ； 『空中ブランコ』）
- 乃木坂春香の秘密
  - ひとさしゆびクワイエット! （N's； 『乃木坂春香の秘密』）
  - 秘密推奨!うるとLOVE （N's ； 『乃木坂春香の秘密 ぴゅあれっつぁ♪』）

### は行
- 鋼の錬金術師
  - 消せない罪 （北出菜奈 ； 『鋼の錬金術師』初代）
  - 扉の向こうへ （YeLLOW Generation ； 『鋼の錬金術師』2代目）
  - Motherland〜マザーランド〜 （Crystal Kay ； 『鋼の錬金術師』3代目）
  - I Will （Sowelu； 『鋼の錬金術師』4代目）
  - 嘘 （シド ； 『鋼の錬金術師 FULLMETAL ALCHEMIST』初代）
  - LET IT OUT （福原美穂 ； 『鋼の錬金術師 FULLMETAL ALCHEMIST』2代目）
  - つないだ手 （Lil'B ； 『鋼の錬金術師 FULLMETAL ALCHEMIST』3代目）
- 化物語
  - 君の知らない物語 （supercell ； 『化物語』）
- ハヤテのごとく!
  - Proof （MELL ； 『ハヤテのごとく!』初代）
  - Get my way! （川田まみ ； 『ハヤテのごとく!』2代目）
  - Chasse （詩月カオリ ； 『ハヤテのごとく!』3代目）
  - 木の芽風 （IKU ； 『ハヤテのごとく!』4代目）
  - 本日、満開ワタシ色! （伊藤静、矢作紗友里、中尾衣里、浅野真澄 ； 『ハヤテのごとく!!』初代）
  - カラコイ〜だから少女は恋をする〜 （釘宮理恵、白石涼子 ； 『ハヤテのごとく!!』2代目）
- Piaキャロットへようこそ!!
  - 星の数ほどキスしよう （安達まり ； 『Piaキャロットへようこそ!!』）
  - close to you （Reica ； 『Piaキャロットへようこそ!! -さやかの恋物語-』）
  - やさしくしてね （安達まり ； 『Piaキャロットへようこそ!!2』）
  - しずかな深呼吸して （日野森あずさ（長崎みなみ） ； 『Piaキャロットへようこそ!!2 DX』1-3巻）
  - 青空に向かって （榎本つかさ（栗原みきこ）、日野森あずさ（長崎みなみ） ； 『Piaキャロットへようこそ!!2 DX』4-5巻）
  - 誰よりも… （日野森あずさ（長崎みなみ） ； 『Piaキャロットへようこそ!!2 DX』6巻）
- ひだまりスケッチ
  - 芽生えドライブ （marble ； 『ひだまりスケッチ』）
  - 流星レコード （marble ； 『ひだまりスケッチ×365』）
- ひまわりっ
  - ぐるぐる 〜himawari version〜 （eufonius ； 『ひまわりっ!』）
  - きらきら （eufonius ； 『ひまわりっ!!』）
- ヒャッコ
  - 涙 NAMIDA ナミダ （平野綾 ； 『ヒャッコ』）
  - 学園生活 （小川真奈、折笠富美子  ； 『ヒャッコエクストラ』）
- Phantom 〜Requiem for the Phantom〜
  - 地獄の門 （ALI PROJECT ； 『Phantom 〜Requiem for the Phantom〜』初代）
  - Transparent（KOKIA ； 『Phantom 〜Requiem for the Phantom〜』2代目）
- Fate/stay night
  - あなたがいた森（樹海 ； 『Fate/stay night』第1作 第1話-第2話）
  - ヒカリ（樹海 ； 『Fate/stay night』第1作 第14話）
  - 君との明日（タイナカサチ ； 『Fate/stay night』第1作 最終話）
  - ideal white（綾野ましろ ； 『Fate/stay night』第2作 第0話）
  - believe（Kalafina ； 『Fate/stay night』第2作 第1話-）
- ふぉうちゅんドッグす
  - チガウ夢 （吉沢梅乃 ； 『ふぉうちゅんドッグす』初代）
  - keep contact （KUMACHI ； 『ふぉうちゅんドッグす』2代目）
- 武装錬金
  - ホシアカリ （樹海 ； 『武装錬金』初代）
  - 愛しき世界 （加々美亜矢 ； 『武装錬金』2代目）
- BLACK CAT
  - ナミダボシ（パピーペット ； 『BLACK CAT』初代）
  - くつずれ（松田亮治 ； 『BLACK CAT』2代目）
- BLOOD+
  - 語り継ぐこと（元ちとせ ； 『BLOOD+』初代）
  - CRY NO MORE（中島美嘉 ； 『BLOOD+』2代目）
  - This Love（アンジェラ・アキ ； 『BLOOD+』3代目）
  - Brand New Map（K ； 『BLOOD+』4代目）
- BLEACH
  - Life is Like a Boat （Rie fu ； 『BLEACH』初代）
  - サンキュー!! （HOME MADE 家族 ； 『BLEACH』2代目）
  - ほうき星 （ユンナ ； 『BLEACH』3代目）
  - happypeople （Skoop On Somebody ； 『BLEACH』4代目）
  - LIFE （YUI ； 『BLEACH』5代目）
  - マイペース （SunSet Swish ； 『BLEACH』6代目）
  - HANABI （いきものがかり ； 『BLEACH』7代目）
  - MOVIN!! （タカチャ ； 『BLEACH』8代目）
  - Baby It's You （JUNE ； 『BLEACH』9代目）
  - 桜日和 （星村麻衣 ； 『BLEACH』10代目）
  - 爪先 （オレスカバンド ； 『BLEACH』11代目）
  - 橙 （チャットモンチー ； 『BLEACH』12代目）
  - 種をまく日々 （中孝介 ； 『BLEACH』13代目）
  - 感謝。（RSP ； 『BLEACH』14代目）
  - オレンジ （Lil'B ； 『BLEACH』15代目）
  - ギャロップ（pe'zmoku ； 『BLEACH』16代目）
  - ヒトヒラのハナビラ （ステレオポニー ； 『BLEACH』17代目）
  - Sky chord 〜大人になる君へ〜 （辻詩音 ； 『BLEACH』18代目）
  - 君を守って 君を愛して （サンボマスター ； 『BLEACH』19代目）
  - Mad Surfer （浅井健一 ； 『BLEACH』20代目）
  - さくらびと （SunSet Swish ； 『BLEACH』21代目）
- プリキュアシリーズ
  - ゲッチュウ!らぶらぶぅ?!（五條真由美 ； 『ふたりはプリキュア』）
  - ムリムリ!?ありあり!!INじゃぁ〜ない?!（五條真由美、ヤング・フレッシュ ； 『ふたりはプリキュア Max Heart』初代）
  - ワンダー☆ウィンター☆ヤッター!!（五條真由美 ； 『ふたりはプリキュア Max Heart』2代目）
  - 「笑うが勝ち!」でGO!（五條真由美 ；『ふたりはプリキュア Splash Star』初代）
  - ガンバランスdeダンス（五條真由美 with フラッピ&チョッピーズ ； 『ふたりはプリキュア Splash Star』2代目）
  - キラキラしちゃって My True Love!（宮本佳那子 ； 『Yes!プリキュア5』初代）
  - ガンバランスdeダンス〜夢みる奇跡たち〜（宮本佳那子 With ぷりきゅあ5 ； 『Yes!プリキュア5』2代目）
  - 手と手つないでハートもリンク!!（宮本佳那子 ； 『Yes!プリキュア5GoGo!』初代』
  - ガンバランスdeダンス〜希望のリレー〜（キュア・カルテット[1] ； 『Yes!プリキュア5GoGo!』2代目）
  - You make me happy!（林桃子 ； 『フレッシュプリキュア!』初代）
  - H@ppy Together!!!（林桃子 ； 『フレッシュプリキュア!』2代目）
- 満月をさがして
  - New Future （Changin' My Life ； 『満月をさがして』初代、『満月をさがして』最終回）
  - Myself （Changin' My Life ； 『満月をさがして』2代目）
  - ETERNAL SNOW （Changin' My Life ； 『満月をさがして』3代目）
  - Love Chronicle （Changin' My Life ； 『満月をさがして』4代目）
- ペルソナ 〜トリニティ・ソウル〜
  - SUICIDES LOVE STORY（北出菜奈 ； 『ペルソナ 〜トリニティ・ソウル〜』初代）
  - Found Me（川村ゆみ ； 『ペルソナ 〜トリニティ・ソウル〜』2代目）
- 冒険王ビィト
  - pureness（北出菜奈 ； 『冒険王ビィト』初代）
  - Dreaming under the moon（加藤ミリヤ ； 『冒険王ビィト』2代目）
  - The Bee of Love -ある蜂の愛の物語-（Splash Candy ； 『冒険王ビィト』3代目）
  - 月あかり(Full Moon Version)（大山百合香 ； 『冒険王ビィト』4代目）
  - 風のランナー（SunSet Swish ； 『冒険王ビィト エクセリオン』）
- ぼくらの
  - Little Bird （石川智晶 ； 『ぼくらの』初代）
  - Vermillion （石川智晶 ； 『ぼくらの』2代目）
- 星のカービィ
  - きほんはまる （シャンチー ； 『星のカービィ』初代）
  - カービィ☆ステップ! （KONISHIKI ； 『星のカービィ』2代目）
- ポポロクロイス
  - 月千一夜 （ルルティア ； 『ポポロクロイス』初代）
  - 桜見丘 （Local Bus ； 『ポポロクロイス』2代目）
- WHITE ALBUM
  - 舞い落ちる雪のように （Suara ； 『WHITE ALBUM』前期）
  - 赤い糸 （Suara ； 『WHITE ALBUM』後期）

### ま行
- マーメイドメロディーぴちぴちピッチ
  - 大事な宝箱 （中田あすみ ； 『マーメイドメロディーぴちぴちピッチ』初代）
  - 世界で一番早く朝が来る場所 （中田あすみ、寺門仁美、浅野まゆみ ； 『マーメイドメロディーぴちぴちピッチ』2代目）
  - 愛の温度℃（中田あすみ、寺門仁美、浅野まゆみ ； 『マーメイドメロディーぴちぴちピッチピュア』）
- マクロスF
  - ダイアモンド クレバス（May'n ； 『マクロスF』初代）
  - ノーザンクロス（May'n ； 『マクロスF』2代目）
- 魔法少女リリカルなのは
  - Little Wish 〜lyrical step〜（田村ゆかり ； 『魔法少女リリカルなのは』）
  - Spiritual Garden（田村ゆかり ； 『魔法少女リリカルなのはA's』）
  - 星空のSpica（田村ゆかり ； 『魔法少女リリカルなのはStrikerS』初代）
  - Beautiful Amulet（田村ゆかり ； 『魔法少女リリカルなのはStrikerS』2代目）
- 魔法先生ネギま!
  - 輝く君へ（麻帆良学園中等部2-Aかなかな組 ； 『魔法先生ネギま!』初代）
  - おしえてほしいぞぉ、師匠（麻帆良学園中等部2-A師匠となやめるオトメ組 ； 『魔法先生ネギま!』2代目）
- ミッドナイトホラースクール
  - ABCの子供たち（嘉陽愛子 ； 『ミッドナイトホラースクール』初代）
  - ABCの子供たち（川上とも子 ； 『ミッドナイトホラースクール』2代目）
- みなみけ
  - カラフルDAYS （南春香（佐藤利奈）、南夏奈（井上麻里奈）、南千秋（茅原実里） ； 『みなみけ』）
  - その声が聴きたくて （南春香（佐藤利奈）、南夏奈（井上麻里奈）、南千秋（茅原実里） ； 『みなみけ〜おかわり〜』）
  - 絶対カラフル宣言 （南春香（佐藤利奈）、南夏奈（井上麻里奈）、南千秋（茅原実里） ； 『みなみけ おかえり 』）
- MÄR -メルヘヴン-
  - I just wanna hold you tight（小松未歩 ； 『MÄR -メルヘヴン-』初代）
  - 不機嫌になる私（岩田さゆり ； 『MÄR -メルヘヴン-』2代目）
  - 毎日アドベンチャー（スパークリング☆ポイント ； 『MÄR -メルヘヴン-』3代目）
  - 桜色（竹井詩織里 ； 『MÄR -メルヘヴン-』4代目）
  - MIRACLE（愛内里菜 ； 『MÄR -メルヘヴン-』5代目）
  - 今宵エデンの片隅で（GARNET CROW ； 『MÄR -メルヘヴン-』6代目）
  - もう心揺れたりしないで（北原愛子 ； 『MÄR -メルヘヴン-』7代目）
  - この手を伸ばせば（GARNET CROW ； 『MÄR -メルヘヴン-』8代目）
- モンキーターン
  - 光と風と君の中で （高岡亜衣 ； 『モンキーターン』初代）
  - 君を飾る花を咲かそう （GARNET CROW ； 『モンキーターン』2代目）
  - Hey Hey Baby! You're NO.1! （スパークリング☆ポイント ； 『モンキーターンV』）

### や行
- 焼きたて!!ジャぱん
  - SUNDAY （ザ・ベイビースターズ ； 『焼きたて!!ジャぱん』初代）
  - To All Tha Dreamers （SOUL'd OUT ； 『焼きたて!!ジャぱん』2代目）
  - ハミングバード（little by little ； 『焼きたて!!ジャぱん』3代目）
  - Re:START（surface ； 『焼きたて!!ジャぱん』4代目）
  - Merry Go Round（星村麻衣 ； 『焼きたて!!ジャぱん』5代目）
  - ココロビーダマ（RYTHEM ； 『焼きたて!!ジャぱん』6代目）
- 遊☆戯☆王デュエルモンスターズ
  - 元気のシャワー （前田亜季 ； 『遊☆戯☆王デュエルモンスターズ』初代）
  - あの日の午後 ； （奥井雅美 『遊☆戯☆王デュエルモンスターズ』2代目）
  - 楽園 （CAVE ； 『遊☆戯☆王デュエルモンスターズ』3代目）
  - あふれる感情がとまらない （生沢佑一 ； 『遊☆戯☆王デュエルモンスターズ』4代目）
  - EYE'S （生沢佑一 ； 『遊☆戯☆王デュエルモンスターズ』5代目）
- 遊☆戯☆王デュエルモンスターズGX　
  - 限界バトル （JAM Project ； 『遊☆戯☆王デュエルモンスターズGX』初代）
  - Wake Up Your Heart （KENN with The NaB's  ； 『遊☆戯☆王デュエルモンスターズGX』2代目）
  - 太陽 （BITE THE LUNG ； 『遊☆戯☆王デュエルモンスターズGX』3代目）
  - Endless Dream （きただにひろし ； 『遊☆戯☆王デュエルモンスターズGX』4代目）
- 遊☆戯☆王5D's
  - START （中河内雅貴 ； 『遊☆戯☆王5D's』初代）
  - CROSS GAME （アリス九號. ； 『遊☆戯☆王5D's』2代目）
  - -OZONE- （vistlip ； 『遊☆戯☆王5D's』3代目）
  - Close to you （ALvino 〜ALchemy vision normal〜 ； 『遊☆戯☆王5D's』4代目）
  - みらいいろ （プラスティック トゥリー ； 『遊☆戯☆王5D's』5代目）
- 夜桜四重奏
  - ナガレボシ（ROUND TABLE featuring Nino ； 『夜桜四重奏 〜ヨザクラカルテット〜』）
  - ツキヨミ（phatmans after school ； 『夜桜四重奏 〜ハナノウタ〜』）

### ら行
- ローゼンメイデン
  - 透明シェルター（refio+霜月はるか ； 『ローゼンメイデン』）
  - 光の螺旋律（kukui ； 『ローゼンメイデン トロイメント』）
  - 空蝉ノ影（kukui ； 『ローゼンメイデン オーベルテューレ』）
- ロザリオとバンパイア
  - Dancing in the velvet moon (水樹奈々 ； （『ロザリオとバンパイア』第1期）
  - Trinity Cross (水樹奈々 ； （『ロザリオとバンパイア』第2期）

### わ行
- わがまま☆フェアリー ミルモでポン!
  - ミルモのワルツ （Kae ； 『わがまま☆フェアリー ミルモでポン』初代）
  - さらら （ベッキー ； 『わがまま☆フェアリー ミルモでポン!』2代目）
  - あすなろの歌 （近藤薫 ； 『わがまま☆フェアリー ミルモでポン!』3代目）
  - 「ごめんなさい」は魔法の言葉 （安純&ヤシチ ； 『わがまま☆フェアリー ミルモでポン!』4代目）（注）
  - スペシャ〜ル スマイルッ! （松竹&ムルモ ； 『わがまま☆フェアリー ミルモでポン!』4代目）（注）
  - 大切なともだち （結城&リルム ； 『わがまま☆フェアリー ミルモでポン!』4代目）（注）
  - PRECIOS MOMENT （楓&ミルモ ； 『わがまま☆フェアリー ミルモでポン!』4代目）（注）

（注）週替わりで放送
  - 踊る魔法のおそうざいビヨ〜ン （パパムーチョとムチャチータとミルモとリムルとヤシチとムルモ ； 『わがまま☆フェアリー ミルモでポン! ごおるでん』）
  - 僕のトナリ （Sana ； 『わがまま☆フェアリー ミルモでポン! わんだほう』）
- ONE PIECE
  - Memories （大槻真希 ； 『ONE PIECE』初代）
  - Shining ray （Janne Da Arc ； 『ONE PIECE』8代目）

### その他
- 2000年 
  - Sailing Dream （篠原ともえ ； 『ドッとKONIちゃん』）
  - CROSSROAD （遠藤久美子 ； 『機巧奇傳ヒヲウ戦記』）
  - 果実 （磯野テツオ ； 『勝負師伝説 哲也』）
  - 愛を知るには早すぎたのか （LUCA ； 『Sci-Fi HARRY』）
  - Horizon （Sphere（高尾直樹、岩﨑元是、佐々木久美、斉藤妙子） ； 『アルジェントソーマ』）
  - Glaring Dream （コタニキンヤ ； 『グラビテーション』）
  - himegoto （SiLC（MIKI） ； 『ヴァンドレッド』）
  - LOVE ME!! （THE HONG KONG KNIFE ； 『闇の末裔』）
  - 虹色の宝物 （KAORI ； 『BRIGADOON まりんとメラン』）
  - 年下のボク （貝田由里子 ； 『メダロット魂』）
  - 田中太郎のうた （グッチ裕三 ； 『うちゅう人 田中太郎』）
  - 平成お行儀音頭 （the Case BY Case おにょろ&さんしょ ； 『アニメ浪曲紀行 清水次郎長伝』）
  - Pink （YUAMU ； 『星界の戦旗』）
  - 銀色のエトワール （sus4 ； 『ファーブル先生は名探偵』）
  - マリオネット （西角茉美 ； 『トランスフォーマー カーロボット』
  - フラランランデブー （甲本ヒロトとピンク・ピッギーズ ； 『タイムボカン2000 怪盗きらめきマン』）
  - 未来世紀（秘）クラブ （杏子 ； 『ブギーポップは笑わない Boogiepop Phantom』）
  - チャンス （小泉恒平 ； 『女神候補生』）
  - 風まかせ2 （安原麗子（スキャット） ； 『風まかせ月影蘭』）
  - ツッパリHighschool Rock'nRoll〜大統領編 （長島雄一 ； 『OH!スーパーミルクチャン』）
  - 奇蹟の城 （epidemic ； 『マイアミ☆ガンズ』）
  - エンジョイパンク（Jet's ； 『マシュランボー』）
  - Sexy Sexy, （CASCADE ； 『学校の怪談』）
  - 君さえいれば （林原めぐみ ； 『ラブひな』）
  - lost in you （林原めぐみ ； 『無敵王トライゼノン』）
  - 今日から明日へ （松澤由美 ； 『ゲートキーパーズ』）
  - ほんとの気持ち （高橋美佳子 ； 『HAND MAID メイ』）
  - Destiny （堀江由衣 ； 『人造人間キカイダー THE ANIMATION』）
  - メロディーに… （榎本祥子、清水香里 ； 『ストレンジドーン』）
  - ヴィーナスと小さな神様 （山本麻里安 ； 『NieA 7』）
- 2001年 
  - Snow flower （山本麻里安 ； 『ちっちゃな雪使いシュガー』）
  - Lunatic Trance 〜静かなる絶叫〜 （en avant ； 『i-wish you were here- あなたがここにいてほしい』）
  - LA★BOOO （ダンス☆マン； 『バンパイヤン・キッズ』）
  - blasa （Yae ； 『神鵰侠侶 コンドルヒーロー』）
  - 月はみてる （山野裕子 ； 『ココロ図書館』）
  - Shine （MR. BIG ； 『HELLSING』）
  - 愛だよねっ!!〜ギアをつなごう〜 （JAM Project ； 『激闘!クラッシュギアTURBO』
  - True Answer （Joelle ； 『ガイスターズ FRACTIONS OF THE EARTH』）
  - landscape （etre ； 『バビル2世（第2作）』）
  - YES TOGETHER （工藤亜紀 ； 『ヴァンドレッド the second stage』）
  - BODY&MIND （原田菜都実 ； 『ナジカ電撃作戦』）
  - シチュエーション （エスカーゴ ； 『旋風の用心棒』）
  - Treasure （RED ； 『砂漠の海賊!キャプテンクッパ』）
  - One Drop （野川さくら ； 『おとぎストーリー 天使のしっぽ』）
  - 負けないで…片思い （野川さくら ； 『SAMURAI GIRL リアルバウトハイスクール』）
  - ののちゃん一家のうた （ののちゃん一家 （大谷育江・山本圭子・鈴木れい子・高戸靖広・田中秀幸） ； 『ののちゃん』）
  - THE BOOK OF LIFE （白鳥英美子 ； 『コスモウォーリアー零』）
  - WHITE STATION （Ace File（吉川茉絵・久志麻理奈・工藤あさぎ・奈良沙緒理） ； 『あぃまぃみぃ!ストロベリー・エッグ』）
  - Fairy Dance （THE ALFEE ； 『フィギュア17 つばさ&ヒカル』）
  - Deary （樋口智恵子 ； 『オフサイド）
  - begin （大野雄二 ； 『学園戦記ムリョウ』）
  - 三色の秘密 （お側御用隊（香川葉月、小暮英麻、渡邉由紀） ； 『花右京メイド隊』）
  - Blooming Days （白井貴子 ； 『逮捕しちゃうぞ SECOND SEASON』）
  - Ring on the World （Heart of Air ； 『Z.O.E Dolores, i』）
  - きみのために愛を （山形カスミ（水野愛日） ； 『破邪巨星Gダンガイオー』）
  - まほろDEまんぼー （とりおまてぃっく（菊池由美・水野愛日・真田アサミ） ； 『まほろまてぃっく』）
  - きれいな感情 （新居昭乃 ； 『ノワール』）
  - BROKEN CAMERA （JI-ZO ； 『ジーンシャフト』）
  - Lucky Star （吉田小百合 ； 『新白雪姫伝説プリーティア』）
  - 翼 （堀江由衣 ； 『シスター・プリンセス』）
  - MEMORY （柿島伸次 ； 『The Soul Taker 〜魂狩〜』）
  - Love&Pain （ハッポンアシ ； 『魔法戦士リウイ）
  - Hearts （西端さおり ； 『スターオーシャンEX』）
  - おはし （0930 ； 『ジャングルはいつもハレのちグゥ』）
  - 形のない街を目指して （Kaya ； 『こみっくパーティー』）
  - 抱きしめたい （Jungle Smile ； 『超GALS! 寿蘭』）
  - 夢のうぶ声 （小森まなみ ； 『21世紀まんがはじめて物語』）
  - Heaven〜僕の中の天国〜 （高橋紀成 ； 『サラリーマン金太郎』）
  - 好きだった歌のように 〜Like a favorite song〜 （田中理恵 ； 『破壊魔定光』）
  - 澄んだ青空の向こうに （STEEL ANGELS（榎本温子、田中理恵、倉田雅世） ； 『鋼鉄天使くるみ2式』）
  - Love Forever （飯塚雅弓、榎本温子、山本麻里安） ； 『チャンス〜トライアングルセッション〜』）
  - ハナウタノハレルヤ! （まじかるにゃんにゃん（望月久代・倉田雅世・山本麻里安） ； 『魔法少女猫たると』）
  - CHEER SONG （SYSTEM-B ； 『爆転シュート ベイブレード』）
  - 花のかたち （新居昭乃 ； 『地球防衛家族』）
  - 流離人〜さすらいびと〜 （DASEIN ； 『ゾイド新世紀スラッシュゼロ』）
  - Heaven Knows （水樹奈々 ； 『RUN=DIM』）
  - シアワセ大将 （豊嶋真千子、有島モユ、水樹奈々 ； 『まみむめ★もがちょ』）
  - 小さな祈り （岡崎律子 ； 『フルーツバスケット』）
- 2002年 
  - 青い経験 （The NaB's ； 『ペコラ』）
  - Stone Roses （Weiß（子安武人、関智一、三木眞一郎、結城比呂） ； 『ヴァイスクロイツ グリーエン』）
  - 夏の夕陽 （THE JENI JENI ；『バロムワン』）
  - 君よ 強くなれ （永井龍雲 ； 『冒険者』）
  - ココロの音（上野洋子 ； 『PIANO (アニメ)』）
  - げんき げんき ノンタン（インストゥルメンタル） （佐橋俊彦 ； 『げんき げんき ノンタン』）
  - an eternity （ALLEY:A ； 『神世紀伝マーズ』）
  - Blue Flow （Heart of Air ； 『灰羽連盟』）
  - FUTURE （Little Viking ； 『キディ・グレイド』）
  - Drowning （Backstreet Boys ； 『花田少年史』）
  - カクテル （Hysteric Blue ； 『スパイラル －推理の絆－』）
  - 言えないから （石田燿子 ； 『ぷちぷり*ユーシィ』）
  - とりおまてぃっく ラン らん 乱♪ （とりおまてぃっく with みなわ（菊池由美・水野愛日・真田アサミ with 清水愛 ； 『まほろまてぃっく〜もっと美しいもの〜』）
  - heal （黒木明日香 ； 『魔王ダンテ』）
  - 私の愛は小さいけれど （岡崎律子 ； 『プリンセスチュチュ』）
  - It's my style （堀江由衣 ； 『陸上防衛隊まおちゃん』）
  - サヨナラ （谷戸由李亜 ； 『最終兵器彼女』）
  - KOIBUMI （林原めぐみ ； 『朝霧の巫女』）
  - ミラクル☆パジャマ （ロリベーダーズZ（水橋かおり、町井美紀、上村貴子、田村ゆかり） ； 『G-onらいだーす』）
  - half pain （葉菜(Bana) ； 『Witch Hunter ROBIN』）
  - LOVE DEEPER （坪倉唯子 ； 『SAMURAI DEEPER KYO』）
  - シャラ・ラ （スクーデリア エレクトロ ； 『王ドロボウJING』）
  - Sweet Days （小向美奈子 ； 『ホイッスル!』）
  - 名も知れぬ花 （the Indigo ； 『藍より青し』）
  - 月迷風影 （有坂美香 ； 『十二国記（第1期・第2期）』）
  - Brand-new me, Brand-new morning （櫛引彩香 ； 『フォルツァ!ひでまる』）
  - We are the Heroes （きただにひろし ； 『爆闘宣言ダイガンダー』）
  - あなたの心に （林原めぐみ ； 『アベノ橋魔法☆商店街』）
  - 優しい夜明け （See-Saw ； 『.hack//SIGN』）
  - 覚醒都市 （新居昭乃 ； 『東京アンダーグラウンド』）
  - 恋はア・ラ・モード （東京ミュウミュウ（中島沙樹、かかずゆみ、佐久間紅美、望月久代、野田順子 ； 『東京ミュウミュウ』）
  - セーブ♥ （望月久代、田中理恵、西村ちなみ、千葉紗子 ； 『円盤皇女ワるきゅーレ』）
  - 夢の都 TOKYO LIFE （中川亜紀子 ； 『HAPPY★LESSON THE TV』）
  - 雨と賛美歌 （吉沢梅乃 ； 『ガンフロンティア』）
  - Promise （福井麻利子 ； 『YOU'RE UNDER ARREST 〜逮捕しちゃうぞ〜』）
  - 月のシズク （桂亜沙美 ； 『幻魔大戦 神話前夜の章』）
  - TRY AGAIN （桂亜沙美 ； 『ワイルド7 another -謀略運河-』）
  - flower （藤原美穂 ； 『Kanon（第1作）』）
  - 枯れない花 （下川みくに ； 『フルメタル・パニック!』）
  - たった、ひとつの （下川みくに ； 『ドラゴンドライブ』）
  - Birdie,birdie （水樹奈々 ； 『七人のナナ』）
  - 情熱のPARADISE （真田アサミ・沢城みゆき・榎本温子・小桜エツ子 ； 『ぱにょぱにょデ・ジ・キャラット』）
  - ちいさなまほう （沢城みゆき ； 『ぴたテン』）
  - Raspberry Heaven （Oranges&Lemons（上野洋子、伊藤真澄） ； 『あずまんが大王』）
  - ブラ・Love・ブラッチャー （ザ・ブラッチャーズ（千葉繁、伊東みやこ、桜川朝恵） ； 『電光超特急ヒカリアン』）
  - Can you feel my soul （秘密楽団マボロシ ； 『OVERMANキングゲイナー』）
  - 夢の卵/Yume no Tamago （橋本一子、橋本眞由己 ； 『ラーゼフォン』）
- 2003年 
  - Pure enough （松浦有希 ； 『BPS バトルプログラマーシラセ』）
  - 銀河の煌(ひかり) （ささきいさお ； 『銀河鉄道物語』）
  - 星空のワルツ （栗林みな実 ； 『君が望む永遠』）
  - マーブル （望月久代、田中理恵、西村ちなみ、千葉紗子 ； 『円盤皇女ワるきゅーレ 十二月の夜想曲』）
  - ザ・モーメンツ・オブ・ラヴ （ケイコ・リー ； 『シリーズ京極夏彦 巷説百物語）
  - トラスト・ミー （美狂乱 ； 『魁!!クロマティ高校』）
  - 塹壕の棺 （堀江美都子&水木一郎 ； 『神魂合体ゴーダンナー!!』）
  - 君に吹く風 （下川みくに ； 『フルメタル・パニック? ふもっふ』）
  - こころのピアノ （浅野真澄 ； 『ちっちゃな雪使いシュガー 特別編（前編・後編）』）
  - 緋立娘HA!伊達音頭 （とりおまてぃっく and みなわ（菊池由美・水野愛日・真田アサミ and 清水愛） ； 『まほろまてぃっく夏のTVスペシャル「えっちなのはいけないと思います!」』）
  - S・U・K・I （Funta ； 『ぽぽたん』）
  - 明日への涙 （川田まみ ； 『おねがい☆ツインズ』）
  - 回路 （biniou ； 『なるたる』）
  - 青空 （YURIA ； 『グリーングリーン』）
  - Pump up! （長澤奈央 ； 『ダイバージェンス・イヴ』）
  - パーティー （Millio ； 『HAPPY★LESSON ADVANCE』）
  - Out of Eden （TAKAKO ； 『シンデレラボーイ』）
  - 悲しみは天に還して （堀江美都子 ； 『SUBMARINE SUPER 99』）
  - 月の詩 （Gackt ； 『TEXHNOLYZE』）
  - Song for my Buffalo （PE'Z ； 『GAD GUARD』）
  - さよならさよなら （いいのまさし ； 『ワンダーベビルくん』）
  - 大地のla-li-la （上野洋子、伊藤真澄 ； 『スクラップド・プリンセス』）
  - the Beautiful World （前田愛 ； 『キノの旅 -the Beautiful World-』）
  - Over The Sky （Hitomi ； 『LAST EXILE』）
  - Ballerの章号 （CHRIS ； 『DEAR BOYS』）
  - MOON de GO! GO! （みっくすJUICE（植田佳奈、斎藤千和、中原麻衣、森永理科） ； 『妄想科学シリーズ ワンダバスタイル』）
  - Believe In Heaven （三木眞一郎 ； 『魔探偵ロキ RAGNAROK』）
  - Believing （朝比奈亜希 ； 『人間交差点 -HUMAN SCRAMBLE』）
  - 流れ星☆ （CooRie ； 『成恵の世界』）
  - ONE FOR DA SOUL （Lead ； 『冒険遊記プラスターワールド』）
  - tonight/midnight （チコチェアー ； 『E'S OTHERWISE』）
  - ROLLING1000tOON （マキシマムザホルモン ； 『エアマスター』）
  - ねむねむ天使 （伊藤真澄 ； 『天使のしっぽ Chu!）
  - 闇を越えて （原田真純 ； 『ガンパレード・マーチ 〜新たなる行軍歌〜』）
  - VOICE （中里真美 ； 『クラッシュギアNitro』）
  - けせら・せら （小清水亜美 ； 『明日のナージャ』）
  - UNDER THE BLUE SKY （the Indigo ； 『魔法遣いに大切なこと』）
  - 大切な願い （CooRie ； 『ななか6/17』）
  - Emerald Green （See-Saw ； 『.hack//黄昏の腕輪伝説』）
  - マーチ オブ レスキューヒーロー （JAM Project ； 『出撃!マシンロボレスキュー』）
  - 願いのとき （高橋美佳子 ； 『L/R -Licensed by Royal-』）
  - タンデム （HALCALI ； 『ガラクタ通りのステイン』）
  - gravity （坂本真綾 ； 『WOLF'S RAIN』）
  - い・ん・て・り MOUSE -Optical Mix- （UNDER17 ； 『MOUSE』）
  - 向日葵 （メロキュア ； 『ストラトス・フォー』）
  - ゆらりゆらり （いいのまさし ； 『PAPUWA』）
  - 空のむこう （at Gallery ； 『らいむいろ戦奇譚）
  - Sunny Side Hill （ROUND TABLE featuring Nino ； 『無人惑星サヴァイヴ』）
  - 未來のイヴ （ALI PROJECT ； 『AVENGER』）
  - 地球Merry-Go-Round （植田佳奈 ； 『住めば都のコスモス荘 すっとこ大戦ドッコイダー』）
  - 青空（YURIA ; 『グリーングリーン』）
- 2004年 
  - あなたと言う時間 （CooRie（前期）、中原麻衣（後期）； 『光と水のダフネ』）
  - be your girl （河辺千恵子 ； 『エルフェンリート』）
  - Separation （angela ； 『蒼穹のファフナー』）
  - 歩いてこう （Grace ； 『マシュマロ通信』）
  - ぐーっとチョキパでいってらっしゃい！（佐藤裕美 ； 『みどりのくにのこえだちゃん』）
- 2005年 
  - 地に還る 〜on the Earth〜  （KOTOKO ； 『スターシップ・オペレーターズ』）
- 2006年 
  - 疾走 （LAST ALLIANCE ； 『桜蘭高校ホスト部』）
  - 友情物語 （Aice5（堀江由衣、神田朱未、たかはし智秋、浅野真澄、木村まどか） ； 『いぬかみっ!』）
  - CANDY☆POP☆SWEET☆HEART （新谷良子 ； 『姫様ご用心』）
  - 逢いたい気持ちから〜Placid time〜 （神田朱未・大原さやか ； 『となグラ!』）
  - モノクローム （中原麻衣 ； 『タクティカルロア』）
  - Don't Look Behind （EDISON ； 『BLACK LAGOON』）
  - ウインター・ガーデン（真田アサミ ； 『ウィンターガーデン』）
  - Venus Dream（佐藤ひろ美 ； 『護くんに女神の祝福を!』）
- 2007年 
  - Eternity （Aice5（堀江由衣、神田朱未、たかはし智秋、浅野真澄、木村まどか） ； 陸上防衛隊まおちゃん（2007年再放送版））
  - ふれふれっぽんぽん! （『ご愁傷さま二ノ宮くん』）
  - バイバイブラザー （柳ジョージ ； 『装甲騎兵ボトムズ ペールゼン・ファイルズ』）
  - 孤独のヒカリ （加賀美セイラ ； 『魔人探偵脳噛ネウロ』）
  - サヨナラ（佐藤ひろ美 ； 『ムシウタ』）
- 2008年 
  - プリップリン体操 （ケメコ（斎藤千和） ； 『ケメコデラックス!』）
  - 産巣日の時 （戸松遥 ； 『かんなぎ』）
  - 夢の足音が聞こえる （水原薫 ； 『喰霊―零―』）
  - crossing days （新谷良子 ； 『紅』）
  - 手の中の永遠 （引田香織 ； 『破天荒遊戯』）
  - ワクガイ!! （福山芳樹 ； 『仮面のメイドガイ』）
  - ブックマーク ア・ヘッド （福圓美里、千葉紗子、名塚佳織、園崎未恵、斎藤千和、小清水亜美、門脇舞以、仲井絵里香、沢城みゆき、野川さくら、田中理恵 ； 『ストライクウィッチーズ』）
  - パステル （村田あゆみ ； 『まかでみ・WAっしょい!』）
- 2009年 
  - 恋空リサイクリング （のみこ  ； 『アキカン!』）
  - My heaven （Annabel ； 『CANAAN』）
  - Light of Dawn （Annabel ； 『戦う司書 The Book of Bantorra』）
  - Sequentia （Asriel ； 『11eyes』）
  - STORIES （喜多修平 ； 『ミラクル☆トレイン〜大江戸線へようこそ〜』）
  - キズナノ唄 （宮崎羽衣  ； 『タユタマ -Kiss on my Deity-』）
  - 君の知らない物語 （supercell ； 『化物語』）
  - Don't say "lazy" （桜高軽音部 ； 『けいおん!』）
  - ユメ・ミル・ココロ （伊藤かな恵 ； 『大正野球娘。』）
  - 星屑のサラウンド （CooRie ； 『宙のまにまに』）
  - S.S.D! （yozuca* ； 『プリンセスラバー!』）
  - Made in WONDER （美郷あき ； 『よくわかる現代魔法』）
  - la divina tragedia 〜魔曲〜 （JIMANG ； 『うみねこのなく頃に』）
  - Dear My Friend -まだ見ぬ未来へ- （ELISA ； 『とある科学の超電磁砲』）
  - ジェリーフィッシュの告白 （中島愛 ； 『こばと。』）
  - ワンウェイ両想い （瀬能ナツル、沙倉楓（CV：井上麻里奈、中島愛 ； 『けんぷファー』）
  - Strawberry 〜甘く切ない涙〜 （今井麻美 ； 『にゃんこい!』）
  - 妄想☆ふぇてぃっしゅ! （碧陽学園生徒会 ； 『生徒会の一存』
  - Yeah! Break! Care! Break!（ヤブレカブレ） （谷本貴義 ； 『ドラゴンボール改』第1期初代）

## 2010年代

### あ行
- アイカツ!
  - カレンダーガール（わか・ふうり・すなお from STAR☆ANIS ； 『アイカツ!』1thシーズン・初代）
  - ヒラリ/ヒトリ/キラリ（わか・ふうり・すなお・れみ・もえ・えり・ゆな・りすこ from STAR☆ANIS ； 『アイカツ!』1thシーズン・2代目）
  - オリジナルスター☆彡（わか・ふうり・すなお・れみ・もえ・えり・ゆな・りすこ from STAR☆ANIS ； 『アイカツ!』2ndシーズン・初代）
  - Precious（りすこ・わか・ふうり・もな from STAR☆ANIS ； 『アイカツ!』2ndシーズン・2代目）
  - Good morning my dream（るか・もな・みき from AIKATSU☆STARS! ； 『アイカツ!』3rdシーズン・初代）
  - チュチュ・バレリーナ（るか・もな・みき from AIKATSU☆STARS! ； 『アイカツ!』3rdシーズン・2代目）
  - lucky train!（るか・もな・みき from AIKATSU☆STARS! ； 『アイカツ!』4thシーズン）
- アイカツスターズ!
  - episode Solo（るか・ななせ・かな・みほ from AIKATSU☆STARS! ； 『アイカツスターズ!』1thシーズン・初代）
  - So Beautiful Story（るか・せな from AIKATSU☆STARS! ； 『アイカツスターズ!』1thシーズン・2代目）
  - Bon Bon Voyage!（りさ・みほ from AIKATSU☆STARS! ； 『アイカツスターズ!』2ndシーズン・初代）
  - 森のひかりのピルエット（せな・るか from AIKATSU☆STARS! ； 『アイカツスターズ!』2ndシーズン・2代目）
- アイカツフレンズ!
  - Believe it（カレン・ミライ from BEST FRIENDS! ； 『アイカツフレンズ!』1thシーズン・初代）
  - プライド（カレン・ミライ from BEST FRIENDS! ； 『アイカツフレンズ!』1thシーズン・2代目）
  - Be Star（ひびき from BEST FRIENDS!（日笠陽子） ； 『アイカツフレンズ!』2ndシーズン）

- THE IDOLM@STER
  - The world is all one !! （765PRO ALLSTARS ； 『THE IDOLM@STER』初代）
  - ポジティブ! （水瀬伊織（釘宮理恵）、高槻やよい（仁後真耶子） ； 『THE IDOLM@STER』2代目）
  - First Stage （萩原雪歩（浅倉杏美）、菊地真（平田宏美） ； 『THE IDOLM@STER』3代目）
  - 蒼い鳥 （如月千早（今井麻美） ； 『THE IDOLM@STER』4代目）
  - MOONY （如月千早（今井麻美）、三浦あずさ（たかはし智秋）、菊地真（平田宏美）、星井美希（長谷川明子）、我那覇響（沼倉愛美）、秋月律子（若林直美） ； 『THE IDOLM@STER』5代目）
  - THE IDOLM@STER （765PRO ALLSTARS ； 『THE IDOLM@STER』6代目）
  - おはよう!! 朝ご飯 （高槻やよい（仁後真耶子） ； 『THE IDOLM@STER』7代目）
  - ハニカミ! ファーストバイト （竜宮小町（水瀬伊織（釘宮理恵）、三浦あずさ（たかはし智秋）、双海亜美（下田麻美）） ； 『THE IDOLM@STER』8代目）
  - 黎明スターライン （双海亜美 & 真美（下田麻美） ； 『THE IDOLM@STER』9代目）
  - GO MY WAY!! （765PRO & 876PRO ALLSTARS ； 『THE IDOLM@STER』10代目）
  - START!! （天海春香（中村繪里子） ； 『THE IDOLM@STER』11代目）
  - ショッキングな彼 （星井美希（長谷川明子） ； 『THE IDOLM@STER』12代目）
  - i （765PRO ALLSTARS ； 『THE IDOLM@STER』13代目）
  - Colorful Days （天海春香（中村繪里子）、星井美希（長谷川明子）、如月千早（今井麻美）、双海亜美 & 真美（下田麻美）、四条貴音（原由実）、我那覇響（沼倉愛美） ； 『THE IDOLM@STER』14代目）
  - MEGARE! （765PRO ALLSTARS ； 『THE IDOLM@STER』15代目）
  - Brand New Day! （我那覇響（沼倉愛美） ； 『THE IDOLM@STER』16代目）
  - チアリングレター （菊地真（平田宏美） ； 『THE IDOLM@STER』17代目）
  - 魔法をかけて! （秋月律子（若林直美） ； 『THE IDOLM@STER』18代目）
  - 風花 （四条貴音（原由実） ； 『THE IDOLM@STER』19代目）
  - 約束 （如月千早（今井麻美）、天海春香（中村繪里子）、星井美希（長谷川明子）、高槻やよい（仁後真耶子）、萩原雪歩（浅倉杏美）、菊地真（平田宏美）、双海亜美 & 真美（下田麻美）、水瀬伊織（釘宮理恵）、三浦あずさ（たかはし智秋）、四条貴音（原由実）、我那覇響（沼倉愛美） ； 『THE IDOLM@STER』20代目）
  - 空 （音無小鳥（滝田樹里） ； 『THE IDOLM@STER』21代目）
  - Happy Christmas （天海春香（中村繪里子）、如月千早（今井麻美）、双海亜美 & 真美（下田麻美）、三浦あずさ（たかはし智秋）、四条貴音（原由実）、我那覇響（沼倉愛美） ； 『THE IDOLM@STER』22代目）
  - 見つめて （『THE IDOLM@STER』23代目）
  - まっすぐ （765PRO ALLSTARS ； 『THE IDOLM@STER』24代目）
  - いっしょ （765PRO ALLSTARS ； 『THE IDOLM@STER』25代目）
  - my song （765PRO ALLSTARS ； 『THE IDOLM@STER』26代目）
- アイドルマスター シンデレラガールズ
  - 夕映えプレゼント （CINDERELLA PROJECT ； 『アイドルマスター シンデレラガールズ』）
- アクエリオンEVOL
  - 月光シンフォニア （AKINO&AIKI from bless4 ； 『アクエリオンEVOL』初代）
  - ユノハノモリ （ユノハ・スルール （小倉唯） ； 『アクエリオンEVOL』2代目）
- アクエリオンロゴス
  - ジュ・ジュテーム・コミュニケーション （千菅春香 ； 『アクエリオンロゴス』初代）
  - 本当の声をあなたに預けたくて （May'n featuring 千菅春香） ； 『アクエリオンロゴス』2代目）
- アクセル・ワールド
  - →unfinished→ （KOTOKO ； 『アクセル・ワールド』初代）
  - ユナイト （三澤紗千香 ； 『アクセル・ワールド』2代目）
- 悪魔のリドル
  - パラドクス （諏訪彩花 as 東兎角 ； 『悪魔のリドル』初代）
  - 昨日、今日、明日 （金元寿子 as 一之瀬晴 ； 『悪魔のリドル』2代目）
  - Concentration （沼倉愛美 as 武智乙哉 ； 『悪魔のリドル』3代目）
  - ACROSS THE FATE （佳村はるか as 神長香子 ； 『悪魔のリドル』4代目）
  - どうってことないsympathy （内村史子 as 寒河江春紀 ； 『悪魔のリドル』5代目）
  - Poison Me （三澤紗千香 as 生田目千足 & 内田愛美 as 桐ヶ谷柩 ； 『悪魔のリドル』6代目）
  - すずかぜ （安済知佳 as 首藤涼 ； 『悪魔のリドル』7代目）
  - 真夜中の逃亡 （大坪由佳 as 番場真昼・真夜 ； 『悪魔のリドル』8代目）
  - 天使のスマイル♥ （浅倉杏美 as 犬飼伊介 ； 『悪魔のリドル』9代目）
  - イノチノカラクリ （荒川美穂 as 英純恋子 ； 『悪魔のリドル』10代目）
  - Survival （南條愛乃 as 走り鳰 ； 『悪魔のリドル』11代目）
  - QUEEN （10年黒組[2] ； 『悪魔のリドル』12代目）
- 亜人
  - HOW CLOSE YOU ARE（宮野真守 ； 『亜人』）
  - 校庭の隅に二人、風が吹いて今なら言えるかな」（クリープハイプ ； 『亜人』第2クール）
- あそびにいくヨ!
  - 心の窓辺にて（双葉アオイ （CV：花澤香菜） ； 『あそびにいくヨ!』）
  - 想い出がジャマをする  （金武城真奈美 （CV：戸松遥） ； 『あそびにいくヨ!』）
  - Happy Sunshine （エリス （CV：伊藤かな恵） ； 『あそびにいくヨ!』）
- アニメノチカラ
  - Girls, Be Ambitious. （戸松遥 ； 『ソ・ラ・ノ・ヲ・ト』）
  - 未来へ… （HIMEKA ； 『閃光のナイトレイド』）
  - 君がいる場所 （高垣彩陽 ； 『世紀末オカルト学院』）
- アブソリュート・デュオ
  - Believe×Believe （ユリエ・シグトゥーナ（山本希望） ； 『アブソリュート・デュオ』初代）
  - アップルティーの味 （ユリエ・シグトゥーナ（山本希望）×リーリス・ブリストル（山崎はるか ； 『アブソリュート・デュオ』2代目）
  - 2/2 （穂高みやび（今村彩夏）×橘巴（諏訪彩花） ； 『アブソリュート・デュオ』3代目）
- アマガミSS
  - キミの瞳に恋してる （森島はるか （CV：伊藤静） ； 『アマガミSS』初代）
  - きっと明日は… （棚町薫 （CV：佐藤利奈 ）； 『アマガミSS』2代目）
  - あなたしか見えない （中多紗江 （CV：今野宏美） ； 『アマガミSS』3代目）
  - 恋はみずいろ （七咲逢 （CV：ゆかな ）； 『アマガミSS』4代目）
  - 恋はあせらず （桜井梨穂子 （CV：新谷良子） ； 『アマガミSS』5代目）
  - 嘆きの天使（絢辻詞 （CV：名塚佳織 ）； 『アマガミSS』6代目）
  - 恋のゆくえ（上崎里沙 （CV：門脇舞以 ）； 『アマガミSS』7代目）
  - 告白 （azusa ； 『アマガミSS+ plus』）
- 荒川アンダー ザ ブリッジ
  - 逆様ブリッジ （スネオヘアー ； 『荒川アンダー ザ ブリッジ』）
  - 赤いコート （スネオヘアー ； 『荒川アンダー ザ ブリッジ×ブリッジ』）
- アラタカンガタリ〜革神語〜
  - The Misfit Go （OLDCODEX ； 『アラタカンガタリ〜革神語〜』初代）
  - 美しい背骨 （OLDCODEX ； 『アラタカンガタリ〜革神語〜』2代目）
- アルスラーン戦記
  - ラピスラズリ （藍井エイル ； 『アルスラーン戦記』初代）
  - One Light （Kalafina ； 『アルスラーン戦記』2代目）
  - blaze （Kalafina ； 『アルスラーン戦記 風塵乱舞』）
- いつか天魔の黒ウサギ
  - 空蝉 （志方あきこ ； 『いつか天魔の黒ウサギ』初代）
  - Sparkling Kiss  （安藤美雷（野水伊織） ； 『いつか天魔の黒ウサギ』2代目）
  - Strawberry Eyes  （サイトヒメア（高本めぐみ） ； 『いつか天魔の黒ウサギ』3代目）
  - Secret Tears  （時雨遥（美名） ； 『いつか天魔の黒ウサギ』4代目）
- イナズマイレブンGO
  - やっぱ青春 （空野葵（CV:北原沙弥香） ； 『イナズマイレブンGO』初代）
  - かなり純情 （空野葵（CV:北原沙弥香） ； 『イナズマイレブンGO』2代目）
  - HAJIKE-YO!! （空野葵（CV:北原沙弥香） ； 『イナズマイレブンGO』3代目）
  - おはよう!シャイニング・デイ （T-Pistonz+KMC ； 『イナズマイレブンGO』4代目）
  - 夏がやってくる （空野葵（CV:北原沙弥香） ； 『イナズマイレブンGO』5代目）
  - 手をつなごう （松風天馬（CV:寺崎裕香）、剣城京介（CV:大原崇）、空野葵（CV:北原沙弥香） ； 『イナズマイレブンGO』6代目）
  - 僕たちの城 （松風天馬（CV:寺崎裕香）、剣城京介（CV:大原崇）、神童拓人（CV:斎賀みつき）、西園信助（CV:戸松遥）、霧野蘭丸（CV:小林ゆう） ； 『イナズマイレブンGO』7代目）
  - 青春おでん （空野葵（CV:北原沙弥香）、瀬戸水鳥（CV:美名）、山菜茜（CV:ゆりん）、菜花黄名子（CV:悠木碧） ； 『イナズマイレブンGO』8代目）
  - 勝手にシンデレラ （COLORS ［ 空野葵（CV:北原沙弥香）、森村好葉（CV:悠木碧）］ ； 『イナズマイレブンGO』9代目）
  - ファッション☆宇宙戦士 （COLORS ［ 空野葵（CV:北原沙弥香）、水川みのり（CV:高垣彩陽）］ ； 『イナズマイレブンGO』10代目）
  - 嵐・竜巻・ハリケーン （COLORS ［ 小林ゆう、北原沙弥香 ］ ； 『イナズマイレブンGO』11代目）
  - 本当にありがとう! （円堂守（CV:竹内順子）、松風天馬（CV:寺崎裕香） ； 『イナズマイレブンGO』12代目）
- 妖狐×僕SS
  - 楽園のPhotograph （御狐神双熾（中村悠一） ； 『妖狐×僕SS』初代）
  - 君は （白鬼院凜々蝶（日高里菜） ； 『妖狐×僕SS』2代目）
  - one way （渡狸卍里（江口拓也）、夏目残夏（宮野真守） ； 『妖狐×僕SS』3代目）
- IS インフィニット・ストラトス
  - SUPER∞STREAM（『IS インフィニット・ストラトス』）
    - 篠ノ之箒（日笠陽子） ； 『IS インフィニット・ストラトス』初代
    - 篠ノ之箒（日笠陽子）・セシリア=オルコット（ゆかな） ； 『IS インフィニット・ストラトス』2代目
    - 篠ノ之箒（日笠陽子）・セシリア=オルコット（ゆかな）・凰鈴音（下田麻美） ； 『IS インフィニット・ストラトス』3代目
    - 篠ノ之箒（日笠陽子）・セシリア=オルコット（ゆかな）・凰鈴音（下田麻美）・シャロット=デュノア（花澤香菜） ； 『IS インフィニット・ストラトス』4代目
    - 篠ノ之箒（日笠陽子）・セシリア=オルコット（ゆかな）・凰鈴音（下田麻美）・シャルロット=デュノア（花澤香菜）・ラウラ=ボーデヴィッヒ（井上麻里奈） ； 『IS インフィニット・ストラトス』5代目

  - BEAUTIFUL SKY（『IS インフィニット・ストラトス2』）
    - 篠ノ之箒（日笠陽子）・セシリア=オルコット（ゆかな）・凰鈴音（下田麻美）・シャルロット=デュノア（花澤香菜）・ラウラ=ボーデヴィッヒ（井上麻里奈） ； 『IS インフィニット・ストラトス2』初代
    - 篠ノ之箒（日笠陽子）・セシリア=オルコット（ゆかな）・凰鈴音（下田麻美）・シャルロット=デュノア（花澤香菜）・ラウラ=ボーデヴィッヒ（井上麻里奈）・更識簪（三森すずこ） ； 『IS インフィニット・ストラトス2』2代目
    - 篠ノ之箒（日笠陽子）・セシリア=オルコット（ゆかな）・凰鈴音（下田麻美）・シャルロット=デュノア（花澤香菜）・ラウラ=ボーデヴィッヒ（井上麻里奈）・更識簪（三森すずこ）・更識楯無（斎藤千和） ； 『IS インフィニット・ストラトス2』最終話
- 『WIXOSS』シリーズ
  - realize -夢の待つ場所- （Cyua ； 『selector infected WIXOSS』）
  - Undo -明日への記憶-（Cyua ； 『[selector spread WIXOSS』）
  - undeletable（Cyua ； 『Lostorage incited WIXOSS』）
- 失われた未来を求めて
  - Le jour（佐藤聡美 ； 『失われた未来を求めて』第1話）
  - 明日また会えるよね（佐々木佳織（高田初美） ； 『失われた未来を求めて』第2話-）
- うたの☆プリンスさまっ♪（アニメ版）
  - マジLOVE1000% （ST☆RISH ［ 一十木音也（寺島拓篤）、聖川真斗（鈴村健一）、四ノ宮那月（谷山紀章）、一ノ瀬トキヤ（宮野真守）、神宮寺レン（諏訪部順一）、来栖翔（下野紘）］ ； 『うたの☆プリンスさまっ♪ マジLOVE1000%』）
  - マジLOVE2000% （ST☆RISH ［ 一十木音也（寺島拓篤）、聖川真斗（鈴村健一）、四ノ宮那月（谷山紀章）、一ノ瀬トキヤ（宮野真守）、神宮寺レン（諏訪部順一）、来栖翔（下野紘）］ ； 『うたの☆プリンスさまっ♪ マジLOVE2000%』）
  - マジLOVEレボリューションズ（ST☆RISH (一十木音也（寺島拓篤）、聖川真斗（鈴村健一）、四ノ宮那月（谷山紀章）、一ノ瀬トキヤ（宮野真守）、神宮寺レン（諏訪部順一）、来栖翔（下野紘）、愛島セシル（鳥海浩輔）) ； 『うたの☆プリンスさまっ♪マジLOVEレボリューションズ』）
- 宇宙兄弟
  - 素晴らしき世界 （Rake ； 『宇宙兄弟』初代）
  - 告白 （アンジェラ・アキ ； 『宇宙兄弟』2代目）
  - テテ （近藤晃央 ； 『宇宙兄弟』3代目）
  - グッバイ・アイザック （秦基博 ； 『宇宙兄弟』4代目）
  - BEYOND （福原美穂 ； 『宇宙兄弟』5代目）
  - 夜空の太陽 （フラワーカンパニーズ ； 『宇宙兄弟』6代目）
  - New World （カサリンチュ ； 『宇宙兄弟』7代目）
  - あなたがいればOK! （Serena ； 『宇宙兄弟』8代目）
- SDガンダム三国伝 BraveBattleWarriors
  - 三璃紗伝説〜The Brave Legend〜（Ko-saku ； 『SDガンダム三国伝 BraveBattleWarriors』初代）
  - Justice・伝説を刻め!（ブレイブバトルウォーリアーズ（劉備ガンダム（CV:梶裕貴）、関羽ガンダム（CV:安元洋貴）、張飛ガンダム（CV:加藤将之）、曹操ガンダム（CV:乃村健次）、孫権ガンダム（CV:島﨑信長） ； 『SDガンダム三国伝 BraveBattleWarriors』2代目）
- おとめ妖怪 ざくろ
  - 初戀は柘榴色 西王母桃（中原麻衣）、語り：総角景（櫻井孝宏）； 『おとめ妖怪 ざくろ』）
  - 二人静 薄蛍（花澤香菜）、芳野葛利劔（日野聡）； 『おとめ妖怪 ざくろ』）
  - 純情マスカレイド 雪洞（豊崎愛生）、鬼灯（堀江由衣）、花桐丸竜（梶裕貴）； 『おとめ妖怪 ざくろ』）
- 終わりのセラフ
  - scaPEGoat（SawanoHiroyuki[nZk]:Yosh ； 『終わりのセラフ』）
  - オラリオン（やなぎなぎ ； 『終わりのセラフ 名古屋決戦編』）

### か行
- カードファイト!! ヴァンガード
  - ダイヤモンドスター☆ （麻生夏子 ； 『カードファイト!! ヴァンガード』初代）
  - Smash Up!! （椎名へきる ； 『カードファイト!! ヴァンガード』2代目）
  - DREAM SHOOTER （Sea☆A ； 『カードファイト!! ヴァンガード』3代目）
  - Starting Again （佐咲紗花 ； 『カードファイト!! ヴァンガード』4代目）
  - 泣き虫TREASURES （ミルキィホームズ ； 『カードファイト!! ヴァンガード』5代目）
  - 情熱イズム （凛 ； 『カードファイト!! ヴァンガード アジアサーキット編』初代）
  - Fighting Growing Diary （麻生夏子 ； 『カードファイト!! ヴァンガード アジアサーキット編』2代目）
  - エントリー! （Sea☆A ； 『カードファイト!! ヴァンガード アジアサーキット編』3代目）
  - ENDLESS☆FIGHTER （ウルトラレア[3] ； 『カードファイト!! ヴァンガード リンクジョーカー編』初代）
  - ユメユメエキスプレス （ミルキィホームズ ； 『カードファイト!! ヴァンガード リンクジョーカー編』2代目）
  - Ride on fight! （ミサキ（橘田いずみ）&コーリン（三森すずこ） ； 『カードファイト!! ヴァンガード リンクジョーカー編』3代目）
  - Fly away -大空へ- （Suara ； 『カードファイト!! ヴァンガード リンクジョーカー編』4代目）
  - Get Up （FAKY ； 『カードファイト!! ヴァンガード レギオンメイト編』初代）
  - Get back yourself （CERASUS ； 『カードファイト!! ヴァンガード レギオンメイト編』2代目）
  - だから元気 for YOU （戸倉ミサキ（橘田いずみ） ； 『カードファイト!! ヴァンガードG』初代）
  - NEXT PHASE （新田恵海 ； 『カードファイト!! ヴァンガードG』2代目）
  - flower （中ノ森文子 ； 『カードファイト!! ヴァンガードG』3代目）
  - メクルメク勇気! （STARMARIE ； 『カードファイト!! ヴァンガードG』4代目）
  - Don't Look Back （ラミーラビリンス[4] ； 『カードファイト!! ヴァンガードG ギアークライシス編』）
  - ハイタッチ☆メモリー （小倉唯 ； 『カードファイト!! ヴァンガードG ストライドゲート編』初代）
  - Promise You!! （ゆいかおり ； 『カードファイト!! ヴァンガードG ストライドゲート編』2代目）
  - Wing of Image （ラミーラビリンス ； 『カードファイト!! ヴァンガードG NEXT』初代）
  - Are you ready to FIGHT （Raychell ；  『カードファイト!! ヴァンガードG NEXT』2代目）
  - Pleasure Stride （ミルキィホームズ ； 『カードファイト!! ヴァンガードG NEXT』3代目）
  - ナツニナレ! （STARMARIE ； 『カードファイト!! ヴァンガードG NEXT』4代目）
  - -HEROIC ADVENT- （Roselia ； 『カードファイト!! ヴァンガードG Z』）
  - GIFT from THE FIGHT!! （先導アイチ（代永翼）、櫂トシキ（佐藤拓也） ； 『カードファイト!! ヴァンガード（2018年版）』初代）
  - Triangle Message （先導アイチ（代永翼）、櫂トシキ（佐藤拓也）、雀ヶ森レン（阿部敦） ； 『カードファイト!! ヴァンガード（2018年版）』2代目）
- 革命機ヴァルヴレイヴ
  - 僕じゃない （angela ； 『革命機ヴァルヴレイヴ』初代）
  - そばにいるよ （ELISA ； 『革命機ヴァルヴレイヴ』2代目）
  - REALISM （ELISA ； 『革命機ヴァルヴレイヴ』2nd Season 初代）
  - 赤いメモリーズをあなたに （かなでももこ ； 『革命機ヴァルヴレイヴ』2nd Season 2代目）
- かみさまみならい ヒミツのここたま
  - ここんぽいぽいここったま!（メロリーとここたまファイブ[5] ； 『かみさまみならい ヒミツのここたま』初代）
  - こころだいすきここったま!（こころ（本渡楓）、ラキたま（潘めぐみ） ； 『かみさまみならい ヒミツのここたま』2代目）
  - うたおう♪ここったまーち!（こころ（本渡楓）　with ここたま9+ライチ[6]； 『かみさまみならい ヒミツのここたま』3代目）
  - いこうよ!ここたま界!!（ラキたま（潘めぐみ）、メロリー（豊崎愛生）、カンナ（藤田咲）； 『かみさまみならい ヒミツのここたま』4代目）
- 神のみぞ知るセカイ
  - コイノシルシ
    - 神のみぞ知り隊 feat. 高原歩美 starring 竹達彩奈 ； 『神のみぞ知るセカイ』初代）
    - 神のみぞ知り隊 feat. 青山美生 starring 悠木碧 ； 『神のみぞ知るセカイ』2代目）
    - 神のみぞ知り隊 feat. 中川かのん starring 東山奈央 ； 『神のみぞ知るセカイ』3代目）
    - 神のみぞ知り隊 feat. 汐宮栞 starring 花澤香菜 ； 『神のみぞ知るセカイ』4代目）
- 学園黙示録 HIGHSCHOOL OF THE DEAD
  - 君と太陽が沈んだ日 （黒崎真音 ； 『学園黙示録 HIGHSCHOOL OF THE DEAD』初代）
  - color me dark （黒崎真音 ； 『学園黙示録 HIGHSCHOOL OF THE DEAD』3代目）
  - Return to Destiny （黒崎真音 ； 『学園黙示録 HIGHSCHOOL OF THE DEAD』4代目）
  - cold bullet blues （黒崎真音 ； 『学園黙示録 HIGHSCHOOL OF THE DEAD』5代目）
  - Memories days gone by （黒崎真音 ； 『学園黙示録 HIGHSCHOOL OF THE DEAD』6代目）
  - Under The Honey Shine （黒崎真音 ； 『学園黙示録 HIGHSCHOOL OF THE DEAD』7代目）
  - fuss fuzz （黒崎真音 ； 『学園黙示録 HIGHSCHOOL OF THE DEAD』8代目）
  - The place of hope （黒崎真音 ； 『学園黙示録 HIGHSCHOOL OF THE DEAD』9代目）
  - 宝石のスパイ （黒崎真音 ； 『学園黙示録 HIGHSCHOOL OF THE DEAD』10代目）
  - THE last pain （黒崎真音 ； 『学園黙示録 HIGHSCHOOL OF THE DEAD』11代目）
  - Hollow Men（黒崎真音 ； 『学園黙示録 HIGHSCHOOL OF THE DEAD』12代目）
  - The Eternal Song（黒崎真音 ； 『学園黙示録 HIGHSCHOOL OF THE DEAD』12代目）
- 刀語
  - 誰そ彼の月華 （妖精帝國 ； 『刀語』初代）
  - Refulgence （少女病 ； 『刀語』2代目）
  - 千本千女の刃毬唄 （畑亜貴 ； 『刀語』3代目）
  - 虚無の華 （霜月はるか ； 『刀語』4代目）
  - 愛と誠 （とがめ（田村ゆかり） ； 『刀語』5代目）
  - 雪ノ女（ALI PROJECT ； 『刀語』6代目）
  - 迷い子さがし（鑢七実（中原麻衣） ； 『刀語』7代目）
  - からくり眠り談（のみこ ； 『刀語』8代目）
  - 証 （Annabel ； 『刀語』9代目）
  - 否、と姫は全てを語らず （否定姫（戸松遥） ； 『刀語』10代目）
  - 亡霊達よ、野望の果てに眠れ （飛蘭 ； 『刀語』11代目）
  - 時すでに始まりを刻む （栗林みな実 ； 『刀語』12代目）
- ガンダムビルドファイターズ
  - Imagination > Reality （AiRI ； 『ガンダムビルドファイターズ』初代）
  - 半パン魂 （ヒャダイン ； 『ガンダムビルドファイターズ』2代目）
  - アメイジング ザ ワールド （SCREEN mode ； 『ガンダムビルドファイターズトライ』初代）
  - 迷々コンパスはいらない （StylipS ； 『ガンダムビルドファイターズトライ』2代目）
- kiss×sis 
  - 星空物語 （高橋菜々 ； 『kiss×sis』OAD版）
  - Our Steady Boy （ゆいかおり ； 『kiss×sis』TV版）
- 機動戦士ガンダムAGE
  - 君の中の英雄 （栗林みな実 ； 『機動戦士ガンダムAGE』フリット編）
  - My World （SPYAIR ； 『機動戦士ガンダムAGE』アセム編）
  - WHITE justice （飛蘭 ； 『機動戦士ガンダムAGE』キオ編）
  - forget-me-not 〜ワスレナグサ〜 （FLOWER ； 『機動戦士ガンダムAGE』三世代編）
- 機動戦士ガンダム 鉄血のオルフェンズ
  - オルフェンズの涙 （MISIA ； 『機動戦士ガンダム 鉄血のオルフェンズ』第1期・初代）
  - STEEL-鉄血の絆- （TRUE ； 『機動戦士ガンダム 鉄血のオルフェンズ』第1期・2代目）
  - 少年の果て （GRANRODEO ； 『機動戦士ガンダム 鉄血のオルフェンズ』第2期・初代）
  - フリージア （Uru ； 『機動戦士ガンダム 鉄血のオルフェンズ』第2期・2代目）
- キャプテン・アース
  - アメジスト （HANA star. 茅野愛衣 ； 『キャプテン・アース』初代）
  - The Glory Days （Tia ； 『キャプテン・アース』2代目）
  - 夜明けのひとりごと （HANA star. 茅野愛衣 ； 『キャプテン・アース』第25話）
- 逆境無頼カイジ
  - 負け犬たちのレクイエム（白竜 ； 『逆境無頼カイジ (第1期)』）
  - CからはじまるABC（忘れらんねえよ ； 『逆境無頼カイジ 破戒録篇』第1話 - 第19話）
  - 未来は僕等の手の中（カイジwithレッどぼんチリーず ； 『逆境無頼カイジ 破戒録篇』第26話）
- 境界線上のホライゾン
  - Pieces （AiRI ； 『境界線上のホライゾン』 -Side Ariadust-）
  - Stardust Melodia（Ceui ； 『境界線上のホライゾン』 -Side Horizon-）
  - 悲しみは誰の願いでもない （結城アイラ ； 『境界線上のホライゾンII』 -Side SunSet-）
  - ソラノウタ （奥井雅美 ； 『境界線上のホライゾンII』 -Side SunRise-）
- キルラキル
  - ごめんね、いいコじゃいられない。（沢井美空 ； 『キルラキル』初代）
  - 新世界交響楽（さよならポニーテール ； 『キルラキル』2代目）
- きんいろモザイク
  - Your Voice（Rhodanthe* （大宮忍（西明日香）、アリス・カータレット（田中真奈美）、九条カレン（東山奈央）、猪熊陽子（内山夕実）、小路綾（種田梨沙）） ； 『きんいろモザイク』）
  - My Best Friends（Rhodanthe* ； 『ハロー!!きんいろモザイク』）
- 銀魂
  - サヨナラの空 （Qwai ； 『銀魂』16代目）
  - 僕たちの季節 （DOES ； 『よりぬき銀魂さん』初代）
  - WAVE （Vijandeux ； 『よりぬき銀魂さん』2代目）
- グリザイアの果実
  - Eden's Song（はな ； 『グリザイアの果実』第2話）
  - あなたの愛した世界（南條愛乃 ； 『グリザイアの果実』第3話, 第6話）
  - SKIP（茶太 ； 『グリザイアの果実』第5話）
  - Rainy veil（やなぎなぎ ； 『グリザイアの果実』第10話 - 第12話）
  - 創世のタナトス（飛蘭 ； 『グリザイアの果実』第13話）
- グリザイアの楽園
  - 黄昏のスタアライト（南條愛乃 ； 『グリザイアの楽園』カプリスの繭編）
  - きみを探しに（南條愛乃 ； 『グリザイアの楽園』ブランエールの種編）
- 黒子のバスケ
  - Start it right away（ヒャダイン ； 『黒子のバスケ』第1期・初代）
  - カタルリズム（OLDCODEX ； 『黒子のバスケ』第1期・2代目）
  - WALK（OLDCODEX ； 『黒子のバスケ』第2期・初代）
  - FANTASTIC TUNE（小野賢章 ； 『黒子のバスケ』第2期・2代目）
  - GLITTER DAYS（Fo'xTails ； 『黒子のバスケ』第3期・初代）
  - アンビバレンス（SCREEN mode ； 『黒子のバスケ』第3期・2代目）
  - Lantana（OLDCODEX ； 『黒子のバスケ』第3期・3代目）
- 黒執事
  - Bird（松下優也 ； 『黒執事II』）
  - 蒼き月満ちて（AKIRA ； 『黒執事 Book of Circus』）
- クロスアンジュ 天使と竜の輪舞
  - 凛麗（喜多村英梨 ； 『クロスアンジュ 天使と竜の輪舞』初代）
  - 終末のラブソング（水樹奈々 ； 『クロスアンジュ 天使と竜の輪舞』2代目）
- K
  - 冷たい部屋、一人 （小松未可子  ； 『K』）
  - 解 （カスタマイZ  ； 『K RETURN OF KINGS』）
- けいおん!!
  - Listen!! （放課後ティータイム ； 『けいおん!!』初代）
  - NO,Thank You! （放課後ティータイム ； 『けいおん!!』2代目）
- 血界戦線
  - シュガーソングとビターステップ（UNISON SQUARE GARDEN ；  『血界戦線』）
  - ステップアップLOVE （岡村靖幸×DAOKO ； 『血界戦線 & BEYOND』）
- ゴールデンタイム
  - Sweet & Sweet CHERRY（堀江由衣 ； 『ゴールデンタイム』初代）
  - 半永久的に愛してよ♡（堀江由衣 ； 『ゴールデンタイム』2代目）
- ご注文はうさぎですか？
  - ぽっぴんジャンプ♪ （チマメ隊（水瀬いのり、徳井青空、村川梨衣） ； 『ご注文はうさぎですか?』）
  - ときめきポポロン♪ （チマメ隊（水瀬いのり、徳井青空、村川梨衣） ； 『ご注文はうさぎですか??』）
- コメット・ルシファー
  - おしえてブルースカイ （大橋彩香 ； 『コメット・ルシファー』第1話 - 第4話）
  - evolve （TRUE ； 『コメット・ルシファー』第5話）
  - 裸足のままでもこわくない （大橋彩香 ； 『コメット・ルシファー』第6話 - 第8話）
  - 追憶のかなた （fhána ； 『コメット・ルシファー』第9話）
  - ヒトツニナリタイ （大橋彩香 ； 『コメット・ルシファー』第10話 - 第12話）
- これはゾンビですか？
  - 気づいてゾンビさま、私はクラスメイトです（山口理恵 with manzo ； 『これはゾンビですか?』）
  - 恋のビギナーなんです (T_T)（山口理恵 ； 『これはゾンビですか? オブ・ザ・デッド』）

### さ行
- サーバント×サービス
  - ハチミツ時間（どき）
    - 山神ルーシー（略）（茅野愛衣） ； 『サーバント×サービス』初代）
    - 三好紗耶（中原麻衣） ； 『サーバント×サービス』2代目）
    - 千早恵（豊崎愛生） ； 『サーバント×サービス』3代目）
- 冴えない彼女の育てかた
  - カラフル。 （沢井美空 ； 『冴えない彼女の育てかた』）
  - 桜色ダイアリー （妄想キャリブレーション ； 『冴えない彼女の育てかた♭』）
- 咲-Saki-阿知賀編 episode of side-A
  - Square Panic Serenade （高鴨穏乃（悠木碧）、新子憧（東山奈央）、松実玄（花澤香菜）、松実宥（MAKO）、鷺森灼（内山夕実） ； 『咲-Saki- 阿知賀編 episode of side-A』初代）
  - Futuristic Player （橋本みゆき ； 『咲-Saki-阿知賀編 episode of side-A』2代目）
- さくら荘のペットな彼女
  - DAYS of DASH （鈴木このみ ； 『さくら荘のペットな彼女』初代）※最終話のEDにおいても使用
  - Prime number 〜君と出会える日〜 （大倉明日香 ； 『さくら荘のペットな彼女』2代目）
- C3 -シーキューブ-
  - 雪華 （喜多村英梨 ； 『C3 -シーキューブ-』初代）
  - Sympathy of Love （田村ゆかり ； 『C3 -シーキューブ-』2代目）
- シドニアの騎士
  - 掌 -show- （喜多村英梨 ； 『シドニアの騎士』）
  - 鎮魂歌 -レクイエム- （カスタマイZ ； 『シドニアの騎士 第九惑星戦役』）
- 灼眼のシャナIII
  - I'll believe （ALTIMA ； 『灼眼のシャナIII』初代）
  - ONE （ALTIMA ； 『灼眼のシャナIII』2代目）
- 12歳。〜ちっちゃなムネのトキメキ〜
  - Cotona MODE（A応P ； 『12歳。〜ちっちゃなムネのトキメキ〜』第1期）
  - 勇気のつばさ（Machico ； 『12歳。〜ちっちゃなムネのトキメキ〜』第2期）
- 少年ハリウッド
  - ハリウッドルール1・2・5（少年ハリウッド[7] ； 『少年ハリウッド』第1話）
  - 子鹿のくつ（風見颯（逢坂良太） ； 『少年ハリウッド』第2話）
  - 運気上昇イエローパンチ（富井大樹（蒼井翔太） ； 『少年ハリウッド』第3話）
  - Life and death（カスタマイZ ； 『少年ハリウッド』第4話）
  - エアボーイズ（少年ハリウッド[7] ； 『少年ハリウッド』第5話）
  - マジでJIN JIN（風見颯（逢坂良太）・甘木生馬（柿原徹也） ； 『少年ハリウッド』第6話）
  - ハロー世界 popcorn ver.（少年ハリウッド[7] ； 『少年ハリウッド』第7話）
  - 永遠 never ever Bitter chocolate ver.（舞山春（小野賢章） ； 『少年ハリウッド』第8話）
  - うたいたい歌（カスタマイZ ； 『少年ハリウッド』第9話）
  - 赤い箱のクラッカー 〜Let's Party〜（佐伯希星（山下大輝）、富井大樹（蒼井翔太）、舞山春（小野賢章） ； 『少年ハリウッド』第11話）
  - ハロー世界（少年ハリウッド[7] ； 『少年ハリウッド』第13話）
- SHOW BY ROCK!!
  - Have a nice MUSIC!!（プラズマジカ ； 『SHOW BY ROCK!!』）
  - My Song is YOU !!（プラズマジカ ； 『SHOW BY ROCK!!＃』）
- ジョジョの奇妙な冒険
  - ROUNDABOUT（YES ； 『ジョジョの奇妙な冒険』）
  - Walk Like an Egyptian（The Bangles ； 『ジョジョの奇妙な冒険 スターダストクルセイダース』第3話 - 第7話、第9話、第11話 - 第24話）
  - Last Train Home（Pat Metheny Group ； 『ジョジョの奇妙な冒険 スターダストクルセイダース』第25話 - 第26話、第28話 - 第35話、第38話 - 第40話）
  - アク役◇協奏曲〜オインゴとボインゴ〜（オインゴ（保村真）、ボインゴ（くまいもとこ） ； 『ジョジョの奇妙な冒険 スターダストクルセイダース』第27話）
  - アク役◇協奏曲〜ホル・ホースとボインゴ〜（ホル・ホース（木内秀信）、ボインゴ（くまいもとこ） ； 『ジョジョの奇妙な冒険 スターダストクルセイダース』第36話・第37話）
- SHIROBAKO
  - COLORFUL BOX（石田燿子 ； 『SHIROBAKO』第1話）
  - Animetic Love Letter（宮森あおい（木村珠莉）、安原絵麻（佳村はるか）、坂木しずか（千菅春香） ； 『SHIROBAKO』第2話-）
- 進撃の巨人
  - 美しき残酷な世界 （日笠陽子 ； 『進撃の巨人』初代）
  - great escape （cinema staff ； 『進撃の巨人』2代目）
- 神撃のバハムート GENESIS
  - Promised Land（清水理沙 ； 『神撃のバハムート GENESIS』第2話 - 第11話）
  - EXiSTENCE（SiM ； 『神撃のバハムート GENESIS』第12話）
- 侵略!イカ娘
  - メタメリズム （伊藤かな恵 ； 『侵略!イカ娘』）
  - 君を知ること （イカ娘（金元寿子） ； 『侵略!?イカ娘』）
- スーパーロボット大戦OG -ジ・インスペクター-
  - 僕らの自由 （美郷あき ； 『スーパーロボット大戦OG -ジ・インスペクター-』初代）
  - 最後の旅 （美郷あき ； 『スーパーロボット大戦OG -ジ・インスペクター-』2代目）
- SKET DANCE
  - Comic Sonic （the pillows ； 『SKET DANCE』初代）
  - クローバー （The Sketchbook ； 『SKET DANCE』2代目）
  - ミルクとチョコレート （ChocoLe ； 『SKET DANCE』3代目）
  - パーリー!ハレルヤ! （SKET ROCK【藤崎佑助（吉野裕行）、椿佐介（下野紘）、笛吹和義（杉田智和）、安形惣司郎（関智一）】 ； 『SKET DANCE』4代目）
- ストライク・ザ・ブラッド
  - Strike my soul（井口裕香 ； 『ストライク・ザ・ブラッド』初代）
  - signal（分島花音 ； 『ストライク・ザ・ブラッド』2代目）
- スペース☆ダンディ
  - X次元へようこそ（やくしまるえつこ ； 『スペース☆ダンディ』第1話-第19話、第24話）
  - かんちがいロンリーナイト（DROPKIX（諏訪部順一） ； 『スペース☆ダンディ』第20話）
  - スペース☆ダンディ（ZEN-LA-ROCK feat. 嫁入りランド ； 『スペース☆ダンディ』第22話）
  - SPACE FUN CLUB（ZEN-LA-ROCK feat. ロボ宙 ； 『スペース☆ダンディ』第26話）
- 星刻の竜騎士
  - MOST以上の"MOSTEST" （ver.1） （エーコ（伊瀬茉莉也）、シルヴィア（佐倉綾音）、レベッカ（井上麻里奈） ； 『星刻の竜騎士』初代）
  - MOST以上の"MOSTEST" （ver.2） （アーニャ（下田麻美）、ジェシカ・ヴァレンタイン（花澤香菜）、ルッカ・サーリネン（大亀あすか） ； 『星刻の竜騎士』2代目）
  - MOST以上の"MOSTEST" （ver.3） （エーコ（伊瀬茉莉也）、シルヴィア（佐倉綾音）、レベッカ（井上麻里奈）、アーニャ（下田麻美）、ジェシカ・ヴァレンタイン（花澤香菜）、ルッカ・サーリネン（大亀あすか） ； 『星刻の竜騎士』最終話）
- 聖痕のクェイサー
  - Passionate squall （織部まふゆ（藤村歩）、山辺燈（豊崎愛生）、テレサ・ベリア（茅原実里）、カーチャ（平野綾）、桂木華（日笠陽子） ； 『聖痕のクェイサー』）
  - Wishes Hypocrites （織部まふゆ（藤村歩）、山辺燈（豊崎愛生）、テレサ・ベリア（茅原実里）、カーチャ（平野綾）、桂木華（日笠陽子）； 『聖痕のクェイサーII』）
- 生徒会役員共
  - 蒼い春 （angela ； 『生徒会役員共』）
  - ミライナイト（佐藤聡美 ； 『生徒会役員共＊』）
- 戦姫絶唱シンフォギア
  - Meteor Light （高垣彩陽 ； 『戦姫絶唱シンフォギア』）
  - Next Destination （高垣彩陽 ； 『戦姫絶唱シンフォギアG』）
  - Rebirth-day （高垣彩陽 ； 『戦姫絶唱シンフォギアGX』）
  - Futurism （高垣彩陽 ； 『戦姫絶唱シンフォギアAXZ』）
  - Lasting Song （高垣彩陽 ； 『戦姫絶唱シンフォギアXV』）
- 閃乱カグラ
  - Fighting Dreamer （飛鳥（原田ひとみ）、斑鳩（今井麻美）、葛城（小林ゆう）、柳生（水橋かおり）、雲雀（井口裕香） ； 『閃乱カグラ』初代）
  - 疾走論 （焔（喜多村英梨）、詠（茅野愛衣）、日影（白石涼子）、未来（後藤沙緒里）、春花（豊口めぐみ） ； 『閃乱カグラ』2代目）
- ゾイドワイルド
  - 少年の僕へ （PENGUIN RESEARCH ； 『ゾイドワイルド』初代）
  - blue moon （中川翔子 ； 『ゾイドワイルド』2代目）
  - スピードアップ（noovy ； 『ゾイドワイルド』3代目）
  - best friends （スフィア ； 『ゾイドワイルド』4代目）
- ソウルイーター
  - 碧の香り （牧野由依 ； 『ソウルイーター リピートショー』初代）
  - ノーザンライツ （HOW MERRY MARRY ； 『ソウルイーター リピートショー』2代目）
- ソードアート・オンライン
  - ユメセカイ （戸松遥 ； 『ソードアート・オンライン』アインクラッド編）
  - Overfly （春奈るな ； 『ソードアート・オンライン』フェアリィ・ダンス編）
  - 虹の音 （藍井エイル ； 『ソードアート・オンライン Extra Edition』）
  - Startear （春奈るな ； 『ソードアート・オンラインII』ファントム・バレット編）
  - No More Time Machine （LiSA ； 『ソードアート・オンラインII』キャリバー編）
  - シルシ （LiSA ； 『ソードアート・オンラインII』マザーズ・ロザリオ編）
  - アイリス （藍井エイル ； 『ソードアート・オンライン アリシゼーション』アリシゼーション・ビギニング編）
  - forget-me-not （ReoNa ； 『ソードアート・オンライン アリシゼーション』アリシゼーション・ライジング / ユナイティング編）
  - 虹の彼方に （ReoNa ； 『ソードアート・オンライン アリシゼーション』第19話）
  - unlasting （LiSA ； 『ソードアート・オンライン War of Underworld』前半クール）

### た行
- TIGER & BUNNY
  - 星のすみか （藍坊主 ； 『TIGER & BUNNY』初代）
  - マインドゲーム （珠妃 ； 『TIGER & BUNNY』2代目）
- D.C.III 〜ダ・カーポIII〜
  - 会いたいよ （yozuca* ； 『D.C.III 〜ダ・カーポIII〜』第1話および第10話～13話）
  - メグル （CooRie ； 『D.C.III 〜ダ・カーポIII〜』第2話～5話および第7話・8話・9話）
  - REFLECTION （森園立夏（新田恵海） ； 『D.C.III 〜ダ・カーポIII〜』第6話）
- 断裁分離のクライムエッジ
  - 硝子の三日月 （武者小路祝（小岩井ことり） ； 『断裁分離のクライムエッジ』第1話、第6話、第13話ED）
  - 君と二人 （YURI*KARI（高橋花林、遠藤ゆりか） ； 『断裁分離のクライムエッジ』メインエンディングテーマ）
- 『ダンジョンに出会いを求めるのは間違っているだろうか』シリーズ
  - RIGHT LIGHT RISE（分島花音 ； 『ダンジョンに出会いを求めるのは間違っているだろうか』）
  - day by day（鹿乃 ； 『ソード・オラトリア ダンジョンに出会いを求めるのは間違っているだろうか外伝』）
  - ささやかな祝祭（sora tob sakana ； 『ダンジョンに出会いを求めるのは間違っているだろうかII』）
- 中二病でも恋がしたい!
  - INSIDE IDENTITY （Black Raison d'être [ 小鳥遊六花（内田真礼）、丹生谷森夏（赤﨑千夏）、五月七日くみん（浅倉杏美）、凸守早苗（上坂すみれ）] ； 『中二病でも恋がしたい!』）
  - Van!shment Th!s World （Black Raison d'être [ 小鳥遊六花（内田真礼）、丹生谷森夏（赤﨑千夏）、五月七日くみん（浅倉杏美）、凸守早苗（上坂すみれ）] ； 『中二病でも恋がしたい!戀』）
- デュラララ!!
  - Trust Me （松下優也 ； 『デュラララ!!』初代）
  - Butterfly（ON/OFF ； 『デュラララ!!』2代目）
  - NEVER SAY NEVER（THREE LIGHTS DOWN KINGS ； 『デュラララ!!×2 承』）
- 伝説の勇者の伝説
  - Truth Of My Destiny （Ceui ； 『伝説の勇者の伝説』初代）
  - 光のフィルメント（高垣彩陽 ； 『伝説の勇者の伝説』2代目）
- とある科学の超電磁砲S
  - Grow Slowly （井口裕香 ； 『とある科学の超電磁砲S』初代）
  - リンクス （三澤紗千香 ； 『とある科学の超電磁砲S』2代目）
- とある魔術の禁書目録
  - Magic∞world （黒崎真音 ； 『とある魔術の禁書目録II』初代）
  - メモリーズ・ラスト （黒崎真音 ； 『とある魔術の禁書目録II』2代目）
  - 革命前夜 （井口裕香 ； 『とある魔術の禁書目録III』初代）
  - 終わらない歌 （井口裕香 ； 『とある魔術の禁書目録III』2代目）
- 東京喰種トーキョーグール
  - 聖者たち（People In The Box ； 『東京喰種トーキョーグール』第2話 - 第11話）
  - 季節は次々死んでいく（amazarashi ； 『東京喰種トーキョーグール√A』）
- 東京レイヴンズ
  - 君が笑む夕暮れ（南條愛乃 ； 『東京レイヴンズ』初代）
  - Break a spell（川田まみ ； 『東京レイヴンズ』2代目）
- DOG DAYS
  - PRESENTER （堀江由衣 ； 『DOG DAYS』）
  - 夏の約束 （堀江由衣 ； 『DOG DAYS'』）
  - Stay With Me （堀江由衣 ； 『DOG DAYS"』）
- ドラゴンボール改
  - 心の羽根 （チームドラゴン from AKB48 ； 『ドラゴンボール改』第1期2代目）
  - 拝啓、ツラツストラ （グッドモーニングアメリカ ； 『ドラゴンボール改』第2期初代）
  - 純情 （家入レオ ； 『ドラゴンボール改』第2期2代目）
- 『To LOVEる -とらぶる-』シリーズ
  - Baby Baby Love （戸松遥 ； 『もっとTo LOVEる -とらぶる-』）
  - ファールプレーにくらり （分島花音 ； 『To LOVEる -とらぶる- ダークネス』）
- トリコ
  - SATISFACTION （FTISLAND ； 『トリコ』初代）
  - DELI-DELI☆DELICIOUS （Sea☆A ； 『トリコ』2代目）
  - サブリナ （家入レオ ； 『トリコ』3代目）
  - LOVE CHASE （山下智久 ； 『トリコ』4代目）
  - サンバ de トリコ!!! （ヒャダイン ； 『トリコ』5代目）
  - Lovely Fruit （水樹奈々 ； 『トリコ』6代目）

### な行
- 凪のあすから
  - アクアテラリウム（やなぎなぎ ； 『凪のあすから』初代）
  - 三つ葉の結びめ（やなぎなぎ ； 『凪のあすから』2代目）
- 夏目友人帳
  - 君ノカケラ feat 宮本笑里 （中孝介 ； 『夏目友人帳 参』）
  - たからもの （河野マリナ ； 『夏目友人帳 肆』）
- 七つの大罪
  - 7 -seven- （FLOW×GRANRODEO ； 『七つの大罪』初代）
  - Season （瀧川ありさ ； 『七つの大罪』2代目）
  - 色褪せない瞳 （瀧川ありさ ； 『七つの大罪 聖戦の予兆』）
  - beautiful （Anly ； 『七つの大罪 戒めの復活』初代）
  - 誓い （雨宮天 ； 『七つの大罪 戒めの復活』2代目）
  - Regeneration （雨宮天 ； 『七つの大罪 神々の逆鱗』初代）
  - Good day （足立佳奈 ； 『七つの大罪 神々の逆鱗』2代目）
- NARUTO -ナルト-
  - For You （AZU ； 『NARUTO -ナルト- 疾風伝』12代目）
  - 自転車 （オレスカバンド ； 『NARUTO -ナルト- 疾風伝』13代目）
  - うたかた花火 （supercell ； 『NARUTO -ナルト- 疾風伝』14代目）
  - U can do it! （DOMINO ； 『NARUTO -ナルト- 疾風伝』15代目）
  - 真夜中のオーケストラ （Aqua Timez ； 『NARUTO -ナルト- 疾風伝』16代目）
  - FREEDOM （HOME MADE 家族 ； 『NARUTO -ナルト- 疾風伝』17代目）
  - 欲望を叫べ!!!! （OKAMOTO'S ； 『NARUTO -ナルト- 疾風伝』18代目）
  - Place to Try （TOTALFAT ； 『NARUTO -ナルト- 疾風伝』19代目）
  - バイマイサイド （Hemenway ； 『NARUTO -ナルト- 疾風伝』20代目）
  - カスケード （UNLIMITS ； 『NARUTO -ナルト- 疾風伝』21代目）
- NARUTO -ナルト- SD ロック・リーの青春フルパワー忍伝
  - Twinkle Twinkle （Secret ； 『NARUTO -ナルト- SD ロック・リーの青春フルパワー忍伝』初代）
  - Go!Go!Here We Go!ロック・リー （私立恵比寿中学 ； 『NARUTO -ナルト- SD ロック・リーの青春フルパワー忍伝』2代目）
- 日常[8]
  - Zzz （佐咲紗花 ； 『日常』初代）
  - Zzz ボサノヴァバージョン （佐咲紗花 ； 『日常』2代目）
  - Zzz ア・カペラバージョン（佐咲紗花 ； 『日常』3代目）
- ぬらりひょんの孫
  - Sparky☆Start （片手☆SIZE（家長カナ（平野綾）、雪女（堀江由衣）、花開院ゆら（前田愛） ； 『ぬらりひょんの孫』初代）
  - Symphonic☆Dream （片手☆SIZE（家長カナ（平野綾）、雪女（堀江由衣）、花開院ゆら（前田愛） ； 『ぬらりひょんの孫』2代目）
- ノイタミナ
  - 風と丘のバラード （Real Paradis with のだめオーケストラ ； 『のだめカンタービレ フィナーレ』）
  - 神様のいうとおり （いしわたり淳治&砂原良徳+やくしまるえつこ ； 『四畳半神話大系』）
  - all I need is... （Rake ； 『さらい屋 五葉』）
  - walkの約束 （nangi ； 『屍鬼』初代）
  - 月下麗人 （nangi ； 『屍鬼』2代目）
  - きみのキレイに気づいておくれ （サンボマスター ； 『海月姫』）
  - Down By The Salley Gardens （AZUMA HITOMI ； 『フラクタル』初代・3代目）
  - サリーガーデン （AZUMA HITOMI ； 『フラクタル』2代目）
  - For You （Rie fu ； 『放浪息子』）
  - RPG （School Food Punishment ； 『C』）
  - secret base 〜君がくれたもの〜（10 years after Ver.） （本間芽衣子（茅野愛衣）、安城鳴子（戸松遥）、鶴見知利子（早見沙織） ； 『あの日見た花の名前を僕達はまだ知らない。』）
  - High High High （カサリンチュ ； 『うさぎドロップ』）
  - 六等星の夜 （Aimer ； 『NO.6』）
  - Fantasy （LAMA ； 『UN-GO』）
  - Departures 〜あなたにおくるアイの歌〜 （EGOIST ； 『ギルティクラウン』初代）
  - 告白 （supercell ； 『ギルティクラウン』2代目）
  - 僕らのあしあと （supercell ； 『ブラック★ロックシューター』）
  - アルタイル （秦基博 meets 坂道のアポロン ； 『坂道のアポロン』）
  - 空も飛べるはず （さよならポニーテール ； 『つり球』）
  - サイキン （ひいらぎ ； 『もやしもん リターンズ』）
  - あなたに出会わなければ 〜夏雪冬花〜 （Aimer ； 『夏雪ランデブー』）
  - 名前のない怪物 （EGOIST ； 『PSYCHO-PASS サイコパス』）
  - 海風のブレイブ （fumika ； 『ROBOTICS;NOTES』）
- ノラガミ
  - ハートリアライズ（Tia ； 『ノラガミ』）
  - ニルバナ（Tia ； 『ノラガミ ARAGOTO』）
- のんのんびより
  - のんのん日和（宮内れんげ（小岩井ことり）、一条蛍（村川梨衣）、越谷夏海（佐倉綾音）、越谷小鞠（阿澄佳奈） ； 『のんのんびより』）
  - おかえり（宮内れんげ（小岩井ことり）、一条蛍（村川梨衣）、越谷夏海（佐倉綾音）、越谷小鞠（阿澄佳奈） ； 『のんのんびより りぴーと』）

### は行
- ハイキュー!!
  - 天地ガエシ （NICO Touches the Walls ； 『ハイキュー!!』初代）
  - LEO （tacica ； 『ハイキュー!!』2代目）
  - クライマー （Galileo Galilei ； 『ハイキュー!! セカンドシーズン』初代）
  - 発熱 （tacica ； 『ハイキュー!! セカンドシーズン』2代目）
  - マシ・マシ （NICO Touches the Walls ； 『ハイキュー!! 烏野高校 VS 白鳥沢学園高校』）
- ハイスクールD×D
  - STUDY×STUDY （StylipS ； 『ハイスクールD×D』）
  - 方程式は答えない （オカルト研究部ガールズ [ リアス・グレモリー（日笠陽子）、姫島朱乃（伊藤静）、アーシア・アルジェント（浅倉杏美）、塔城小猫（竹達彩奈）] ； 『ハイスクールD×D NEW』月光校庭のエクスカリバー）
  - らぶりぃ♥でびる （オカルト研究部ガールズ [ リアス・グレモリー（日笠陽子）、姫島朱乃（伊藤静）、アーシア・アルジェント（浅倉杏美）、塔城小猫（竹達彩奈）、ゼノヴィア（種田梨沙）、ギャスパー・ヴラディ（佐倉綾音）] ； 『ハイスクールD×D NEW』停止教室のヴァンパイア）
  - ギブミー・シークレット（StylipS ； 『ハイスクールD×D BorN』）
- 這いよれ! ニャル子さん
  - ずっと Be with you （RAMMに這いよるニャル子さん（阿澄佳奈） ； 『這いよれ! ニャル子さん』メインエンディング曲）
  - 禍々しくも聖なるかな（後ろから這いより隊 ； 『這いよれ! ニャル子さん』最終話）
  - よってS.O.S（RAMMに這いよるニャル子さん（阿澄佳奈） ； 『這いよれ! ニャル子さんW』メインエンディング曲）
  - Wonderナンダ?片思い（RAMMに這いよる邪神さん（阿澄佳奈、松来未祐、釘宮理恵） ； 『這いよれ! ニャル子さんW』第3話及び第8話）
  - 嫌いなワケLychee（RAMMに這いよる珠緒さん（大坪由佳） ； 『這いよれ! ニャル子さんW』第4話及び第7話）
  - Sister, Friend, Lover（RAMMに這いよるクー子さん（松来未祐）とクー音さん（柚木涼香） ； 『這いよれ! ニャル子さんW』第5話及び第9話）
  - 「愛クルセイダース†ストライバー（RAMMに這いよる真尋さん（喜多村英梨）と余市さん（羽多野渉） ； 『這いよれ! ニャル子さんW』第10話）
  - キミのとなりで（RAMMに這いよるニャル子さん（阿澄佳奈） ； 『這いよれ! ニャル子さんW』最終話）
- バカとテストと召喚獣
  - バカ・ゴー・ホーム （milktub ； 『バカとテストと召喚獣』初代）
  - 晴れときどき笑顔 （姫路瑞希（原田ひとみ）、島田美波（水橋かおり）、木下秀吉（加藤英美里）、霧島翔子（磯村知美） ； 『バカとテストと召喚獣』2代目）
  - エウレカベイビー （麻生夏子 ； 『バカとテストと召喚獣にっ!』初代）
  - バカと個室と孤独飯 （milktub ； 『バカとテストと召喚獣にっ!』2代目）
  - Hi-Ho!! （milktub ； 『バカとテストと召喚獣にっ!』3代目）
- 鋼の錬金術師
  - 瞬間センチメンタル （SCANDAL ； 『鋼の錬金術師 FULLMETAL ALCHEMIST』4代目）
  - RAY OF LIGHT （中川翔子 ； 『鋼の錬金術師 FULLMETAL ALCHEMIST』5代目）
- 白銀の意思 アルジェヴォルン
  - TOUGH INTENTION（KOTOKO ； 『白銀の意思 アルジェヴォルン』初代）
  - フェイス（三澤紗千香 ； 『白銀の意思 アルジェヴォルン』2代目）
  - Vivid Telepathy（玉置成実 ； 『白銀の意思 アルジェヴォルン』3代目）
- バクマン
  - BAKUROCK 〜未来の輪郭線〜 （YA-KYIM ； 『バクマン。』初代）
  - 現実という名の怪物と戦う者たち （高橋優 ； 『バクマン。』2代目）
  - Monochrome rainbow  （Tommy heavenly6 ； 『バクマン。2』初代）
  - パラレル＝ （指田郁也 ； 『バクマン。2』2代目）
  - Pride on Everyday （スフィア ； 『バクマン。3』初代）
  - 夢スケッチ　(JAM Project　；　『バクマン。3』2代目)
- 八犬伝―東方八犬異聞―
  - String of pain （柿原徹也 ； 『八犬伝―東方八犬異聞―』第1期）
  - 奏愛カレンデュラ （Ceui ； 『八犬伝―東方八犬異聞―』第2期）
- 花咲くいろは
  - Hazy （スフィア ； 『花咲くいろは』前期メインエンディング曲）
  - 月影とブランコ （nano.RIPE ； 『花咲くいろは』第6話）
  - 夢路 （nano.RIPE ； 『花咲くいろは』第8話及び最終話）
  - 細胞キオク （nano.RIPE ； 『花咲くいろは』第11話）
  - はなさくいろは （クラムボン ； 『花咲くいろは』後期メインエンディング曲）
  - ハイリープ （nano.RIPE ； 『花咲くいろは』第22話）
  - Ray of Light（『花咲くいろは』第25話）
- はなまる幼稚園
  - 笑顔ならべて （杏（真堂圭）、柊（高垣彩陽）、小梅（MAKO） ； 『はなまる幼稚園』初代）
  - キグルミ惑星 （柊（高垣彩陽） ； 『はなまる幼稚園』2代目）
  - はなまるなベストアルバム childhood memories草の指輪 花の冠 （山本先生（葉月絵理乃） ； 『はなまる幼稚園』3代目）
  - 発動!!らぶビーム☆ （杏（真堂圭） ； 『はなまる幼稚園』4代目）
  - あのねきいてね （小梅（MAKO） ； 『はなまる幼稚園』5代目）
  - ハートの法則 （ さつき（廣田詩夢） ； 『はなまる幼稚園』6代目）
  - 黒ネコのジャズ （ 土田先生（日野聡）、さつき（廣田詩夢） ； 『はなまる幼稚園』7代目）
  - 撫子ロマンス （雛菊（伊瀬茉莉也） ； 『はなまる幼稚園』8代目）
  - 黒糖ドロップ （ 山本先生（葉月絵理乃）、真弓（斎藤千和）   ； 『はなまる幼稚園』9代目）
  - 僕の忘れもの （土田先生（日野聡）    ； 『はなまる幼稚園』10代目）
  - Yes, We Can!! （草野先生（水原薫）、川代先生（若林直美） ； 『はなまる幼稚園』11代目）
  - せかいでいちばん（杏（真堂圭）、桜（本名陽子） ； 『はなまる幼稚園』12代目）
- HUNTER×HUNTER（日本テレビ放映版）
  - Just Awake （Fear, and Loathing in Las Vegas  ； 『HUNTER×HUNTER（日本テレビ放映版）』初代）
  - HUNTING FOR YOUR DREAM （GALNERYUS  ； 『HUNTER×HUNTER（日本テレビ放映版）』2代目）
  - REASON （ゆず  ； 『HUNTER×HUNTER（日本テレビ放映版）』3代目）
  - 流れ星キラリ （ゆず ； 『HUNTER×HUNTER（日本テレビ放映版）』4代目）
  - 表裏一体（ゆず ； 『HUNTER×HUNTER（日本テレビ放映版）』5代目）
- BEATLESS
  - PRIMALove（ClariS ； 『BEATLESS』初代）
  - Shapeless（東京パフォーマンスドール ； 『BEATLESS』2代目）
- 響け! ユーフォニアム
  - トゥッティ！（北宇治カルテット（黄前久美子（黒沢ともよ）、加藤葉月（朝井彩加）、川島緑輝（豊田萌絵）、高坂麗奈（安済知佳）） ； 『響け!ユーフォニアム』）
  - ヴィヴァーチェ！（北宇治カルテット（黄前久美子（黒沢ともよ）、加藤葉月（朝井彩加）、川島緑輝（豊田萌絵）、高坂麗奈（安済知佳）） ； 『響け! ユーフォニアム2』）
- ビビッドレッド・オペレーション
  - WE ARE ONE! （一色あかね（佐倉綾音）、二葉あおい（村川梨衣） ； 『ビビッドレッド・オペレーション』初代）
  - STEREO COLORS （一色あかね（佐倉綾音）、三枝わかば（大坪由佳） ； 『ビビッドレッド・オペレーション』2代目）
  - Stray Sheep Story （一色あかね（佐倉綾音）、四宮ひまわり（内田彩） ； 『ビビッドレッド・オペレーション』3代目）
  - ありふれたしあわせ （一色あかね（佐倉綾音）、黒騎れい（内田真礼） ； 『ビビッドレッド・オペレーション』4代目）
- Fate/Apocrypha
  - Désir（GARNiDELiA ； 『Fate/Apocrypha』初代）
  - KOE（ASCA ； 『Fate/Apocrypha』2代目）
- Fate/kaleid liner プリズマ☆イリヤ
  - Prism Sympathy（StylipS ； 『Fate/kaleid liner プリズマ☆イリヤ』）
  - TWO BY TWO（幸田夢波 ； 『Fate/kaleid liner プリズマ☆イリヤ ツヴァイ!』）
  - ハプニング☆ダイアリー」（幸田夢波 ； 『Fate/kaleid liner プリズマ☆イリヤ ツヴァイ ヘルツ！』初代）
  - Wishing diary（幸田夢波 ； 『Fate/kaleid liner プリズマ☆イリヤ ツヴァイ ヘルツ！』2代目）
- Fate/stay night [Unlimited Blade Works]
  - believe （Kalafina ； 『Fate/stay night [Unlimited Blade Works]』1stシーズン）
  - ring your bell （Kalafina ； 『Fate/stay night [Unlimited Blade Works]』2ndシーズン）
- Fate/Zero
  - MEMORIA （藍井エイル ； 『Fate/Zero』）
  - 空は高く風は歌う （春奈るな ； 『Fate/Zero 2ndシーズン』）
  - 満天 （Kalafina ； 『Fate/Zero 2ndシーズン』第18、19話）
- フォトカノ
  - スマイルF
    - うたカノ[9] ； 『フォトカノ』初代）
    - 新見遙佳（伊藤かな恵） ； 『フォトカノ』2代目）
    - 実原氷里（水橋かおり） ； 『フォトカノ』3代目）
    - 室戸亜岐（中原麻衣） ； 『フォトカノ』4代目）
    - 間咲ののか（斎藤千和） ； 『フォトカノ』5代目）
    - 早倉舞衣（金元寿子） ； 『フォトカノ』6代目）
    - 柚ノ木梨奈（大亀あすか） ； 『フォトカノ』7代目）
    - 深角友恵（沢城みゆき） ； 『フォトカノ』8代目）
    - 前田果音（伊瀬茉莉也） ； 『フォトカノ』9代目）

  - Vivid Shining Sky （一色あかね（佐倉綾音）、二葉あおい（村川梨衣）、三枝わかば（大坪由佳）、四宮ひまわり（内田彩）、黒騎れい（内田真礼）） ； 『ビビッドレッド・オペレーション』5代目）
- 百花繚乱 サムライガールズ
  - 恋にせっせ通りゃんせ （サムライガールズ 【柳生十兵衛（悠木碧）・真田幸村（釘宮理恵）・徳川千（寿美菜子）】 ； 『百花繚乱 サムライガールズ』）
  - 結局、偶然で候 （柳生十兵衛（悠木碧）・真田幸村（釘宮理恵）・徳川千（寿美菜子） ； 『百花繚乱 サムライブライド』）
- 氷菓
  - まどろみの約束 （千反田える（佐藤聡美）、伊原摩耶花（茅野愛衣） ； 『氷菓』初代）
  - 君にまつわるミステリー （千反田える（佐藤聡美）、伊原摩耶花（茅野愛衣） ； 『氷菓』2代目）
- ブラック・ブレット
  - トコハナ （やなぎなぎ ； 『ブラック・ブレット』メインエンディングテーマ）
  - 忘れない為に （やなぎなぎ ； 『ブラック・ブレット』第4話）
  - 忘れない為に for lotus （やなぎなぎ ； 『ブラック・ブレット』第13話）
- ブラッククローバー
  - 蒼い炎（イトヲカシ ； 『ブラッククローバー第1クール目』）
  - Amazing Dreams（SWANKY DANK ； 『ブラッククローバー第2クール目』）
  - Black to the Dreamlight（EMPiRE ； 『ブラッククローバー第3クール目』）
  - four（FAKY ； 『ブラッククローバー第4クール目』）
  - 天上天下（みゆな ； 『ブラッククローバー第5クール目』）
  - My Song My Days（SOLIDEMO with桜men； 『ブラッククローバー第6クール目』）
  - 花が咲く道（THE CHARM PARK ； 『ブラッククローバー第7クール目』）
- Free!
  - SPLASH FREE （STYLE FIVE [ 七瀬遙（島﨑信長）、橘真琴（鈴木達央）、松岡凛（宮野真守）、葉月渚（代永翼）、竜ヶ崎怜（平川大輔）]  ； 『Free!』）
  - EVER BLUE （STYLE FIVE [ 七瀬遙（島﨑信長）、橘真琴（鈴木達央）、松岡凛（宮野真守）、葉月渚（代永翼）、竜ヶ崎怜（平川大輔）]  ； 『Free!』第12話）
  - FUTURE FISH （STYLE FIVE [ 七瀬遙（島﨑信長）、橘真琴（鈴木達央）、松岡凛（宮野真守）、葉月渚（代永翼）、竜ヶ崎怜（平川大輔）]  ； 『Free!-Eternal Summer-』）
  - GOLD EVOLUTION （STYLE FIVE [ 七瀬遙（島﨑信長）、橘真琴（鈴木達央）、松岡凛（宮野真守）、葉月渚（代永翼）、竜ヶ崎怜（平川大輔）]  ； 『Free!-Dive to the Future-』）
- フリージング
  - 君を守りたい（小林愛香 ； 『フリージング』）
  - 世界は疵を抱きしめる（鈴木このみ ； 『フリージング ヴァイヴレーション』）
- BLEACH
  - 旅立つキミへ （RSP ； 『BLEACH』22代目）
  - STAY BEAUTIFUL （Diggy-MO' ； 『BLEACH』23代目）
  - echoes （universe ； 『BLEACH』24代目）
  - Last Moment （SPYAIR ； 『BLEACH』25代目）
  - Song for... （ROOKiEZ is PUNK'D ； 『BLEACH』26代目）
  - アオイトリ （fumika ； 『BLEACH』27代目）
  - ハルカカナタ （UNLIMITS ； 『BLEACH』28代目）
  - Re:pray （Aimer ； 『BLEACH』29代目）
  - MASK （Aqua Timez ； 『BLEACH』30代目）
- プリキュアシリーズ
  - ハートキャッチ☆パラダイス （工藤真由 ； 『ハートキャッチプリキュア!』初代）
  - Tomorrow Song 〜あしたのうた〜 （工藤真由 ； 『ハートキャッチプリキュア!』2代目）
  - ワンダフル↑パワフル↑ミュージック!! （池田彩 ； 『スイートプリキュア♪』初代）
  - ♯キボウレインボウ♯ 池田彩 ； 『スイートプリキュア♪』2代目）
  - イェイ!イェイ!イェイ! （吉田仁美 ； 『スマイルプリキュア!』初代）
  - 満開*スマイル! （吉田仁美 ； 『スマイルプリキュア!』2代目）
  - この空の向こう （吉田仁美 ； 『ドキドキ!プリキュア』初代）
  - ラブリンク （吉田仁美 ； 『ドキドキ!プリキュア』2代目）
  - プリキュア・メモリ （吉田仁美 ； 『ハピネスチャージプリキュア!』初代）
  - パーティ ハズカム （吉田仁美 ； 『ハピネスチャージプリキュア!』2代目）
  - ドリーミング☆プリンセスプリキュア （北川理恵 ； 『Go!プリンセスプリキュア』初代）
  - 夢は未来への道 （北川理恵 ； 『Go!プリンセスプリキュア』2代目）
  - CURE UP↑RA♡PA☆PA!〜ほほえみになる魔法〜 （キュアミラクル（高橋李依）、キュアマジカル（堀江由衣） ； 『魔法つかいプリキュア!』初代）
  - 魔法アラ・ドーモ！ （キュアミラクル（高橋李依）、キュアマジカル（堀江由衣）、キュアフェリーチェ（早見沙織） ； 『魔法つかいプリキュア!』2代目）
  - レッツ・ラ・クッキン☆ショータイム （宮本佳那子 ； 『キラキラ☆プリキュアアラモード』初代）
  - シュビドゥビ☆スイーツタイム （宮本佳那子 ； 『キラキラ☆プリキュアアラモード』2代目）
  - HUGっと!未来☆ドリーマー （キュアエール（引坂理絵）、キュアアンジュ（本泉莉奈）、キュアエトワール（小倉唯） ； 『HUGっと!プリキュア』初代）
  - HUGっと!YELL FOR YOU （キュアエール（引坂理絵）、キュアアンジュ（本泉莉奈）、キュアエトワール（小倉唯）、キュアマシェリ（田村奈央）、キュアアムール（田村ゆかり） ； 『HUGっと!プリキュア』2代目）
  - パペピプ☆ロマンチック （吉武千颯 ； 『スター☆トゥインクルプリキュア』初代）
  - 教えて...!トゥインクル☆ （吉武千颯 ； 『スター☆トゥインクルプリキュア』2代目）
- プリティーリズム・オーロラドリーム
  - Happy GO Lucky! 〜ハピ☆ラキでゴー!〜 （SUPER☆GiRLS ； 『プリティーリズム・オーロラドリーム』初代）
  - We Will Win! -ココロのバトンでポ・ポンのポ〜ン☆- （東京女子流 ； 『プリティーリズム・オーロラドリーム』2代目）
  - プリティーリズムでGo!（MARs（阿澄佳奈、原紗友里、片岡あづさ） ； 『プリティーリズム・オーロラドリーム』3代目）
- プリプリちぃちゃん!!
  - ハニーアンドループス （豊崎愛生 ； 『プリプリちぃちゃん!!』初代）
  - フワリ、コロリ、カラン、コロン （夏川椎菜 ； 『プリプリちぃちゃん!!』2代目）
  - 有頂天トラベラー （戸松遥 ； 『プリプリちぃちゃん!!』3代目）
- ヘヴィーオブジェクト
  - ディアブレイブ （鹿乃 　;　『ヘヴィーオブジェクト』初代）
  - 変わらない強さ （井口裕香 　;　『ヘヴィーオブジェクト』2代目）
- べるぜバブ
  - Answer （ノースリーブス ； 『べるぜバブ』初代）
  - つよがり （中川翔子 ； 『べるぜバブ』2代目）
  - なないろ☆ナミダ （Tomato n' Pine ； 『べるぜバブ』3代目）
  - パペピプ♪パピペプ♪パペピプポ♪ （佐々木希 ； 『べるぜバブ』4代目）
  - 少女トラベラー （9nine ； 『べるぜバブ』5代目）
- Persona4 the ANIMATION
  - Beauty of Destiny （平田志穂子 feat. Lotus Juice ； 『Persona4 the ANIMATION』初代）
  - 恋する名探偵 （ラブリーン（堀江由衣） ； 『Persona4 the ANIMATION』2代目）
  - The Way of Memories -キズナノチカラ- （平田志穂子 ； 『Persona4 the ANIMATION』3代目）
- 鬼灯の冷徹
  - パララックス・ビュー （上坂すみれ ； 『鬼灯の冷徹』）
  - リバーサイド・ラヴァーズ （奈落の恋）（上坂すみれ ； 『鬼灯の冷徹 第弐期』第1クール）
  - 地獄でホットケーキ （上坂すみれ ； 『鬼灯の冷徹 第弐期』第2クール）
- 僕のヒーローアカデミア
  - HEROES （Brian the Sun ； 『僕のヒーローアカデミア』）
  - だから、ひとりじゃない （Little Glee Monster ； 『僕のヒーローアカデミア』第2期・初代）
  - だってアタシのヒーロー。 （LiSA ； 『僕のヒーローアカデミア』第2期・2代目）
  - アップデート （miwa ； 『僕のヒーローアカデミア』第3期・初代）
  - ロングホープ・フィリア(TV Limited)（菅田将暉 ； 『僕のヒーローアカデミア』第3期・2代目）
  - 航海の唄 （さユり ； 『僕のヒーローアカデミア』第4期・初代）
  - Shout Baby （緑黄色社会 ； 『僕のヒーローアカデミア』第4期・2代目）
- 僕は友達が少ない
  - 私のキ・モ・チ （三日月夜空（井上麻里奈） ； 『僕は友達が少ない』)
  - 僕らの翼 （隣人部 [ 三日月夜空（井上麻里奈）、柏崎星奈（伊藤かな恵）、楠幸村（山本希望）、羽瀬川小鳩（花澤香菜）、高山マリア（井口裕香）、志熊理科（福圓美里）] ； 『僕は友達が少ないNEXT』)

### ま行
- まじもじるるも
  - ふたりのクロノスタシス（遠藤ゆりか ； 『まじもじるるも』第1話 - 第10話）
  - FHK不思議発見の歌（ピアノVer.）（るるも（三森すずこ） ； 『まじもじるるも』第11話）
- 魔弾の王と戦姫
  - Schwarzer Bogen（原田ひとみ ； 『魔弾の王と戦姫』）
  - 竜星鎮魂歌（鈴木このみ ； 『魔弾の王と戦姫』第10話）
- マケン姫っ!
  - Baby! Baby （天谷春恋（下屋則子）、櫛八イナホ（野水伊織）他 ； 『マケン姫っ!』）
  - Reach for Light（藏合紗恵子 ； 『マケン姫っ!通』）
- 魔法科高校の劣等生
  - ミレナリオ  （ELISA ； 『魔法科高校の劣等生』初代）
  - Mirror （安田レイ ； 『魔法科高校の劣等生』2代目）
- 『魔法少女リリカルなのは』シリーズ
  - Pleasure treasure（田村ゆかり ； 『魔法少女リリカルなのはViVid』）
  - Starry Wish（水瀬いのり ； 『ViVid Strike!』）
- 輪るピングドラム
  - DEAR FUTURE （coaltar of the deepers ； 『輪るピングドラム』初代）
  - 灰色の水曜日 （トリプルH ； 『輪るピングドラム』2代目）
  - Bad News 黒い予感 （トリプルH ； 『輪るピングドラム』3代目）
  - イカレちまったぜ!! （トリプルH ； 『輪るピングドラム』4代目）
  - HIDE and SEEK （トリプルH ； 『輪るピングドラム』5代目）
  - Private Girl （トリプルH ； 『輪るピングドラム』6代目）
  - 魂こがして （トリプルH ； 『輪るピングドラム』6代目）
  - 朝のかげりの中で （トリプルH ； 『輪るピングドラム』7代目）
  - HEROES 〜英雄たち （トリプルH ； 『輪るピングドラム』8代目）
- みつどもえ
  - 夢色の恋 （アツミサオリ ； 『みつどもえ』）
  - ランドセリング☆ （のみこ ； 『みつどもえ 増量中!』）
- 未来日記
  - Blood teller （飛蘭 ； 『未来日記』初代）
  - filament （妖精帝國 ； 『未来日記』2代目）
- 『ミルキィホームズ』シリーズ
  - 本能のDOUBT （飛蘭 ； 『探偵オペラ ミルキィホームズ』）
  - Lovely Girls Anthem （麻生夏子 ； 『探偵オペラ ミルキィホームズ 第2幕』）
  - セイシュンビギナー! （ミルキィホームズ フェザーズ ； 『ふたりはミルキィホームズ』）
  - 探求Dreaming （新田恵海 ； 『探偵歌劇 ミルキィホームズ TD』）
- モーレツ宇宙海賊
  - LOST CHILD （ももいろクローバーZ ； 『モーレツ宇宙海賊』メインエンディング曲）
  - Black Holy （小松未可子　；　『モーレツ宇宙海賊』第9話・第12話・第16話）
  - 透明な夜空 〜瞬く星に包まれて〜 （小松未可子 ； 『モーレツ宇宙海賊』第13話）
  - 未來航路 （小松未可子 ； 『モーレツ宇宙海賊』最終話）

#### や行
- やはり俺の青春ラブコメはまちがっている。
  - Hello Alone（雪ノ下雪乃（早見沙織）&由比ヶ浜結衣（東山奈央） ； 『やはり俺の青春ラブコメはまちがっている。』）
  - エブリデイワールド（雪ノ下雪乃（早見沙織）&由比ヶ浜結衣（東山奈央） ； 『やはり俺の青春ラブコメはまちがっている。続』）
- 山田くんと7人の魔女
  - オドループ（フレデリック ； 『山田くんと7人の魔女』OAD版）
  - CANDY MAGIC（みみめめMIMI ； 『山田くんと7人の魔女』TV版）
- ヤマノススメ セカンドシーズン
  - Tinkling Smile（小倉唯 ； 『ヤマノススメ セカンドシーズン 』初代）
  - スタッカート・デイズ（あおい（井口裕香）&ひなた（阿澄佳奈） ； 『ヤマノススメ セカンドシーズン』2代目）
  - Cocoiro Rainbow（鳴海杏子 ； 『ヤマノススメ セカンドシーズン』3代目）
- 遊☆戯☆王ZEXAL
  - 僕クエスト （ゴールデンボンバー ； 『遊☆戯☆王ZEXAL』初代）
  - 切望のフリージア （DaizyStripper ； 『遊☆戯☆王ZEXAL』2代目）
  - Wild Child （moumoon ； 『遊☆戯☆王ZEXAL』3代目）
- 妖怪ウォッチ
  - ようかい体操第一（Dream5 ； 『妖怪ウォッチ』初代）
  - ダン・ダン ドゥビ・ズバー!（Dream5+ブリー隊長（Motsu） ； 『妖怪ウォッチ』2代目）
  - アイドルはウーニャニャの件（ニャーKB with ツチノコパンダ（島崎遥香、松井珠理奈、宮脇咲良、川栄李奈、木﨑ゆりあ、加藤玲奈、小嶋真子） ； 『妖怪ウォッチ』3代目）
  - ようかい体操第二（Dream5 ； 『妖怪ウォッチ』4代目）
  - 宇宙ダンス!（コトリ with ステッチバード ； 『妖怪ウォッチ』5代目）
  - 地球人（コトリ with ステッチバード ； 『妖怪ウォッチ』6代目）
  - ふるさとジャポン（LinQ ； 『妖怪ウォッチ』7代目）
- ヨルムンガンド
  - Ambivalentidea （やなぎなぎ ； 『ヨルムンガンド』第1期）
  - 白くやわらかな花 （やなぎなぎ ； 『ヨルムンガンド』第1期第4話）
  - ラテラリティ （やなぎなぎ ； 『ヨルムンガンド』第2期）
  - 真実の羽根 （やなぎなぎ ； 『ヨルムンガンド』第2期第15話）

### ら行
- ラブライブ!
  - きっと青春が聞こえる （『ラブライブ!』）
    - 高坂穂乃果（新田恵海）、南ことり（内田彩）、園田海未（三森すずこ） ； 『ラブライブ!』第2話[10]
    - μ's[11] ； 『ラブライブ!』第3・8・10・11話及び最終話）
    - 星空凛（飯田里穂）、西木野真姫（Pile）、小泉花陽（久保ユリカ） ； 『ラブライブ!』第4話
    - 矢澤にこ（徳井青空） ； 『ラブライブ!』第5話
    - 高坂穂乃果（新田恵海）、南ことり（内田彩）、園田海未（三森すずこ）、星空凛（飯田里穂）、西木野真姫（Pile）、小泉花陽（久保ユリカ）、矢澤にこ（徳井青空） ； 『ラブライブ!』第6話
    - 絢瀬絵里（南條愛乃）、東條希（楠田亜衣奈） ； 『ラブライブ!』第7話
    - 南ことり（内田彩） ； 『ラブライブ!』第9話
    - 高坂穂乃果（新田恵海） ； 『ラブライブ!』第12話

  - どんなときもずっと （『ラブライブ!』2nd Season）
    - 絢瀬絵里（南條愛乃）、東條希（楠田亜衣奈）、矢澤にこ（徳井青空） ； 『ラブライブ!』2nd Season第2話
    - μ's[11] ； 『ラブライブ!』2nd Season第3話及び11話）
    - 矢澤にこ（徳井青空） ； 『ラブライブ!』2nd Season第4話
    - 星空凛（飯田里穂） ； 『ラブライブ!』2nd Season第5話
    - 星空凛（飯田里穂）、西木野真姫（Pile）、小泉花陽（久保ユリカ） ； 『ラブライブ!』2nd Season第6話
    - 高坂穂乃果（新田恵海）、南ことり（内田彩）、園田海未（三森すずこ） ； 『ラブライブ!』2nd Season第7話
    - 絢瀬絵里（南條愛乃）、西木野真姫（Pile）、東條希（楠田亜衣奈） ； 『ラブライブ!』2nd Season第8話
    - 高坂穂乃果（新田恵海） ； 『ラブライブ!』2nd Season第10話
- 輪廻のラグランジェ
  - HELLO! （中島愛 ； 『輪廻のラグランジェ』）
  - TRY UNITE! -Rasmeg Duo- （中島愛 ； 『輪廻のラグランジェ』最終回）
  - ジャージ部魂!（鴨女ジャージ部（石原夏織、瀬戸麻沙美、茅野愛衣） ； 『輪廻のラグランジェ season2』）
  - 忘れないよ。 （中島愛 ； 『輪廻のラグランジェ season2』スペシャル）
- ロウきゅーぶ!
  - Party Love〜おっきくなりたい〜 （RO-KYU-BU!（日笠陽子、花澤香菜、井口裕香、日高里菜、小倉唯） ； 『ロウきゅーぶ!』）
  - Rolling!Rolling! （RO-KYU-BU!（日笠陽子、花澤香菜、井口裕香、日高里菜、小倉唯） ； 『ロウきゅーぶ!SS』）
- ローリング☆ガールズ
  - 月の爆撃機（THE ROLLING GIRLS（小澤亜李、日高里菜、種田梨沙、花守ゆみり） ； 『ローリング☆ガールズ』第2話、第3話、第5話 - 第7話、第9話 - 第12話）
  - 脳天気（THE ROLLING GIRLS（小澤亜李、日高里菜） ； 『ローリング☆ガールズ』第4話）

#### わ行
- WORKING!!
  - ハートのエッジに挑もう Go to Heart Edge （小鳥遊宗太（福山潤）、佐藤潤（小野大輔）、相馬博臣（神谷浩史） ； 『WORKING!!』初代）
  - ゴールデン・デイ （伊波まひる（藤田咲） ； 『WORKING!!』2代目）
  - いつものようにLOVE&PEACE!!（小鳥遊宗太（福山潤）、佐藤潤（小野大輔）、相馬博臣（神谷浩史） ； 『WORKING'!!』）
- 私がモテないのはどう考えてもお前らが悪い!
  - どう考えても私は悪くない（黒木智子（橘田いずみ） ；　『私がモテないのはどう考えてもお前らが悪い!』メインエンディング曲）
  - 夢想恋歌（Velvet.kodhy ；　『私がモテないのはどう考えてもお前らが悪い!』第2話）
  - 夜のとばりよ さようなら（Velvet.kodhy ；　『私がモテないのはどう考えてもお前らが悪い!』第5話）
  - 夏祭り（『私がモテないのはどう考えてもお前らが悪い!』第6話）※歌唱はボーカロイドの初音ミクを使用
  - そこらの着ぐるみの風船と私（Velvet.kodhyとVelvet.kodhyとμとμ ；　『私がモテないのはどう考えてもお前らが悪い!』第11話）

### その他
- 2010年 
  - my starry boy（中原麻衣 ； 『れでぃ×ばと!』）
  - Shy Girls （葉山奈由（茅原実里）、神宮寺弥子（寿美菜子）、白石遙（矢作紗友里）、天原清乃（日笠陽子） ； 『ちゅーぶら!!』）
  - 月導-Tsukishirube-（南里侑香 ； 『おおかみかくし』）
  - Our Steady Boy（ゆいかおり ； 『kiss×sis』）
  - 裸足のプリンセス （田村ゆかり ； 『B型H系』）
  - イチャラブCome Home!（ 芹沢文乃（伊藤かな恵）&梅ノ森千世（井口裕香）&霧谷希（竹達彩奈） ； 『迷い猫オーバーラン!』）
  - Brave Song（多田葵 ； 『Angel Beats!』）
  - Everyday sunshine line!（麻生夏子 ； 『いちばんうしろの大魔王』）
  - 予感（heidi. ； 『会長はメイド様!』）
  - おんなじきもち 結（早見沙織）、月海（井上麻里奈）、草野（花澤香菜）、松（遠藤綾） ； 『セキレイ〜Pure Engagement〜』）
  - 未来回帰線（橋本みゆき ； 『祝福のカンパネラ』）
  - Starry☆Days （土萌羊（緑川光）、天羽翼（鈴村健一）、木ノ瀬梓（福山潤） ； 『Starry☆Sky』）
  - 僕らの自由（美郷あき ； 『スーパーロボット大戦OG -ジ・インスペクター-』）
  - More-more LOVERS!!（麻生夏子 ； 『えむえむっ!』）
  - I miss you （Veil ； 『FORTUNE ARTERIAL 赤い約束』）
  - ピンキージョーンズ （ももいろクローバー ； 『ヨスガノソラ』）
  - Missing You （コミネリサ ； 『心霊探偵 八雲』）
- 2011年 
  - カメリアの瞳 （中野愛子 ； 『緋弾のアリア』）
  - Starry☆Days （土萌羊（緑川光）、天羽翼（鈴村健一）、木ノ瀬梓（福山潤） ； 『Starry☆Sky』）
  - ユメとキボーとアシタのアタシ（メリー・ナイトメア（CV：佐倉綾音） ； 『夢喰いメリー』）
  - 「夢」〜ムゲンノカナタ〜 （ViViD ； 『レベルE』）
  - Magia （Kalafina ； 『魔法少女まどか☆マギカ』）
  - みらくる☆ちゃんす （ULTRA-PRISM ； 『Rio RainbowGate!』）
  - アリアリ未来☆ （高梨奈緒（喜多村英梨）、土浦彩葉（井上麻里奈）、近藤繭佳（荒浪和沙）； 『お兄ちゃんのことなんかぜんぜん好きじゃないんだからねっ!!』）
  - ミライボウル （ももいろクローバー ； 『ドラゴンクライシス!』）
  - 刻司ル十二ノ盟約  （ファンタズム（FES cv.榊原ゆい） ； 『STEINS;GATE』）
  - Resuscitated Hope（コミネリサ ； 『GOSICK -ゴシック-』）
  - 君の真剣をちょうだい  （川神百代（浅川悠）、川神一子（友永朱音）、椎名京（氷青）、クリス（伊藤静）、黛由紀江（後藤邑子） ； 『真剣で私に恋しなさい!』）
  - 二つの足跡 （AiRI） ； 『魔乳秘剣帖』）
  - つまさきだち （伊藤かな恵 ； 『そふてにっ』）
  - スイッチが入ったら （石川智晶 ； 『神様ドォルズ』）
  - 純潔パラドックス （水樹奈々 ； 『BLOOD-C』）
  - 君にご奉仕 （近衛スバル（井口裕香）、涼月奏（喜多村英梨）、宇佐美マサムネ（伊瀬茉莉也 ； 『まよチキ!』）
  - みんなくたばるサァサァサァ （ムーンライダーズ feat. yoko ； 『Dororonえん魔くん メ〜ラめら』）
  - 水彩キャンディー （marble ； 『ましろ色シンフォニー』）
  - Punctuation! （松隆奈々子（花澤香菜） ； 『変ゼミ』）
  - ハミングガール（るん（福原香織）、トオル（悠木碧）、ナギ（内山夕実）、ユー子（寿美菜子） ； 『Aチャンネル』）
  - 笑顔の法則（槍水仙（伊瀬茉莉也） ； 『ベン・トー』）
  - ホログラム （清浦夏実 ； 『ファイ・ブレイン 神のパズル』）
  - なきむし。（沢井美空 ； 『君と僕。』）
- 2012年 
  - ENJOY （網球男児（越前リョーマ、手塚国光、丸井ブン太、切原赤也、忍足謙也、遠山金太郎） ；  『新テニスの王子様』）
  - Glitter （多田葵 feat.Sister773 ； 『リコーダーとランドセル』）
  - ふたりのきもちのほんとのひみつ （やすなとソーニャ（赤﨑千夏、田村睦心） ； 『キルミーベイベー』)
  - キスシテ↑アゲナイ↓ （ルイズ・フランソワーズ・ル・ブラン・ド・ラ・ヴァリエール（釘宮理恵） ； 『ゼロの使い魔F』）
  - ナイショの話 （ClariS ； 『偽物語』）
  - 天下を躍る （真田幸村（森川智之）&海野六郎（神谷浩史） ； 『BRAVE10』）
  - ビードロ模様 （やなぎなぎ  ； 『あの夏で待ってる』）
  - Coloring （堀江由衣 ； 『パパのいうことを聞きなさい!』）
  - anamnesis （Annabel  ； 『Another』）
  - おひさま （雨先案内人  ； 『男子高校生の日常』）
  - 極・女おー・う゛ぁーどらいぶ （赤羽亜矢（日笠陽子）、七里愛（内田真礼）、栗橋南（竹達彩奈）、大和田円（明坂聡美） ； 『ゴクジョッ。〜極楽院女子高寮物語〜』）
  - 手をギュしてね （御庭つみき（大久保瑠美 ；　『あっちこっち』）
  - 明日への帰り道 （スフィア ；　『夏色キセキ』）
  - 放課後の約束 （吉谷彩子 ；　『謎の彼女X』）
  - カラムドリエ （奥井亜紀 ；　『黄昏乙女×アムネジア』）
  - とめる （一青窈  ； 『ZETMAN』）
  - future is serious （小林愛香 ； 『クイーンズブレイド リベリオン』）
  - 愛のせいで眠れない （美郷あき ； 『はぐれ勇者の鬼畜美学』）
  - 風のなかのプリムローズ （Ceui ； 『恋と選挙とチョコレート』）
  - Raise （小倉唯 ；　『カンピオーネ! 〜まつろわぬ神々と神殺しの魔王〜』）
  - プラチナ17 （yozuca* ； 『だから僕は、Hができない。』）
  - ユメのなかノわたしのユメ （伊藤真澄 ； 『人類は衰退しました』）
  - signs 〜朔月一夜〜 （栗林みな実 ； 『トータル・イクリプス』）
  - ヒカり （みずたまきの ； 『織田信奈の野望』）
  - Heavenly Lover （鶴眞心乃枝（石原夏織）、神凪雅（佐倉綾音）、国立凛香（竹達彩奈）、天導愛菜（大亀あすか）、嵯峨良芽依（日高里菜） ； 『この中に1人、妹がいる!』）
  - ニッポン笑顔百景 （桃黒亭一門 ； 『じょしらく』）
  - Pieces of Treasure （リベルタ（福山潤）、ノヴァ（代永翼 ； 『アルカナ・ファミリア -La storia della Arcana Famiglia-』）
  - 潮風のハーモニー （白浜坂高校合唱部 ； 『TARI TARI』）
  - DRAGON BOY （Civiloan Skunk ； 『探検ドリランド』）
  - Singin' My Lu （SOUL'd OUT ； 『超訳百人一首 うた恋い。』）
  - 恋暴動 （HAPPY BIRTHDAY ； 『貧乏神が!』）
  - 太陽のサイン （azusa ； 『武装神姫』※テレビアニメ版）
  - happy endings （花澤香菜 ； 『絶園のテンペスト』）
  - レッツゴーED （ゴールデン・イクシオン・ボンバー DT ； 『イクシオン サーガ DT』）
  - シロイカラス （鈴村健一 ； 『CØDE:BREAKER』）
  - Enter Enter MISSION! （あんこうチーム [ 西住みほ（渕上舞）、武部沙織（茅野愛衣）、五十鈴華（尾崎真実）、秋山優花里（中上育実）、冷泉麻子（井口裕香） ] ； 『ガールズ&パンツァー』）
  - Lifeる is LOVEる!!（リリアナシスターズ [姫小路秋子（木戸衣吹）、那須原アナスタシア（茅原実里）、猿渡銀兵衛春臣（下田麻美）、二階堂嵐（喜多村英梨）] ； 『お兄ちゃんだけど愛さえあれば関係ないよねっ』）
  - アオゾラ （May'n ； 『BTOOOM!』）
  - 君と僕の挽歌 （さかいゆう ； 『君と僕。2』）
- 2013年
  - プリマ・ステラ （首領・ヴァレンティーノ ； 『キューティクル探偵因幡』）
  - 急接近ラッキーDAYS （南春香（佐藤利奈）、南夏奈（井上麻里奈）、南千秋（茅原実里） ； 『みなみけ ただいま』）
  - ねぐせ （北白川たまこ（洲崎綾） ； 『たまこまーけっと』）
  - 希望の花 （千菅春香 ； 『琴浦さん』）
  - 浸透圧シンフォニー （月読鎖々美（阿澄佳奈） ； 『ささみさん@がんばらない』）
  - Unknown Vision （新居昭乃 ； 『まおゆう魔王勇者』）
  - To Be Continued? （佐土原かおり ； 『問題児たちが異世界から来るそうですよ?』）
  - OUTLAWS （eyelis ； 『THE UNLIMITED 兵部京介』）
  - Baby Sweet Berry Love （小倉唯 ； 『変態王子と笑わない猫。』）
  - Affection （Mayumi Morinaga ； 『ゆゆ式』）
  - 空とキミのメッセージ （ChouCho ； 『翠星のガルガンティア』）
  - REASON （KAmiYU ； 『カーニヴァル』）
  - 予感 （伊藤真澄 ； 『RDG レッドデータガール』）※第3話と第8話は鈴原泉水子役の早見沙織が歌っているバージョンを使用
  - Be （Song Riders ； 『DEVIL SURVIVOR2 the ANIMATION』）
  - 月花 （nano.RIPE ； 『はたらく魔王さま！』）
  - Alternative （Annabel ； 『ローゼンメイデン』
  - レモネイドスキャンダル （秋月マキシ（芹澤優） ； 『犬とハサミは使いよう』）
  - 14 to 1 （ASAHINA Bros.+JULI[12]　 ； 『BROTHERS CONFLICT』）
  - 弾けろ！しーきゅーぶ！ （ステラ女学院高等科C3部 [ 大和ゆら（牧野由依）、鹿島そのら（沢城みゆき）、初瀬カリラ（茅野愛衣）、陸奥ほのか（斎藤千和）、日向八千代（米澤円）、霧島れんと（西崎莉麻）] ； 『ステラ女学院高等科C3部』）
  - Best FrendS（藤女生徒会執行部 [ 倉橋莉子（沼倉愛美）、真木夏緒（赤﨑千夏）、棚橋鈴音（水瀬いのり）、榎本結子（佐倉綾音）、水嶋沙依理（大地葉）] ； 『恋愛ラボ』）
  - -Mirage-（岡本菜摘 ； 『幻影ヲ駆ケル太陽』）
  - 終わらないメロディーを歌いだしました。（小松未可子 ； 『神さまのいない日曜日』）
  - DAY by DAY（うずめ（大橋彩香）、ささら（津田美波）、カティア（徳井青空）、しめじ（赤﨑千夏）、マドレーヌ（大原さやか）、小明（長谷川明子） ； 『ファンタジスタドール』）
  - BLOODY HOLIC（南里侑香 ； 『ブラッドラッド』）
  - Daisy（STEREO DIVE FOUNDATION ； 『境界の彼方』）
  - Sticking Places（スフィア ； 『勇者になれなかった俺はしぶしぶ就職を決意しました。』）
  - 私の宝石箱（ペトラルカ・アン・エルダント三世（渕上舞） ； 『アウトブレイク・カンパニー』）
  - 太陽と月のCROSS（TWO-FORMULA ［佐土原かおり&藏合紗恵子］ ； 『俺の脳内選択肢が、学園ラブコメを全力で邪魔している』）
  - 遠くまで（angela ； 『COPPELION』）
  - 回レ!雪月花（歌組雪月花［ 夜々（原田ひとみ）、いろり（茅野愛衣）、小紫（小倉唯） ］ ； 『機巧少女は傷つかない』）
  - カラフルワールド（佐香智久 ；　『メガネブ!』）
- 2014年
  - 風が知ってる（赤い公園 ； 『とある飛空士への恋歌』）
  - まっしろわーるど（みかくにんぐっ! [ 照井春佳、松井恵理子、吉田有里］ ； 『未確認で進行形』）
  - あの空に還る未来で（ChouCho ； 『バディ・コンプレックス』）
  - ウィッチ☆アクティビティ（KMM団［倉石たんぽぽ（井澤詩織）、飾鈴（麻倉もも）、宇津木環那（夏川椎菜）、目野輪冥（飯田友子）、桂虎徹（日岡なつみ）］ ； 『ウィッチクラフトワークス』）
  - BLUE TOPAZ（田辺留依 ； 『ウィザード・バリスターズ〜弁魔士セシル』）
  - Charming Do!（小倉唯 ； 『最近、妹のようすがちょっとおかしいんだが。』）
  - Heart Pattern（桐崎千棘（東山奈央） ； 『ニセコイ』）
  - ビジュメニア（悠木碧 ；  『世界征服〜謀略のズヴィズダー〜』）
  - SAVED.（坂本真綾 ；  『いなり、こんこん、恋いろは。』）
  - Born to be（ナノ ； 『魔法戦争』）
  - Kiss(and)Love（高山春香（戸松遥）、園田優（井口裕香） ； 『桜Trick』）
  - RAINBOW （LEGO BIG MORL ； 『ブレイドアンドソウル』）
  - My Sweet Shelter （河合律（花澤香菜）、錦野麻弓（佐藤利奈）、渡辺彩花（金元寿子） ； 『僕らはみんな河合荘』）
  - Suki Suki//Links（友寄もり子（大橋彩香）、真境名そり子（木戸衣吹）、呉屋せわし子（田所あずさ）） ； 『健全ロボ ダイミダラー』）
  - REASON FOR... （アポロン、ハデス、月人、尊、バルドル、ロキ ； 『神々の悪戯』）[13]
  - 愛しき抗いよ、導け光へ （結城アイラ ； 『ブレイクブレイド』）
  - 奏（かなで）[14] （藤宮香織（雨宮天） ； 『一週間フレンズ。』）
  - 彼女がフラグを立てる理由（わけ） （YELL［菜波・K・ブレードフィールド（木戸衣吹）、魔法ヶ沢茜（茅野愛衣）、召喚寺菊乃（阿澄佳奈）、盗賊山恵（花澤香菜）、英雄崎凜（日笠陽子）、忍者林瑠璃（諏訪彩花）］ ； 『彼女がフラグをおられたら』）
  - オラシオン  （白（茅野愛衣） ； 『ノーゲーム・ノーライフ』）
  - 快楽原理 （coffin princess（安済知佳、藏合紗恵子、牧野由依） ； 『棺姫のチャイカ』）
  - 絶頂DAYBREAK（超魂團（ウルトラソウルズ）[15] ； 『幕末Rock』）
  - ブルー（フジファブリック ； 『アオハライド』）
  - 青空とグリーンベルト（西沢はぐみ ； 『大図書館の羊飼い』）
  - two-Dimension's Love（denk!girls（高森奈津美、津田美波、竹達彩奈、相沢舞） ； 『デンキ街の本屋さん』）
  - オオカミハート（オレサマ。 ； 『オオカミ少女と黒王子』）
  - 星屑のインターリュード（fhána ； 『天体のメソッド』）
  - にじいろフィロソフィー（虹のコンキスタドール ； 『なりヒロwww』）
  - 夜（vistlip ； 『暁のヨナ』）
  - ATTITUDE TO LIFE（Galneryus ； 『曇天に笑う』第1話 - 第11話）
  - You Gotta Love Me!（かと*ふく ； 『異能バトルは日常系のなかで』）
- 2015年
  - 吹雪 （西沢幸奏 ； 『艦隊これくしょん -艦これ-』）
  - TERRITORY （百合城銀子（荒川美穂）、百合ヶ咲るる（生田善子）、椿輝紅羽（山根希美） ； 『ユリ熊嵐』）
  - マグナ・イデア （fortuna［嵐城サツキ（竹達彩奈）、漆原静乃（悠木碧）、四門摩耶（小倉唯）、百地春鹿（内田真礼）］ ； 『聖剣使いの禁呪詠唱』）
  - Ray of bullet （イリス・フレイヤ（日高里菜）、物部深月（沼倉愛美） ； 『銃皇無尽のファフニール』）
  - なでしこ桜 （和楽器バンド ； 『戦国無双』）
  - ailes（TRUE ； 『純潔のマリア』）
  - 笑顔になる（リョウ（佐藤利奈）ときりん（大亀あすか） ； 『幸腹グラフィティ』）
  - Still Sis（佐土原かおり ； 『新妹魔王の契約者』）
  - Somebody to love（TWO-FORMULA ［佐土原かおり&藏合紗恵子］ ； 『ISUCA』）
  - 情熱CONTINUE（スフィア ； 『夜ノヤッターマン』）
  - Hello,shooting-star（moumoon ； 『暗殺教室』）
  - ここから、かなたから（fragments (高森奈津美、大橋歩夕、立野香菜子、牧野由依、藤田咲) ； 『放課後のプレアデス』）
  - ありがとう、だいすき（茅原実里 ； 『長門有希ちゃんの消失』）
  - MIRAI（GARNiDELiA ； 『ガンスリンガー ストラトス』）
  - 朝焼けのスターマイン（今井麻美 ； 『プラスティック・メモリーズ』）
  - アネモネ（ClariS ； 『Classroom☆Crisis』）
  - 言えない 言えない（Hilcrhyme ； 『実は私は』）
  - 罪深き俺たちの賛歌（監獄男子 (神谷浩史、小西克幸、鈴村健一、浪川大輔、興津和幸) ； 『監獄学園』）
- 2016年
- 2017年
- 2018年
  - youthful beautiful（内田真礼 ； 『SSSS.GRIDMAN』）
- 2019年
  - アイドル活動！オンパレード！ver.（らき・あいね・みお from BEST FRIENDS!、わか（霧島若歌）・るか（遠藤瑠香）・せな（堀越せな） ； 『アイカツオンパレード!』）

## 2020年代

### か行
- 恋する小惑星
  - 夜空（鈴木みのり ； 『恋する小惑星』）
  - あの星の向こうに（木ノ幡みら（高柳知葉） ； 『恋する小惑星』第4話）

### た行
- とある科学の超電磁砲T
  - nameless story（岸田教団&THE明星ロケッツ ； 『とある科学の超電磁砲T』）

- ドロヘドロ
  - Who am I ?（(K)NoW_NAME（Ayaka Tachibana、NIKIIE） ； 『ドロヘドロ』第1 - 2話）
  - Night SURFING（(K)NoW_NAME（Ayaka Tachibana） ； 『ドロヘドロ』第3 - 4話）
  - D.D.D.D（(K)NoW_NAME（NIKIIE） ； 『ドロヘドロ』第5話 - ）

### な行
- 22/7（アニメ）
  - 空のエメラルド（22/7 ； テレビアニメ『22/7』）
  - One of them（滝川みう（西條和） ； テレビアニメ『22/7』第3話）
  - 生きることに楽になりたい（藤間桜（天城サリー） ； テレビアニメ『22/7』第4話）
  - 夢の船（河野都（倉岡水巴） ； テレビアニメ『22/7』第5話）
  - 優等生じゃつまらない（佐藤麗華（帆風千春） ； テレビアニメ『22/7』第6話）

### は行
- プリキュアシリーズ
  - ミラクルっと♥Link Ring!（Machico ； 『ヒーリングっど♥プリキュア』初代）
  - エビバディ☆ヒーリングッデイ!（宮本佳那子 ； 『ヒーリングっど♥プリキュア』2代目）
  - トロピカI・N・G（吉武千颯 ； 『トロピカル〜ジュ!プリキュア』初代）
  - あこがれ Go My Way!!（北川理恵・吉武千颯 ； 『トロピカル〜ジュ!プリキュア』2代目）
  - DELICIOUS HAPPY DAYS♪（吉武千颯 ； 『デリシャスパーティ♡プリキュア』初代）
  - ココロデリシャス（佐々木李子 ； 『デリシャスパーティ♡プリキュア』2代目）
  - ヒロガリズム（石井あみ・吉武千颯 ； 『ひろがるスカイ!プリキュア』初代）
  - Dear Shine Sky（吉武千颯 ； 『ひろがるスカイ!プリキュア』2代目）
  - 雫のプリキュア（キュア・カルテット ； 『キボウノチカラ〜オトナプリキュア'23〜』）
  - FUN☆FUN☆わんだふるDAYS!（石井あみ・後本萌葉 ； 『わんだふるぷりきゅあ!』初代）
  - しあわせえぼりゅ～しょん♡（石井あみ・後本萌葉 ； 『わんだふるぷりきゅあ!』2代目）
  - キセキラリンク（キュアミラクル（高橋李依）、キュアマジカル（堀江由衣）、キュアフェリーチェ（早見沙織） ； 『魔法つかいプリキュア!!〜MIRAI DAYS〜』）
  - Trio Dreams（キュアアイドル（松岡美里）・キュアウインク（髙橋ミナミ）・キュアキュンキュン（高森奈津美） ； 『キミとアイドルプリキュア♪』）
- ぼっち・ざ・ろっく!
  - Distortion!!（喜多郁代（長谷川育美） ； 『ぼっち・ざ・ろっく!』第1 - 3話）
  - カラカラ（山田リョウ（水野朔） ； 『ぼっち・ざ・ろっく!』第4 - 7話）
  - なにが悪い（伊地知虹夏（鈴代紗弓） ； 『ぼっち・ざ・ろっく!』第8 - 11話）
  - 転がる岩、君に朝が降る（後藤ひとり（青山吉能） ； 『ぼっち・ざ・ろっく!』第12話）

### その他
- 2020年
- 2021年 
  - キラリ☆パーティ♪タイム（STARRY PLANET☆ ； 『アイカツプラネット!』）
  - ストロボメモリー（内田真礼 ； 『SSSS.DYNAZENON』）
  - 静かな風 （Non Stop Rabbit ； 『ドラゴン、家を買う。』）
  - ここで息をして （eill ； 『東京リベンジャーズ』）
- 2022年 
  - 罪と罰とアングラ（松岡充 ； 『風都探偵』）
- 2023年 
  - シカせんべいのうた（鹿乃子のこ（潘めぐみ）、虎視虎子（藤田咲） ； 『しかのこのこのここしたんたん』）
  - fakey merry game（SMILE PRINCESS ; 『ライアー・ライアー』）

## 番外

### アニメ用カバー曲
※ここでは、一つの作品で3回以上使用された曲のみ掲載するものとする。
- 少女時代（原由子 ； 『YAWARA!』）
- どうにもとまらない 〜ノンストップ〜 （Brenda Vaughn ； 『レジェンズ 甦る竜王伝説』）山本リンダのカバー
- 夢の中へ （榎本温子、鈴木千尋 ； 『彼氏彼女の事情』）井上陽水のカバー
- あなたの心に（林原めぐみ ； 『アベノ橋魔法☆商店街』）中山千夏のカバー
- あなたに逢いたくて〜Missing You〜（丹下桜＆氷上恭子 ； 『トラブルチョコレート』）松田聖子のカバー
- EQUALロマンス （Priére（プリエール）； 『デ・ジ・キャラットにょ』。原曲（歌：CoCo）は『らんま1/2』。
- ふられ気分でRockn' Roll（DROPS ； 『せんせいのお時間』）TOM★CATのカバー
- 年下の男の子（セクシーメイツ ； 『ツヨシしっかりしなさい』）キャンディーズのカバー
- 見上げてごらん夜の星を（BEGIN ； 『ふたつのスピカ』）坂本九のカバー
- 恋のダイヤル6700（New man co.,Ltd ； 『おもいっきり科学アドベンチャー そーなんだ!』）フィンガー5のカバー
- 学園天国（ワンダー☆5 ； 『ふしぎ星の☆ふたご姫 Gyu!』）フィンガー5のカバー
- Lucky&Happy（林原めぐみ ； 『がくえんゆーとぴあ まなびストレート!』）愛天使伝説ウエディングピーチのイメージソングのカバー（作詞作曲の岡崎律子も過去にセルフカバーしている。）
- 君に、胸キュン。（天の妃少女合唱団 かなこ（真田アサミ） 鞠也（小林ゆう） 茉莉花（井上麻里奈）； 『まりあ†ほりっく』）YMOのカバー
- 赤頭巾ちゃん御用心（OToGi8 ； 『オオカミさんと七人の仲間たち』）レイジーのカバー
- secret base 〜君がくれたもの〜（本間芽衣子（茅野愛衣）、安城鳴子（戸松遥）、鶴見知利子（早見沙織） ； 『あの日見た花の名前を僕達はまだ知らない』）ZONEのカバー（本作以前に放送された『今日の5の2』でもFriendsによってED曲としてカバーされている。）
- 空も飛べるはず（さよならポニーテール ； 『つり球』）スピッツのカバー
- 奏（藤宮香織（雨宮天） ； 『一週間フレンズ。』）スキマスイッチのカバー
- 月の爆撃機（THE ROLLING GIRLS ； 『ローリング☆ガールズ』）THE BLUE HEARTSのカバー
- ノーサイド（瀧川ありさ ； 『ALL OUT!!』2代目）松任谷由実のカバー
- 壊れかけのRadio（和島あみ ； 『あかねさす少女』）徳永英明のカバー
- どんなときも。（有原翼（西田望見）、東雲龍（近藤玲奈）、野崎夕姫（南早紀）、河北智恵（井上ほの花） ； 『八月のシンデレラナイン』）槇原敬之のカバー
- WOW WAR TONIGHT 〜時には起こせよムーヴメント（天野愛莉（水樹奈々）、姫神紗乃（Raychell） ； 『D4DJ First Mix』）H Jungle with tのカバー・ぢ
- マツケンサンバII（グレイス＝憲三郎（井上和彦、M・A・O）； 『悪役令嬢転生おじさん』）松平健のカバー

### 上記以外でアニメに使用された曲
- BOY MEETS GIRL（TRF ； 『だぁ!だぁ!だぁ!』初代）
- なのにあなたは京都へゆくの（チェリッシュ ； 『鉄人28号』）
- 全力少年（スキマスイッチ ； 『ALL OUT!!』初代）

## 補足
1. ↑  五條真由美、うちやえゆか、工藤真由、宮本佳那子
2. ↑  メンバーは諏訪彩花、金元寿子、南條愛乃、浅倉杏美、内村史子、内田愛美、三澤紗千香、大坪由佳、荒川美穂、佳村はるか、安済知佳、沼倉愛美、山田悠希
3. ↑  南條愛乃、三森すずこ、寺川愛美。
4. ↑  アム（愛美）、ルーナ（工藤晴香）。
5. ↑  ここたまファイブ - ラキたま（潘めぐみ）、おシャキ（かかずゆみ）、ゲラチョ（愛河里花子）、キラリス（柚木涼香）、モグタン（村瀬迪与）
6. ↑  ここたま9+ライチ - ラキたま（潘めぐみ）、メロリー（豊崎愛生）、おシャキ（かかずゆみ）、ゲラチョ（愛河里花子）、キラリス（柚木涼香）、モグタン（村瀬迪与）、サリーヌ（藤村歩）、パリーヌ（白鳥由里）、ミシル（折笠富美子）、ライチ（七瀬彩夏）
7. 1 2 3 4  メンバーは、風見颯（逢坂良太）、甘木生馬（柿原徹也）、佐伯希星（山下大輝）、富井大樹（蒼井翔太）、舞山春（小野賢章）
8. ↑  その他、日常で使用されるEDのうち、ここで紹介した楽曲以外はすべてカバー曲であり、記述量が膨大になるので、詳細はこちらを参照。
9. ↑  メンバーは新見遙佳（伊藤かな恵）、実原氷里（水橋かおり）、室戸亜岐（中原麻衣）、間咲ののか（斎藤千和）、早倉舞衣（金元寿子）、柚ノ木梨奈（大亀あすか）、深角友恵（沢城みゆき）
10. ↑  本放送では「μ's」と誤表記。なお、Blu-ray Disc版においてはこの誤表記は修正されている。
11. 1 2  メンバーは高坂穂乃果（新田恵海）、絢瀬絵里（南條愛乃）、南ことり（内田彩）、園田海未（三森すずこ）、星空凛（飯田里穂）、西木野真姫（Pile）、東條希（楠田亜衣奈）、小泉花陽（久保ユリカ）、矢澤にこ（徳井青空）
12. ↑  記載スペースの関係上、ASAHINA Bros.+JULIのメンバー名はここでは省略。ASAHINA Bros.+JULIのメンバー名についてはこちらを参照
13. ↑  担当声優はアポロンが入野自由、ハデスが小野大輔、月人が上村祐翔、尊が豊永利行、バルドルが神谷浩史、ロキが細谷佳正
14. ↑  なおこの曲に関しては、スキマスイッチの曲のカバーとなっている
15. ↑  メンバーは、坂本龍馬（谷山紀章）、高杉晋作（鈴木達央）、桂小五郎（森久保祥太郎）、土方歳三（森川智之）、沖田総司（小野賢章）